# Boppard

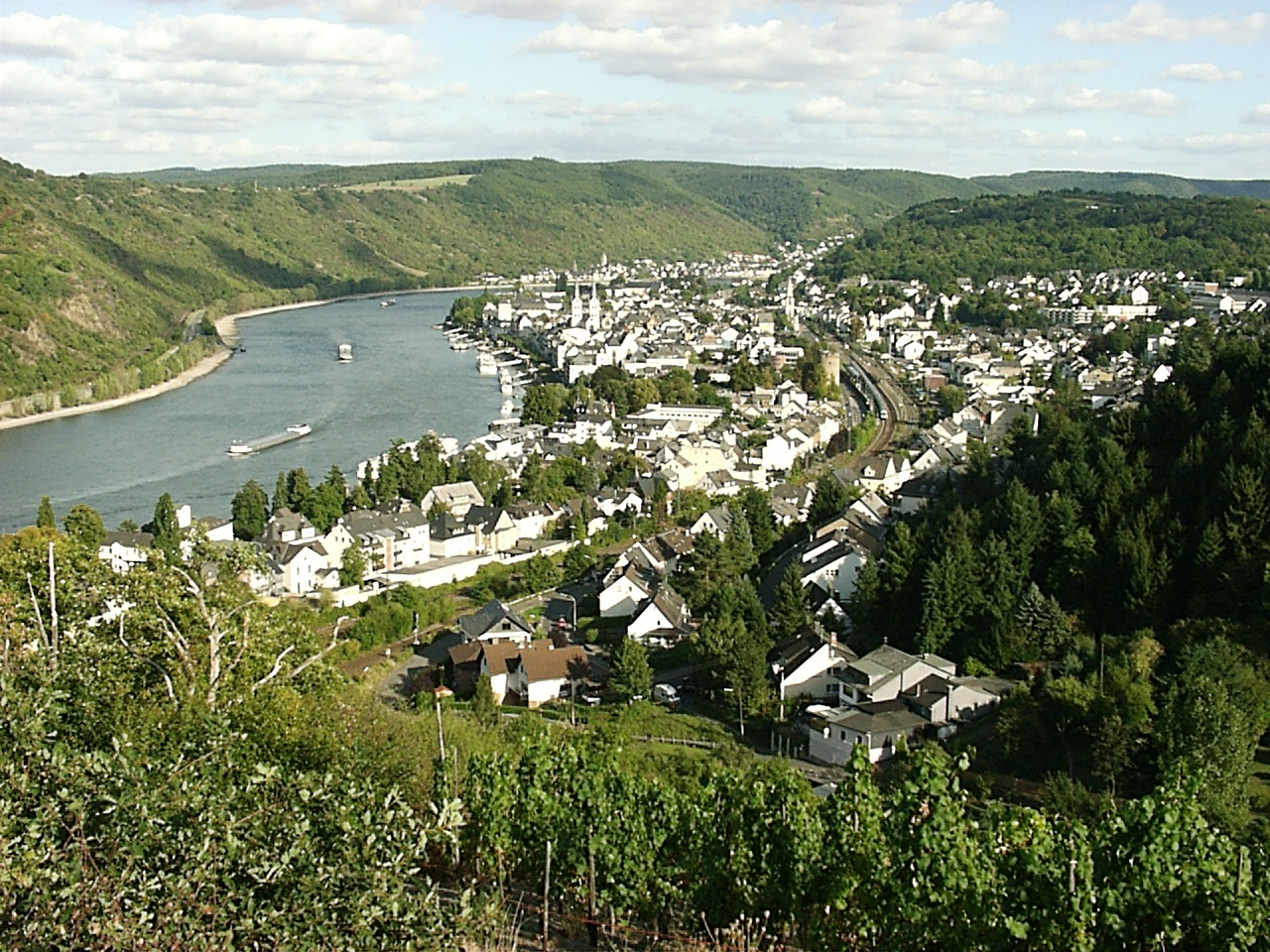
Boppard

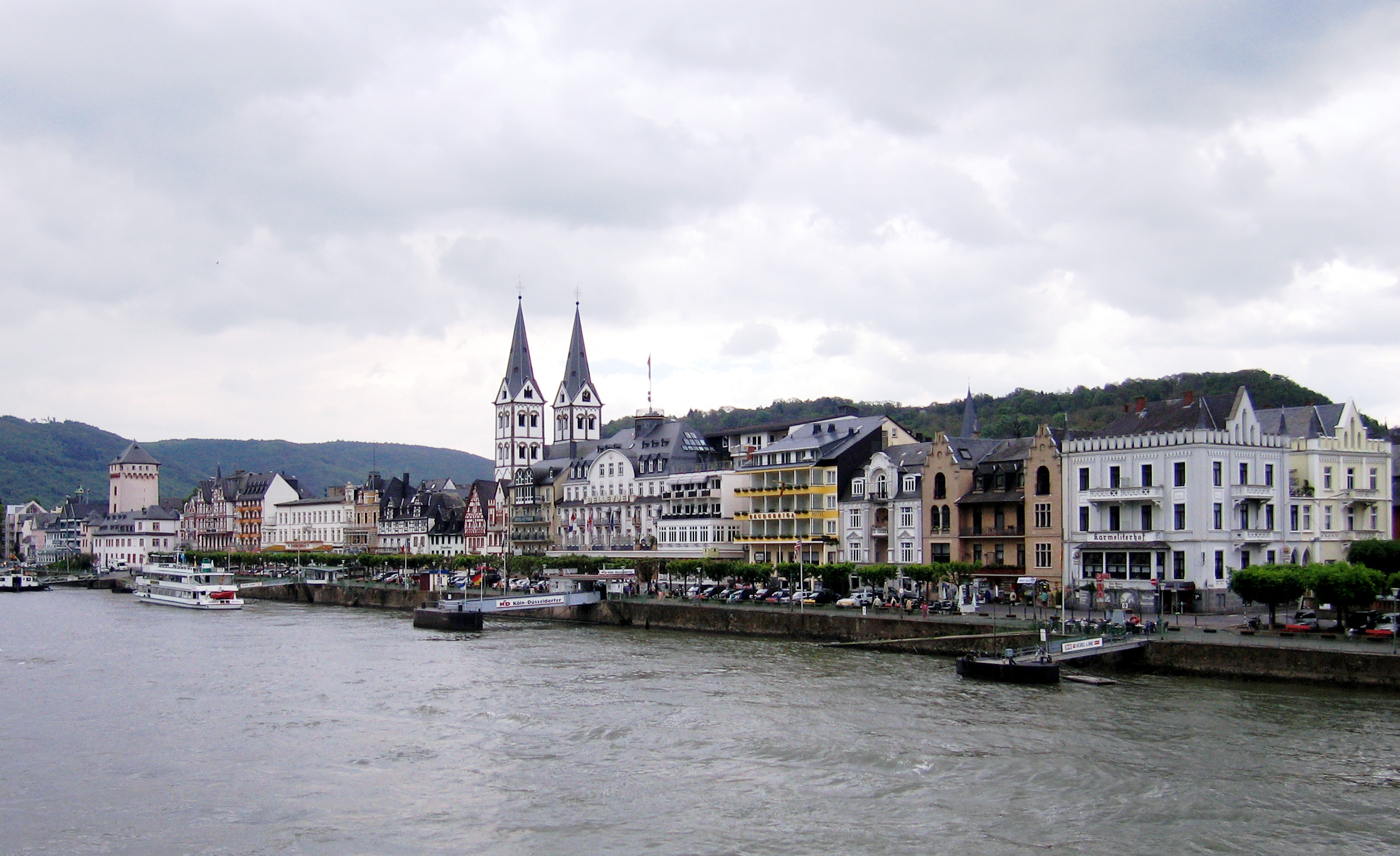
Die Rheinpromenade von Boppard

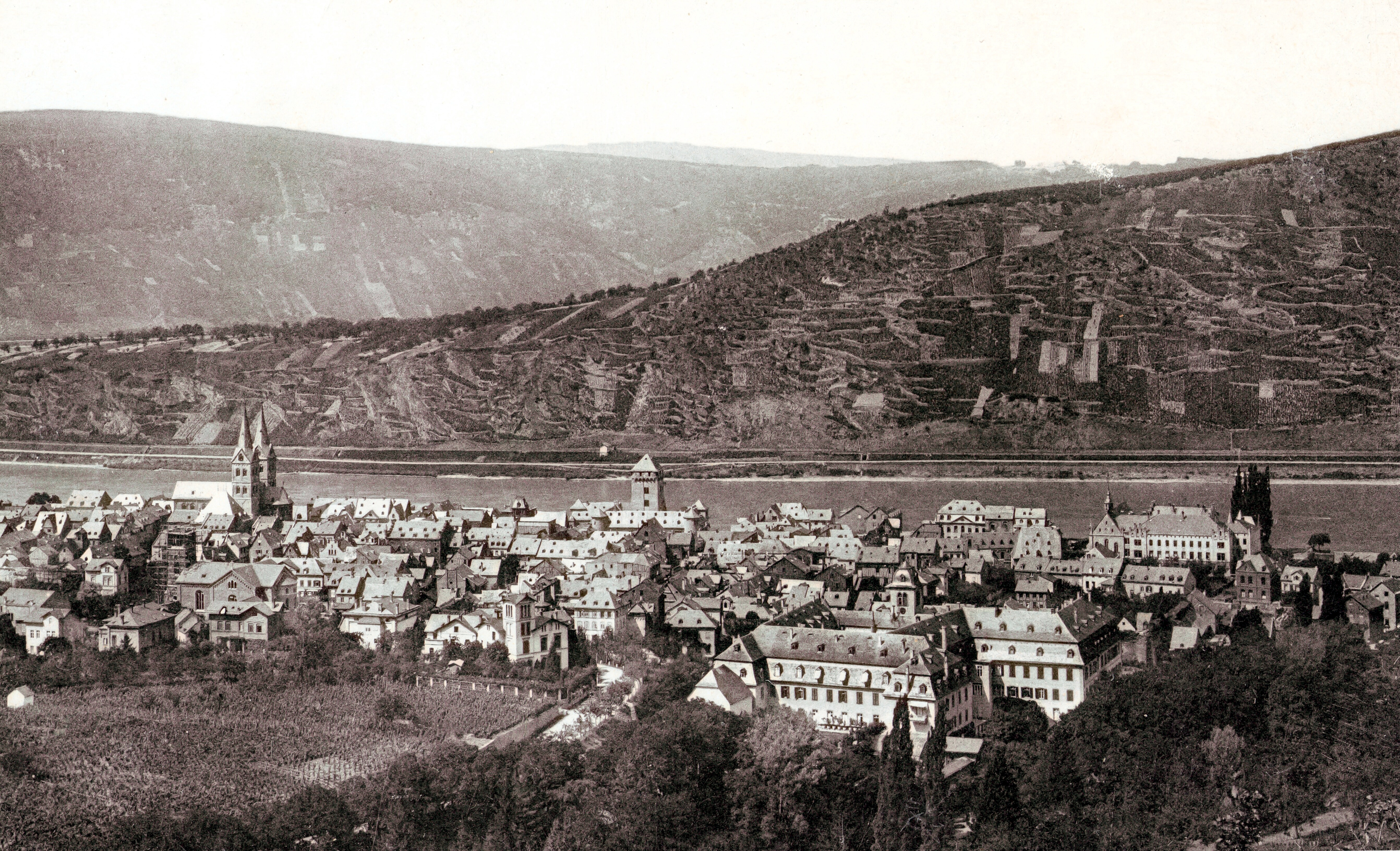
Boppard, 1886

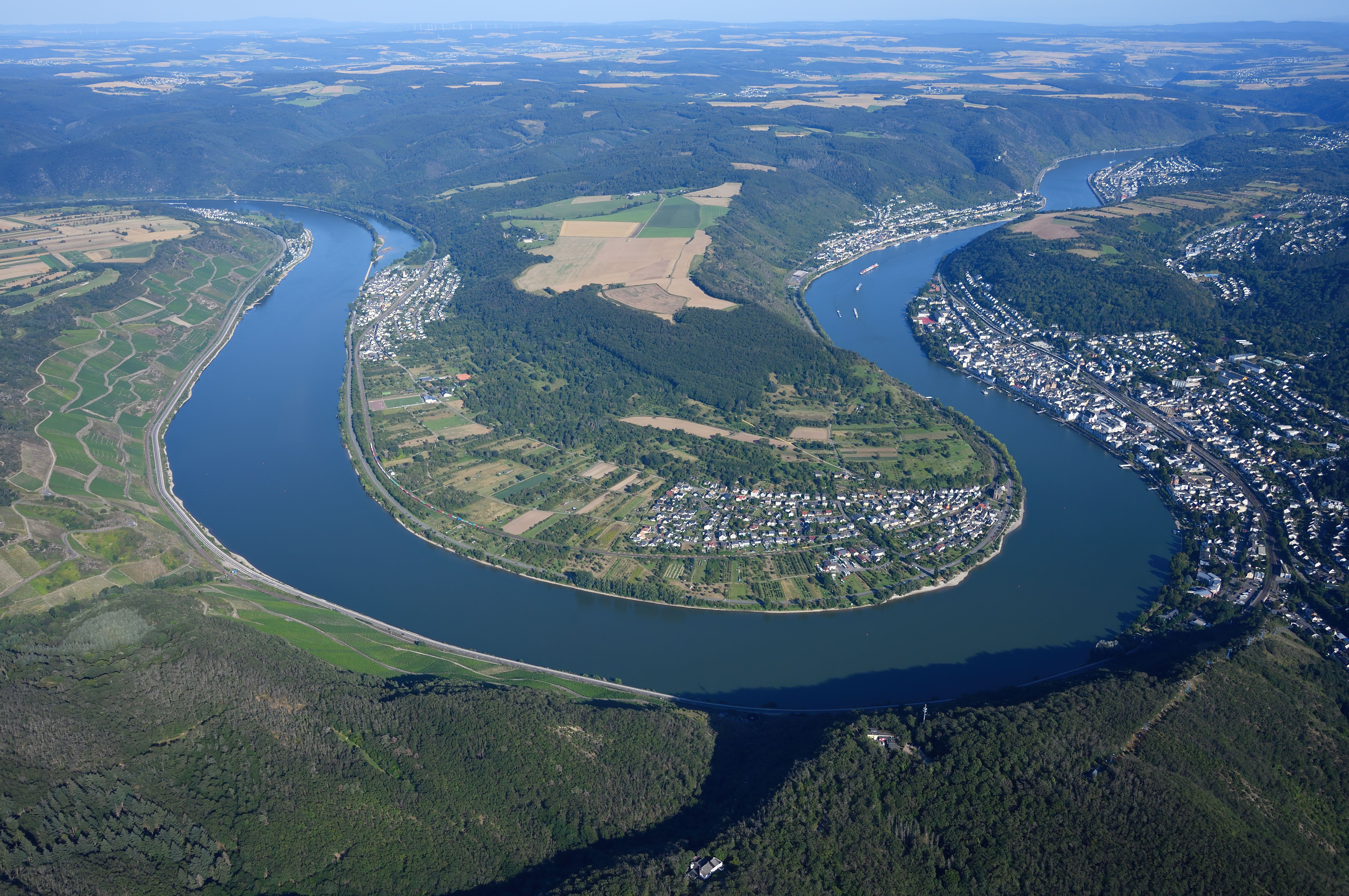
Lage von Boppard (am rechten Bildrand) am Bopparder Hamm

Die ehemalige Reichsstadt Boppard (lateinisch Baudobriga) ist eine verbandsfreie Stadt im UNESCO-Welterbe Oberes Mittelrheintal im Rhein-Hunsrück-Kreis in Rheinland-Pfalz. Die Stadt ist ein staatlich anerkannter Luftkurort und geprägt vom Weinbau. Sie wurde am 31. Dezember 1975 neu gebildet, Angaben von vor 1976 beziehen sich in diesem Artikel nur auf den heutigen Ortsbezirk Boppard, der der größte der zehn Ortsbezirke der Stadt Boppard ist.

## Geographie

### Räumliche Lage
Boppard liegt am oberen Mittelrhein, dem sogenannten Mittelrheintal. Diese charakteristische, enge Talform entstand durch Tiefenerosion des Rheins. Das Obere Mittelrheintal gehört seit 2002 zum Weltkulturerbe der UNESCO. Der Rhein bildet auf einer Länge von siebzehn Kilometern die östliche Grenze der Stadt. An ihm liegen die Ortsbezirke Hirzenach, Bad Salzig und Boppard.
Direkt nördlich von Boppard macht der Rhein seine größte Schleife. Diese trägt den Namen Bopparder Hamm. Jedoch bezeichnet man meist mit diesem Begriff das dort befindliche Weinanbaugebiet.
Boppard liegt laut Angabe des Bundesamtes für Kartographie und Geodäsie auf 74 m ü. NHN.
Die Fleckertshöhe ist mit 531 m ü. NN die höchste Erhebung im Stadtgebiet.
Die Stadt Boppard gehört seit 1969 zum Rhein-Hunsrück-Kreis und ist dessen nördlichster Bezirk. Boppard ist ein Mittelzentrum, das nächstgelegene Oberzentrum ist das etwa zweiundzwanzig Kilometer entfernte Koblenz.

### Ausdehnung und Nutzung des Stadtgebiets
Die Stadt erstreckt sich über eine Fläche von 75,27 km². Das Stadtgebiet hat eine maximale Ausdehnung in Ost-West-Richtung von rund 14,5 km und in Nord-Süd-Richtung von etwa 11,8 km.
Während die Siedlungs- und Verkehrsflächen rund 15,3 % des Stadtgebietes ausmachen, entfällt mit 62,1 % der überwiegende Teil des Bodens auf Waldflächen und 18,8 % auf Landwirtschaftsflächen.

### Stadtgliederung
Das Gebiet der Stadt Boppard gliedert sich in zehn Ortsbezirke, die teilweise noch eigene Ortsteile haben. Am Rhein liegen die drei Ortsbezirke Boppard, Bad Salzig und Hirzenach. Zum Ortsbezirk Boppard gehört noch der Ortsteil Buchenau, der nicht direkt am Rhein liegt. In den Rheinhöhen liegen die Ortsbezirke Holzfeld, Rheinbay und Weiler mit dem Ortsteil Fleckertshöhe und im Vorderhunsrück liegen die Ortsbezirke Buchholz mit den drei Ortsteilen Bahnhof, Mitte und Ohlenfeld, Herschwiesen mit dem Ortsteil Windhausen, Oppenhausen mit dem Ortsteil Hübingen und schließlich Udenhausen.
| Ortsbezirk    | Einwohner |
| ------------- | --------- |
| Boppard       | 7.540     |
| Bad Salzig    | 2.445     |
| Buchholz      | 2.777     |
| Herschwiesen  | 310       |
| Hirzenach     | 272       |
| Holzfeld      | 431       |
| Oppenhausen   | 853       |
| Rheinbay      | 206       |
| Udenhausen    | 531       |
| Weiler        | 750       |
| Stadt Boppard | 16.115    |

Einwohner von Boppard (Erst- und Zweitwohnsitze), Stand 31. Dezember 2019

### Klima
Die Jahresdurchschnittstemperatur beträgt 10,1 °C. Der wärmste Monat ist der Juli mit einer Temperatur von 18,6 °C, der kälteste der Januar mit 1,3 °C. Der Jahresniederschlag beträgt 598 mm. Der trockenste Monat ist der Februar bzw. April, die meisten Niederschläge fallen im August.
|                        | Jan  | Feb  | Mär | Apr  | Mai  | Jun  | Jul  | Aug | Sep  | Okt  | Nov | Dez |   |      |
| Mittl. Temperatur (°C) | 1,3  | 2,4  | 5,8 | 9,7  | 13,7 | 17,1 | 18,6 | 18  | 15,5 | 10,5 | 5,7 | 2,8 | ⌀ | 10,1 |
| Mittl. Tagesmax. (°C)  | 3,8  | 5,6  | 10  | 14,7 | 19,1 | 22,4 | 23,8 | 23  | 20,6 | 14,6 | 8,4 | 5,3 | ⌀ | 14,3 |
| Mittl. Tagesmin. (°C)  | −1,1 | −0,7 | 1,6 | 4,8  | 8,3  | 11,8 | 13,4 | 13  | 10,4 | 6,5  | 3,1 | 0,4 | ⌀ | 6    |
|                        |      |      |     |      |      |      |      |     |      |      |     |     |   |      |
| Niederschlag (mm)      | 45   | 38   | 41  | 38   | 54   | 61   | 61   | 63  | 49   | 45   | 50  | 53  | Σ | 598  |

| −1,1 |

| −0,7 |

| 1,6 |

| 4,8 |

| 8,3 |

| 11,8 |

| 13,4 |

| 13 |

| 10,4 |

| 6,5 |

| 3,1 |

| 0,4 |

| −1,1 |

| −0,7 |

| 1,6 |

| 4,8 |

| 8,3 |

| 11,8 |

| 13,4 |

| 13 |

| 10,4 |

| 6,5 |

| 3,1 |

| 0,4 |

### Flora und Fauna
Der Bopparder Stadtwald ist mit einer Fläche von 43,6 km² der zweitgrößte in Rheinland-Pfalz nach Neustadt an der Weinstraße und die Stadt liegt damit deutschlandweit auf Rang 15 der größten kommunalen Waldbesitzer. Aufgrund der Bewirtschaftung nach ökologischen Maßstäben verfügt der Stadtwald über eine Naturland- sowie FSC-Zertifizierung, dies beinhaltet auch, dass rund 300 Hektar Waldfläche gar nicht bewirtschaftet werden und naturbelassen bleiben.
Im Bopparder Hamm befindet sich das weltweit einzige Vorkommen der Iberis boppardensis, der Bopparder Schleifenblume, außerdem eines der nördlichsten Vorkommen der Westlichen Smaragdeidechse in Mitteleuropa.
Im Stadtgebiet existiert ein Naturschutzgebiet im Ortsteil Buchenau (Hintere Dick-Eisenbolz) mit einer Fläche von 54,63 Hektar, außerdem liegt Boppard im FFH-Gebiet Mittelrhein sowie dem europäischen Vogelschutzgebiet Mittelrheintal.
Die 1871 gepflanzte Kaiserlinde auf dem Marktplatz stürzte 1965 um und wurde nach einer illegalen Pflanzung in der Hexennacht 1978 dann 1979 offiziell durch eine Neupflanzung ersetzt.

## Geschichte

### Altsteinzeit
Während der Begehung einer Baugrube, unweit des Hauptbahnhofs, gelang dem Verein ARRATA e. V. im Jahr 2001 eine im Welterbe Oberes Mittelrheintal sensationelle Entdeckung: Am Boden der Baugrube erkannte der Archäologe Wolfgang Welker typische Steingeräte der sogenannten Federmesser-Kultur. Bei späteren Grabungen der Landesarchäologie wurden eine Feuerstelle, Knochen vom Rothirsch und Steingeräte, darunter typische Pfeilspitzen („Federmesser“) entdeckt. Der Lagerplatz, der unterhalb einer Bimsschicht des Laacher-See-Ausbruchs liegt, ist ungefähr 13000 Jahre alt und datiert an das Ende der Altsteinzeit (Spätpaläolithikum). Als besonderer Fund gilt ein verziertes Knochengerät, das vielleicht als Glätter für die Bearbeitung von Leder diente, siehe Spätpaläolithischer Glätter von Boppard.

### Römerzeit

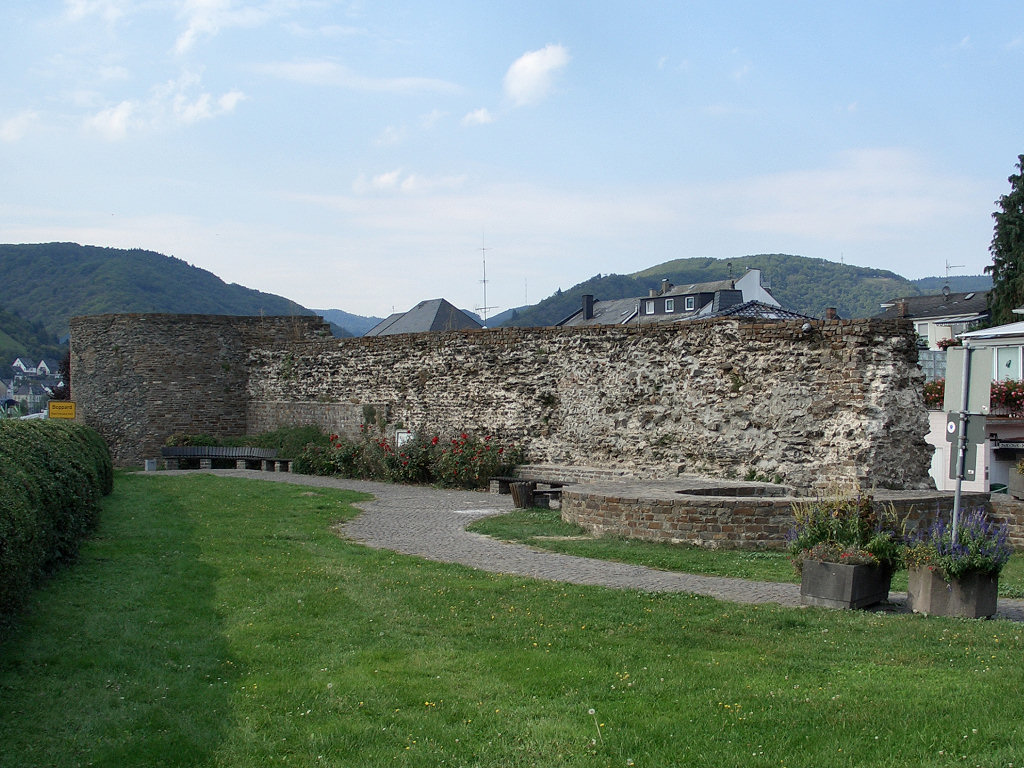
Spätrömisches Kastell

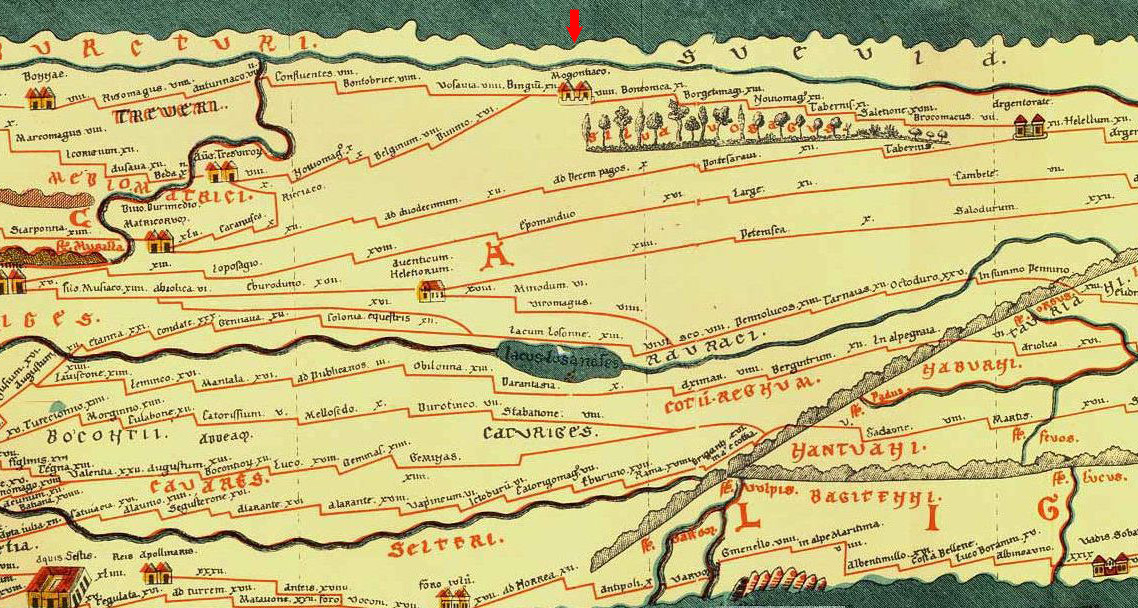
Darstellung in der Peutingerschen Tafel (Pfeil auf Mainz).

Im Zuge der Eroberung Galliens durch Cäsar und der anschließenden römischen Besiedlung des linksrheinischen Gebiets folgte die Gründung des „Vicus Baudobriga“ (Bodobriga, Bontobrica) unmittelbar am Rhein im Eingangsbereich zum Mühltal. Durch das Mühltal wurde die Rheintalstraße mit der Ausoniusstraße verbunden. Seine Blütezeit hat das Fischer- und Händlerdorf zwischen dem 1. und dem 3. Jahrhundert.
Der Name der Siedlung ist keltischen Ursprungs, weshalb anzunehmen ist, dass es vorher oder auch gleichzeitig keltische Besiedlung gab. Die keltische Namensform Boudobriga kann nicht nur rekonstruiert werden, sondern ist in dieser Lautung in zwei lateinischen Inschriften belegt. Der Name bedeutet „Ruhm-Burg“ oder „Sieg-Burg“, wobei unklar ist, ob sich dieser Name auf ein konkretes historisches Ereignis bezieht. Möglich ist aber auch die Bedeutung ‚befestigte Anhöhe des (A)boudios‘ (Boudios + briga).
Durch den Ausbau des Limes um das Jahr 160 n. Chr. verlor der Mittelrhein vorübergehend an strategischer Bedeutung, die römisch-germanische Grenze verlief nun etwa 20 Kilometer nordöstlich von Boppard auf der Linie von Bad Ems nach Hunzel. Jedoch wurde der Rhein für den Nachschub und den Fernhandel immer wichtiger. In der um 222/235 entstandenen Peutingerschen Tafel wurde das heutige Boppard unter dem Namen Bontobrice und in dem spätrömischen Staatshandbuch Notitia dignitatum als Bodobrica erwähnt. Im Jahre 260 mussten die rechtsrheinischen Gebiete aufgegeben und den Germanen überlassen werden. Dadurch wurde der Rhein wieder zur Grenze des römischen Reiches. Kaiser Julian stoppte 355 eine neuerliche germanische Invasion und begann mit der Sicherung des Mittelrheins, die sein Nachfolger Kaiser Valentinian I. zu Ende führte. In dieser Zeit wurde auch das spätrömische Kastell Baudobriga an der römischen Rheintalstraße errichtet, es lag etwa einen Kilometer südöstlich der damaligen zivilen Siedlung. Gegen Ende des Jahres 405 wurden die römischen Truppen zum Schutze Italiens abgezogen. Vermutlich noch in der ersten Hälfte des 5. Jahrhunderts wurde auch das Kastell Boppard, wie auch die anderen römischen Kastelle am Mittelrhein, von den Germanen erobert, endgültig endete die römische Herrschaft hier im Jahre 454 n. Chr.

### Frühes Mittelalter
Nach dem Abzug der römischen Truppen bewohnte die Zivilbevölkerung das frühere, nach wie vor intakte, römische Kastell weiter. Um 406 wurde das ehemalige Militärbad durch einen Brand zerstört, an dieser Stelle an der Innenseite der nördlichen Kastellmauer wurde aus den Überresten des aufgegebenen Bades im 6. Jahrhundert dann der erste Vorgängerbau der heutigen St.-Severus-Kirche errichtet. Im 5. Jahrhundert wurde aus dem früheren römischen Kastell Boppard ein merowingischer Königssitz, zu dem nicht nur der Fiskalbezirk, sondern auch die weitere Umgebung gehörte, insbesondere die riesigen Hunsrückwaldungen.
Die erste urkundliche Erwähnung der Stadt stammt aus dem frühen Mittelalter im Jahr 643 als Bodo fricense. Nach Angaben der um 700 entstandenen Kosmographie von Ravenna war Boppard damals unter dem Namen Bodorecas immer noch eine befestigte Siedlung. Im Jahr 803 wurde Boppard bereits als Reichsstadt bezeichnet. Eine weitere Urkunde datiert aus dem Jahr 814, in welcher u. a. eine Kapelle und ein Fiskalgut in Bodobrio (Boppard) genannt werden. Aus diesem Fiskalgut entwickelte sich ein fränkischer Königshof und das Verwaltungszentrum des Bopparder Reiches.
Im Laufe des Mittelalters wurde Boppard oft von den deutschen Königen aufgesucht, die dann im Königshof residierten, welcher am Ende des Mühltals unmittelbar am Rhein lag. Belegt sind unter anderem ein erster Besuch von Kaiser Otto II. im Jahr 975 sowie im März 992 und im Januar 995 zwei Aufenthalte von König Otto III., der ab 996 den Kaisertitel trug. Für das Frühjahr 1180 ist ein Besuch von Kaiser Friedrich I. Barbarossa in Boppard belegt.

### Boppard als freie Reichsstadt
Im Laufe des Mittelalters entwickelte sich Boppard zu einer freien Reichsstadt, bereits unter Kaiser Heinrich III. erhielt die Stadt im Jahr 1050 Marktrechte, unter Heinrich IV. auch einen Zoll, Münzstätte war sie schon unter den Merowingern gewesen. Verwaltet wurden Stadt und umliegendes Reichsgut von Reichsministerialen, oberster Beamter vor Ort war der Schultheiß. Eine Reihe der Ministerialen lebte in der Stadt (siehe Adelshöfe). Nachzuweisen sind (unter anderem) die Beyer von Boppard, die Familie „unter den Juden“, von Schöneck und von Bickenbach (benannt nach dem Ort Bickenbach im Hunsrück). Aus dieser Glanzzeit Boppards stammt auch das große Stadtsiegel von 1236, das Boppard „freie Stadt des Reiches“ nennt. Die Selbstverwaltung der Reichsstadt erfolgte durch zwei Senate: der erste Senat bestand aus den in Boppard ansässigen Adligen, der zweite Senat bestand aus gewählten, nicht-adligen Bürgern der Stadt.
Unmittelbar nach der Absetzung Kaiser Friedrichs II. durch den Papst 1245 entbrannten Auseinandersetzungen um das Erbe der Staufer. Davon wurde auch der Mittelrhein in Mitleidenschaft gezogen. Als Wilhelm von Holland, der 1247 gewählte Gegenkönig, die Staufer am Mittelrhein angriff, stellte sich Boppard auf die Seite der Staufer. Dreimal, 1247, 1249 und 1250, scheiterte Wilhelm mit seinen Versuchen, die Stadt einzunehmen. Erst nach einer Belagerung im Herbst 1251 gelang ihm schließlich ihre Besetzung, in der Folge zahlte die Stadt für einige Jahre Tribut an Brabant. 1250 unterstützte der Trierer Erzbischof den König militärisch vor Boppard, was unter Umständen bereits auf das Interesse des einflussreichen Trierer Territorialherrn an der Entwicklung der Reichsstadt Boppard hindeutet.
Mit der Stadt Köln wurde im Jahr 1252 ein Vertrag zum Umgang mit Schuldnern sowie zur Gewährung gegenseitiger Rechtshilfe geschlossen, 1253 folgte ein ähnlicher Vertrag mit der Stadt Koblenz.
Im Jahr 1254 schlossen sich zahlreiche Städte, darunter auch Boppard, zum Rheinischen Städtebund zusammen. Auf diesem Weg versuchten die Städte, ihre wirtschaftlichen Interessen zu wahren und die Handelswege zu schützen.
Nach der Krönung von Richard von Cornwall sind für ihn mehrere Aufenthalte in Boppard belegt, 1265 ließ er dann den Bau des Bergfriedes am Rheinufer beginnen, aus welchem sich später die heutige Burg entwickeln sollte.
1278 wurde der Bopparder Zoll durch König Rudolf I. an die Grafen von Jülich verpfändet, nur wenig später (1283) verpfändete er dann auch die Bopparder Münze an die Herzöge von Brabant.

### Unter der Herrschaft der Trierer Kurfürsten
1309 unterstellte König Heinrich VII. die Verwaltung der beiden reichsunmittelbaren Städte Boppard und Oberwesel seinem Bruder, Erzbischof Balduin von Trier, als Reichsgubernator und Vogt. Am 12. August 1312 erfolgte dann die Verpfändung beider Reichsstifte durch König Heinrich VII. im Lager vor Rom, die Pfandsumme betrug zunächst 4.000 Mark Silber. Der Erzbischof von Trier war einer der sieben Kurfürsten des Reiches und seine Stimmabgabe zugunsten Heinrichs, der Ende November 1308 zum römisch-deutschen König gewählt und Ende Juni 1312 zum römisch-deutschen Kaiser gekrönt worden war, steht in unmittelbarem Zusammenhang mit der Verpfändung der beiden Reichsstädte. Obwohl König Ludwig IV. 1314 die Verpfändung bestätigte und die Pfandsumme im März 1315 auf 24.000 Mark Silber erhöhte, empfanden die Einwohner Boppards die Eingliederung in den Kurstaat als rechtswidrig. Nachdem die Bürgerschaft der Stadt sich trotz der Aufforderung Ludwigs im Oktober 1318 erneut weigerte, dem Kurfürsten zu huldigen, gewährte der König diesem das Recht zur Fehde gegen die Stadt. Gleichzeitig sicherte er allerdings der Stadt ungeachtet ihrer Verpfändung die Aufrechterhaltung ihrer gewohnten Rechte und Freiheiten zu, daher kam es nur zu einer kurzen Belagerung der Stadt ohne weitere Folgen. Da die Bürger sich weiterhin gegen die Fremdherrschaft wehrten und 1327 erneut einen eigenen Rat einsetzten, ließ Balduin nach kurzer Belagerung die Stadt stürmen und unterwarf sie. Mit der Unterzeichnung der Unterwerfungsurkunde am 29. September 1327 gehörte Boppard nun endgültig zum Kurfürstentum Trier. Dies hinderte das aus Boppard stammende Adelsgeschlecht Schöneck allerdings nicht daran, sich nur kurze Zeit später an der Eltzer Fehde gegen den Kurfürsten zu beteiligen.

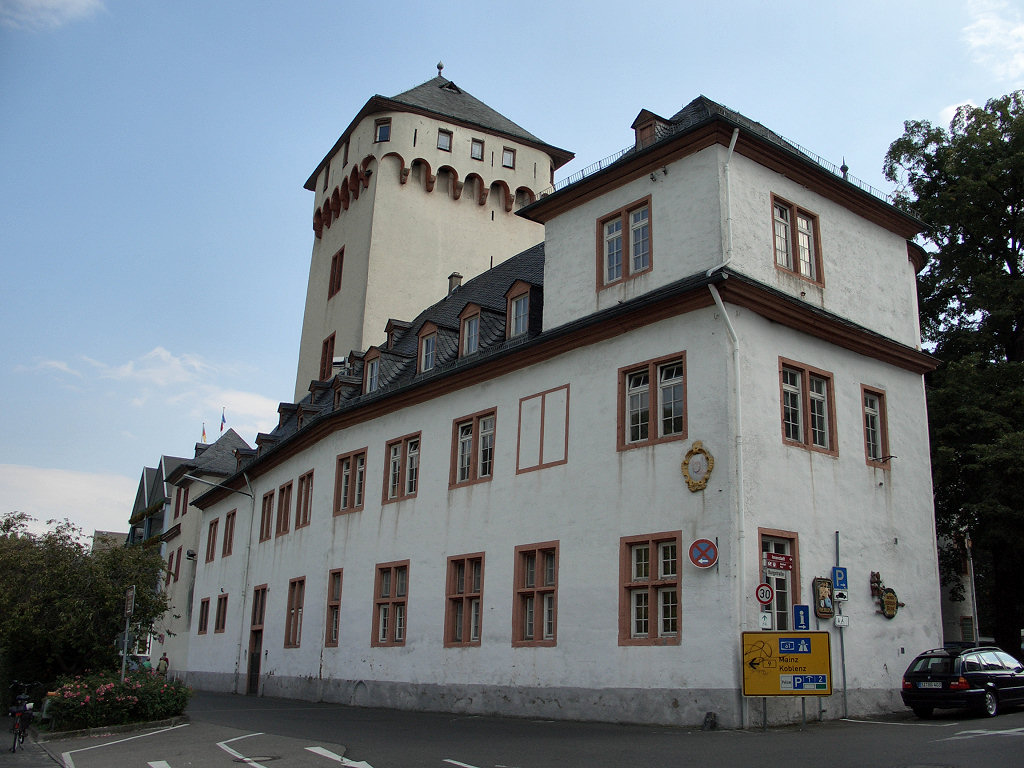
Alte Burg

Balduin ließ die bestehende Bopparder Stadtbefestigung erweitern. Die Ober- und die Niederstadt wurden mit Mauern geschützt und der bereits zuvor am Rhein errichtete Bergfried zu einer Zollburg ausgebaut, die zugleich auch die Herrschaft über die Stadt sichern sollte.
Innerhalb des Kurfürstentums bildete Boppard mit den Ortschaften Brey, Niederspay, Oberspay, Salzig, Weiler, Kamp, Bornhofen, Ehrenthal, Filsen, Niederkestert, Oberkestert und Lykershausen das Amt Boppard. Die Stadt wurde zu dieser Zeit durch zwei Senate regiert und vertreten, der I. Senat setzte sich aus den ortsansässigen altadligen Familien zusammen, den II. Senat bildeten dagegen gewählte, nicht-adlige Bürger. Das Amt Boppard wiederum bildete gemeinsam mit den Ämtern Oberwesel, Wellmich sowie Gallscheider Gericht das Oberamt Boppard. Der Kurfürst übertrug dem Bopparder Stadtadel zudem Aufgaben in der Verwaltung und gewann ihn so für sich. Den Bürgern war als einzige Hoffnung geblieben, durch Einlösung der Pfandschaft wieder reichsunmittelbar zu werden. Doch Kaiser Karl IV. zerstörte diese Hoffnung und versprach, dass weder er noch sein Nachfolger die Pfandschaft einlösen werden. Bis 1374 wurde die Pfandsumme auf 60.000 Mark Silber erhöht.
Die zum Reichstag nach Worms entsendeten Mitglieder des Bopparder Ritterrates erreichten am 27. Juni 1495 eine Befreiung der Stadt von der kurfürstlichen Gerichtsbarkeit und dem Zoll durch den römisch-deutschen König und späteren Kaiser Maximilian I., mit der Erteilung des Großen Privilegum erneuerte er nicht nur die früheren Rechte der Stadt, sondern sprach ihr sogar noch weitere zu. Jedoch überschritt Maximilian mit der Einlösung der Pfandschaft seine Befugnisse und musste seine Entscheidung nach einem Widerspruch des Kurfürsten von Trier, Johann II. von Baden, bereits am 26. August revidieren. Da Verhandlungen zwischen dem Kurfürsten und dem Rat der Stadt zu keinem Ergebnis führten und auch ein folgendes Gerichtsurteil nicht anerkannt wurde, kam es schließlich 1497 zum Bopparder Krieg. Auch die Verhängung des Interdikt über die Stadt hatte zu keinem Einlenken geführt. Der Kurfürst von Trier verbündete sich daraufhin mit dem Kurfürsten Philipp von der Pfalz sowie dem Landgrafen Wilhelm III. von Hessen und erklärte der Stadt am 7. Juni 1497 den Krieg. Als Reaktion wurde unter der Führung des Bopparder Ritters von Schwalbach die kurfürstliche Burg gestürmt, wobei das zugehörige Zollhaus in Flammen aufging. Daraufhin rückten der Kurfürst von Trier und seine Verbündeten mit einem Heer von 12.000 Soldaten sowie Feuergeschützen an. Die benachbarten Orte Bad Salzig und Weiler kapitulierten kampflos. Boppard konnte der Belagerung nur wenige Wochen standhalten und musste letztendlich am 1. Juli wieder den Kurfürsten als Landesherren anerkennen. Der Kurfürst zog daraufhin „begleitet von Fürsten und Edlen, mit fliegendem Banner und herrlicher Pracht“ in die Stadt ein, er hob das Interdickt auf und feierte eine Messe in St. Severus, außerdem mussten ihm sämtliche Bürger auf dem Marktplatz der Stadt huldigen.
Johann II. ließ im Sommer 1498 die Stadtverfassung ändern und schloss Adlige grundsätzlich vom Amt der Schöffen aus, einer der betroffenen war Johann von Eltz. Nachdem es im Dezember 1499 zu einer Spaltung des Trierer Domkapitel in zwei Lager gekommen war, drang Johann von Eltz am Dreikönigstag des Jahres 1501 per Schiff mit 200 bis 250 Landsknechten in Boppard ein. Mit Einvernehmen des Bopparder Rates und der Ritterschaft besetzte er die kurfürstliche Burg sowie die Mauern und Türme der Stadt und ließ neben dem Zollhaus und dem Rheinkran auch den Hof der Beyer von Boppard, die stets auf Seiten des Kurfürsten standen, plündern. Noch am selben Tag schrieb Johann von Eltz an den Trierer Kurfürsten und legte die Gründe für sein Handeln dar, begab sich dann in den Dienst des Kurfürsten Philipp von der Pfalz, welcher während des Bopparder Krieges noch an der Seite des Trierer Kurfürsten gestanden hatte, nun aber mit der Minderheit des Trierer Domkapitels verbündet war. Während Johann von Eltz Amtmann in Kaub wurde, unterstellte er Boppard der Minderheitsfraktion im Domkapitel. Diese sah sich allerdings nicht zu einer Verteidigung der Stadt in der Lage und übergab sie am 8. Februar 1501 der Obhut von Philipp, welcher sie formal am 1. Juli unter seinen Schutz stellte. Als 1502 die Auseinandersetzungen innerhalb des Domkapitels beendet wurden und auch Johann II. und Philipp sich aussöhnten, war Boppard am 2. November 1502 zu einem erneuten Friedensschluss mit Kurtrier gezwungen.

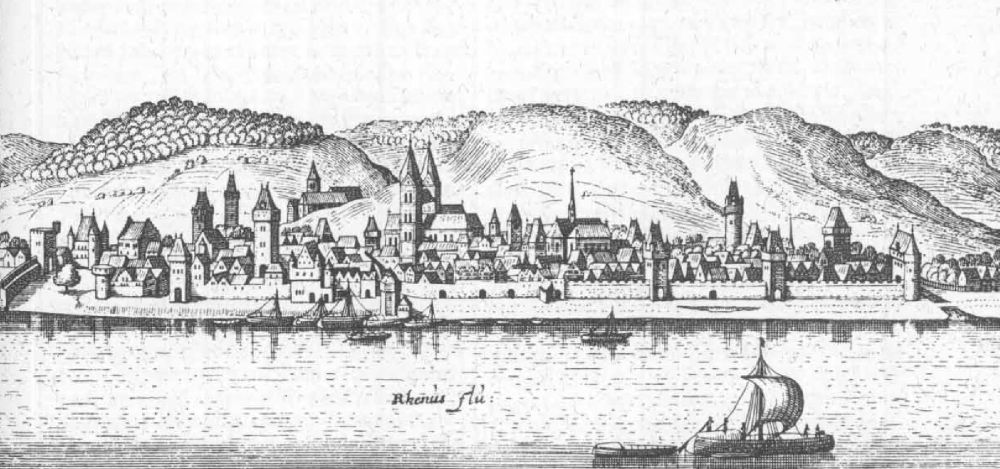
Boppard – Auszug aus der Topographia Hassiae von Matthäus Merian 1655

Im Dreißigjährigen Krieg verlor Boppard ein Drittel seiner Einwohner. Schwedische Truppen unter dem Rheingrafen Otto Ludwig von Salm-Kyrburg-Mörchingen besetzten am 18. Januar 1632 die Stadt. Im Pfälzischen Erbfolgekrieg (1688–1697) konnte 1689 der Überfall französischer Truppen abgewehrt werden. Im Polnischen Thronfolgekrieg überfielen 1735 französische Truppen unter General de Court Boppard. Im Jahr 1785 wurde der bis dahin auf dem Kirchhof gelegene Friedhof an den Säuerling verlegt.
Im 18. Jahrhundert wurde die Stadt durch einen Stadtrat regiert, welcher sich aus fünf adligen Ritterräten sowie zwölf bürgerlichen Räten sowie dem Stadtschreiber und dem jeweiligen kurtrierischen Amtsverwalter zusammensetzte, der Bürgermeister wurde abwechselnd für jeweils zwei Jahre aus den Reihen der Ritterräte bzw. der bürgerlichen Räte gewählt. Bei Ausscheiden eines bürgerlichen Ratsmitgliedes hatte der Stadtrat selbst das Recht, einen Nachfolger aus der Bürgerschaft auszuwählen. Das Stadtgericht bestand aus dem von Kurtrier bestimmten Stadtschultheißen sowie 14 Schöffen. Bei Tod eines Schöffen hatte das Gericht drei Bürger zu benennen, von denen einer durch den Kurfürsten zum Schöffen ernannt wurde.
Die neue kurfürstliche Stadtordnung von 1789 sollte den Einfluss des Kurfürsten stärken. Doch schon 1794 besetzten französische Revolutionstruppen im Ersten Koalitionskrieg die Stadt, die von da an 20 Jahre französisch war. Von 1798 bis 1814 war Boppard Hauptort des gleichnamigen Kantons mit rund 10.000 Einwohnern im Rhein-Mosel-Département. Zum Bürgermeisteramt Boppard mit rund 4.000 Einwohnern gehörten zu dieser Zeit auch die Ortschaften Salzig, Hirzenach, Rheinbay und Weiler.

### Unter preußischer Verwaltung

Stadtpanorama von Jakob Becker 1833

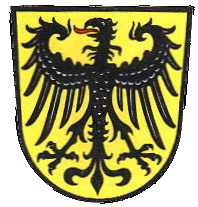
Ehemaliges Wappen der Stadt Boppard von 1817

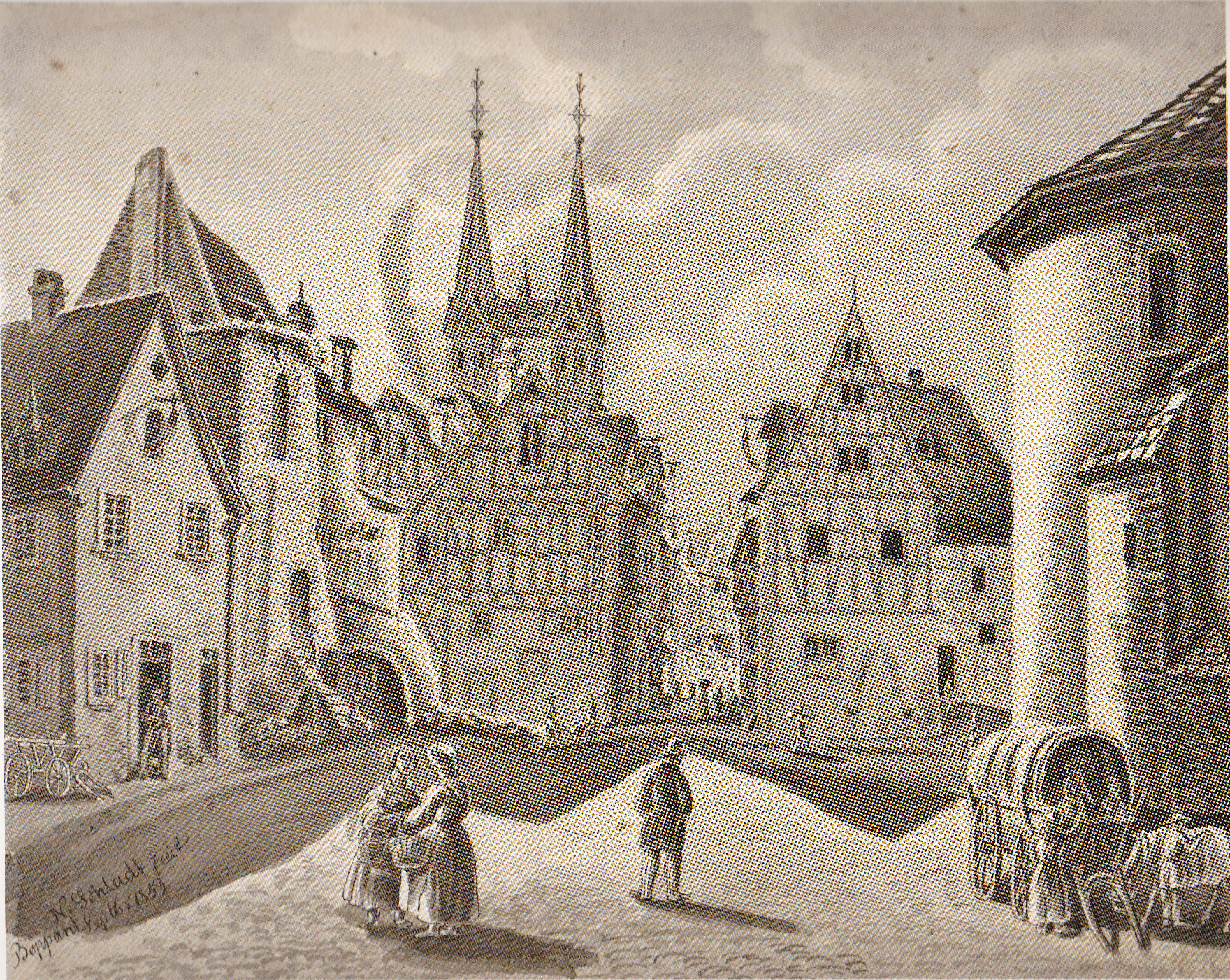
Der Burgplatz um 1853

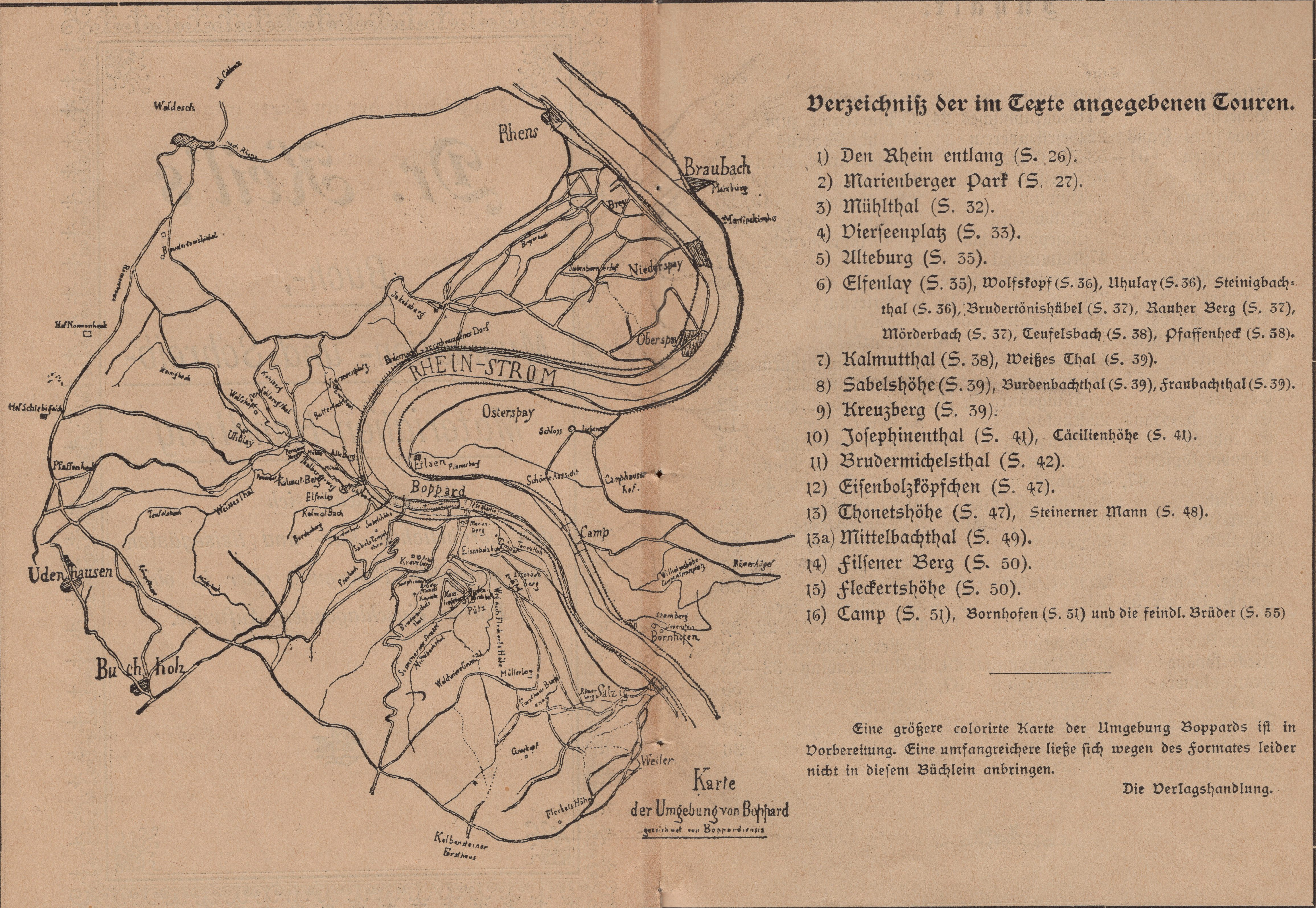
Karte von Boppard und Umgebung (1895)

Bis Anfang 1814 gehörte Boppard mit dem gesamten linken Rheinufer zu Frankreich. Nach der Zerschlagung der französischen Truppen durch Marschall Gebhard Leberecht von Blücher teilten die Siegermächte die Verwaltung der Gebiete unter sich auf. So wurde Boppard eineinhalb Jahre von der kaiserlich österreichischen und der königlich bayerischen gemeinschaftlichen Landesadministrationskommission verwaltet.
Durch den Wiener Kongress 1815 wurde die Stadt mit dem linken Rheinufer bis Bingerbrück dem Königreich Preußen zugesprochen. Im Jahre 1816 wurden neue Kreise eingerichtet und die Stadt Boppard dem Kreis Sankt Goar zugeordnet. Ein Jahr später erfolgte dann die Neubildung der Bürgermeistereien, was zur Folge hatte, dass nun Brey, Niederspay, Oberspay, Salzig und Weiler der Bürgermeisterei Boppard zugeordnet wurden, welche (in Form des späteren Ämter Boppard-Stadt und Boppard-Land) schließlich bis zur Bildung der Verbandsgemeinde Boppard im Jahr 1970 Bestand hatte.
In der Zeit des Vormärz entstanden auch in Boppard politische Spannungen. Diese entzündeten sich insbesondere an der Person des langjährigen Bürgermeisters Matthias Jacobs. Er versuchte sich als Vertreter der alteingesessenen katholischen Mittel- und Unterschicht immer wieder gegen die wohlhabende, liberale Oberschicht der Stadt durchzusetzen. Erst im Revolutionsjahr 1848 konnten ihn seine Gegner aus dem Amt drängen.
Der Arzt Carl Heusner und der einheimische Kaufmann Jacob Mallmann eröffneten im Jahre 1841 am Remigiusplatz das Mühlbad. Unter Jacobs Nachfolger Josef Syrée, welcher von 1848 bis 1892 Bürgermeister war, entwickelte sich Boppard zu einem Fremdenverkehrsort und Heilbad. Der Fremdenverkehr wurde auch durch die Errichtung der Bahnstrecke Koblenz-Bingerbrück und des heutigen Hauptbahnhofs im Jahr 1859 gefördert. Die Dampfschifffahrt trug ebenfalls zur Erhöhung der Fremdenverkehrszahlen bei. Im Rahmen der Verschönerung des Rheinufers wurde 1855 der alte Rheinkran auf Höhe des Kronentores abgebrochen, außerdem wurde im selben Jahr auf dem Kirchhof (heute Oberer Marktplatz) ein repräsentativer Brunnen errichtet. Am 30. Oktober 1862 konnte das städtische Gaswerk am Säuerling in Betrieb genommen werden.
Die Auseinandersetzung zwischen der katholischen Mittel- und Unterschicht und der neuzugezogenen, liberalen Oberschicht entfachte sich 1872 im Kulturkampf wieder für mehrere Jahre. Insbesondere mit dem Übertritt des Bürgermeisters Syrée und seiner liberalen Anhänger zum Altkatholizismus kam zum politischen Gegensatz noch ein konfessioneller hinzu. Als Vertreter der katholischen Mittel- und Unterschicht war der langjährige Dechant Johann Baptist Berger, welcher auch als Dichter Bekanntheit erlangte, Gegenspieler des Bürgermeisters. In Folge mehrerer Großbrände in der zweiten Hälfte des 18. Jahrhunderts wurden einige bis dahin noch eng bebaute alte Viertel neu gestaltet und auch Freiflächen wie beispielsweise der Karmeliterplatz geschaffen. Bereits rund 100 Jahre zuvor hatte der Koblenzer Pfarrer Joseph Gregor Lang in seinem Werk Reise auf dem Rhein die mittelalterliche Enge der Bopparder Altstadt beschrieben und solche Feuersbrünste befürchtet. Er führte aus, dass man an trüben Tagen fast eine Laterne nötig habe, da die alte Bebauung gerade in Rheinnähe noch über die Gassen auskragte. Die Bevölkerung Boppards wuchs von etwa 3.000 Einwohnern zu Beginn des 19. Jahrhunderts auf über 5.000 um etwa 1875. Aufgrund der Nähe zum Regierungssitz der Rheinprovinz in Koblenz sowie der Politik von Bürgermeister Syrée ergab es sich, dass sich auch viele Pensionäre in Boppard niederließen. In diesem Zusammenhang entstanden die Villenviertel entlang der bisher kaum bebauten Ausfallstraßen in Richtung Koblenz, Mainz sowie Simmern.

### 20. und 21. Jahrhundert

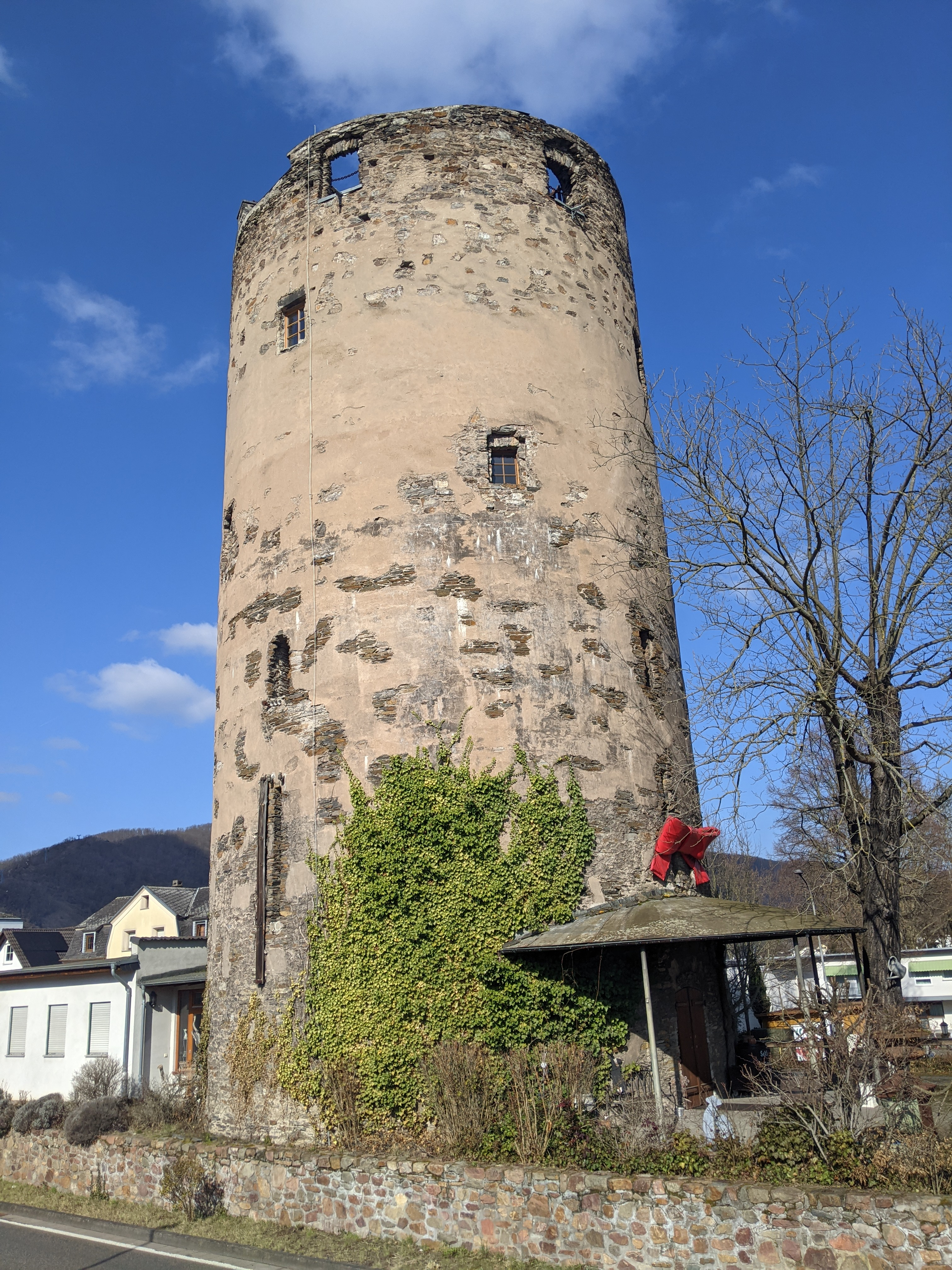
Säuerlingsturm

Um 1903 begannen die Arbeiten für den Anschluss der Hunsrückbahn an den Bopparder Bahnhof (heutiger Hauptbahnhof). Da jedoch der Säuerlingsturm, welcher zur mittelalterlichen Stadtbefestigung gehörte, im Weg stand, wurde dieser in den Jahren 1906–1908 abgebrochen und mit dünnerer Mauer nördlich seines alten Standpunkts wieder aufgebaut. Im Jahr 1908 wurde das letzte Teilstück dieser Strecke fertiggestellt und im selben Jahr noch eröffnet.
Auch nach dem Ersten Weltkrieg gehörte die Rheinprovinz und damit auch Boppard zu Preußen. Zwischen 1919 und 1923 gab es im ganzen Rheinland Bestrebungen, sich von Preußen zu lösen. Jedoch blieben diese Bestrebungen ohne Erfolg. Die Machtergreifung der Nationalsozialisten 1933 brachte für Boppard anfangs keine Veränderungen, da die Zentrumspartei bei den Wahlen 1933 fünfzig Prozent der Stimmen erhielt. Am 10. November 1938 jedoch zerstörten die Nationalsozialisten die Synagoge in der Binger Gasse, welche erst 1867 eröffnet worden war. Zahlreiche Juden wurden festgenommen und teilweise in Konzentrationslager deportiert. Etwa zwei Drittel der ungefähr 100 in Boppard lebenden Juden emigrierten. Die verbliebenen wurden 1942 deportiert. Im Jahr 1940 wurde das Kloster Marienberg und die dazugehörige Schule auf staatlichen Druck geschlossen. 1941 musste die seit 1873 werktäglich erscheinende Bopparder Zeitung eingestellt werden. Zwar wurde Boppard nicht direkt von Bomberverbänden angegriffen, jedoch wurden auch über der Stadt Bomben abgeworfen. Seit dem 19. März 1945 war das linke Rheinufer unter der Kontrolle der amerikanischen Streitkräfte. Diese bauten in Boppard eine Pontonbrücke, um die gegenüberliegende Rheinseite zu erreichen.
Seit 1946 ist der Ort Teil des damals neu gebildeten Landes Rheinland-Pfalz. Nach dem Krieg erholte sich der Tourismus als bedeutender Wirtschaftsfaktor der Stadt schnell wieder, die Übernachtungszahlen konnten zwischen 1951 und 1962 um über 200 % gesteigert werden. Aufgrund der akuten Wohnungsnot der Nachkriegszeit wurde im Jahr 1952 in einem Seitental die Siedlung Boppard-Buchenau gegründet. Da die Bevölkerungszahlen und damit auch der Wasserverbrauch stetig zunahmen, wurde Anfang der 1960er Jahre mit den Planungen für eine Talsperre im Steinigbachtal (einem Seitental des Mühltal) begonnen. Aufgrund der Proteste von Umweltschützern kam es allerdings nie zu einer Verwirklichung dieser Pläne, Boppard schloss sich stattdessen 1968 dem Zweckverband Rheinhöhen-Wasserversorgung an. Um 1960 begannen auch Planungen für den Ausbau der Bundesstraße 9, während eine Trassenführung entlang der Rheinallee (wie sie in anderen Gemeinden am Mittelrhein schließlich umgesetzt wurde) von vorneherein abgelehnt wurde, favorisierte der damalige Bopparder Bürgermeister Stollenwerk eine bergseitige Umgehungsstraße. Durchgesetzt hat sich allerdings eine Trassierung nördlich des Bahnkörpers, was einen massiven Eingriff in das Stadtbild zur Folge hatte und dazu führte, dass die Umgehung erst 1991 endgültig fertiggestellt werden konnte.
Auf Grund der Kommunalreform des Landes in den 1960er-Jahren wurde der Landkreis Sankt Goar 1969 aufgelöst und Boppard dem Rhein-Hunsrück-Kreis zugeordnet. Außerdem fand eine Neugliederung auf Gemeindeebene statt. Für die Stadt Boppard bedeutete dies, dass sie ab dem 28. Juli 1970 mit den Gemeinden Bad Salzig, Buchholz, Herschwiesen, Hirzenach, Holzfeld, Oppenhausen, Rheinbay, Udenhausen und Weiler eine Verbandsgemeinde bildete. Schon im Jahr 1970 kam die Idee auf, Boppard mit den neuen anderen Gemeinden zu einer verbandsfreien Stadt umzustrukturieren. Dies sollte die Verwaltung vereinfachen und wäre durch das Land mit einer Prämie von 12 Mio. DM gefördert worden. Mit dem Versprechen, dieses Geld insbesondere in die Ortsgemeinden außerhalb Boppards zu investieren, konnten acht Gemeinden dazu bewogen werden, der Idee zuzustimmen. Die Gemeinde Bad Salzig wollte nur zustimmen, wenn die zukünftige Gemeinde Boppard-Bad Salzig hieße. Die Gemeinde Oppenhausen lehnte den Vorschlag ganz ab. Da in den zustimmenden Ortsgemeinden mehr als zwei Drittel der Einwohner der Verbandsgemeinde wohnten und der Verbandsgemeinderat ebenfalls für die verbandsfreie Gemeinde stimmte, konnte der Minister des Inneren durch Rechtsverordnung die Verbandsgemeinde zunächst in eine verbandsfreie Gemeinde umwandeln. Dies wurde zum 31. Dezember 1975 umgesetzt. Die neugebildete Gemeinde erhielt den Namen 'Boppard'. Dies veranlasste die Ortsgemeinde Bad Salzig, noch am Tag der Neubildung das Verfassungsgericht des Landes anzurufen. Es wurde beantragt, die Rechtsverordnung des Innenministeriums aufzuheben. Im Urteil vom 8. Mai 1977 wies das Gericht den Antrag zurück. Da die alte Stadt Boppard mit der Rechtsverordnung aufgelöst wurde, erlosch damit auch das Stadtrecht. Auf Antrag bei der Landesregierung wurde Boppard das Stadtrecht am 10. Juli 1976 erneut verliehen.
Beginnend 1973 wurde in bisher drei Abschnitten eine Altstadtsanierung durchgeführt, in deren Rahmen bis zum Jahr 2016 insgesamt rund 22 Mio. Euro investiert wurden. Schwerpunkte waren hierbei das Umfeld des Krankenhauses bzw. der Burg, der Balz, verschiedene Straßen der Altstadt sowie die Einrichtung und Umgestaltung der Fußgängerzone.
Das bis dahin in der kurfürstlichen Burg angesiedelte Amtsgericht wurde zum 1. Februar 1975 aufgelöst, die Zuständigkeit liegt seitdem beim Amtsgericht Sankt Goar.
In den Jahren 1993 und 1995 war auch Boppard von den Jahrhunderthochwassern am Mittelrhein betroffen.

Stadtansicht vom Rhein aus

Panorama der Stadt Boppard von der Cäcilienhöhe

### Einwohnerstatistik
Die Entwicklung der Einwohnerzahl bezogen auf das heutige Stadtgebiet von Boppard; die Werte von 1871 bis 1987 beruhen auf Volkszählungen:
| Boppard: Einwohnerzahlen von 1815 bis 2023 | Boppard: Einwohnerzahlen von 1815 bis 2023 | Boppard: Einwohnerzahlen von 1815 bis 2023 | Boppard: Einwohnerzahlen von 1815 bis 2023 | Boppard: Einwohnerzahlen von 1815 bis 2023 |
| ------------------------------------------ | ------------------------------------------ | ------------------------------------------ | ------------------------------------------ | ------------------------------------------ |
| Jahr                                       |                                            |                                            |                                            | Einwohner                                  |
| 1815                                       | 1815                                       |                                            | 5.415                                      | 5.415                                      |
| 1835                                       | 1835                                       |                                            | 7.398                                      | 7.398                                      |
| 1871                                       | 1871                                       |                                            | 8.999                                      | 8.999                                      |
| 1905                                       | 1905                                       |                                            | 10.894                                     | 10.894                                     |
| 1939                                       | 1939                                       |                                            | 11.697                                     | 11.697                                     |
| 1950                                       | 1950                                       |                                            | 14.070                                     | 14.070                                     |
| 1961                                       | 1961                                       |                                            | 14.790                                     | 14.790                                     |
| 1970                                       | 1970                                       |                                            | 15.671                                     | 15.671                                     |
| 1987                                       | 1987                                       |                                            | 15.356                                     | 15.356                                     |
| 1997                                       | 1997                                       |                                            | 16.339                                     | 16.339                                     |
| 2007                                       | 2007                                       |                                            | 15.982                                     | 15.982                                     |
| 2012                                       | 2012                                       |                                            | 15.523                                     | 15.523                                     |
| 2017                                       | 2017                                       |                                            | 15.283                                     | 15.283                                     |
| 2023                                       | 2023                                       |                                            | 15.593                                     | 15.593                                     |
|                                            |                                            |                                            |                                            |                                            |

### Konfessionsstatistik
Gemäß dem Zensus 2011 waren 59,3 % römisch-katholisch, 19,4 % der Einwohner evangelisch und 21,3 % waren konfessionslos, gehörten einer anderen Glaubensgemeinschaft an oder machten keine Angabe. Der Anteil der Katholiken und Protestanten an der Gesamtbevölkerung nimmt (seitdem) ab. Mit Stand April 2025 waren 42,5 % der Einwohner katholisch, 15,2 % evangelisch und 42,3 % gehörten entweder einer anderen Glaubensgemeinschaft an oder waren konfessionslos.

### Christentum
Die in Boppard gefundenen Grabsteine aus dem 4. Jahrhundert deuten nach Pauly darauf hin, dass schon zu römischer Zeit eine christliche Gemeinde in Boppard bestand.

#### Katholisch
Die Katholiken sind im Kirchengemeindeverband Boppard, bestehend aus der Pfarreiengemeinschaft Boppard (St. Severus Boppard, St. Ägidius Bad Salzig und St. Bartholomäus Hirzenach) sowie den Pfarreien St. Sebastian Buchholz sowie St. Pankratius Herschwiesen organisiert und gehören zum Dekanat St. Goar (mit Sitz in Boppard) im Bistum Trier.
Verschiedene katholischer Vereine und Gruppierungen wie die Katholische Frauengemeinschaft Deutschlands (KFD), die Vinzenzkonferenz, das Kolpingwerk, Jugendverbände und Einrichtungen wie die Caritas mit ihren vielfältigen sozialen Einrichtungen und Aktivitäten prägen das gesellschaftliche Leben in Boppard mit.
Weitere katholische Einrichtungen in Boppard sind drei Kindergärten, eine bischöfliche Realschule, eine Jugendbegegnungsstätte, ein Gemeindezentrum sowie das Haus Sabelsberg der Fazenda da Esperança.
Durch die Zugehörigkeit zum Erzstift Trier wurde die Stadt Boppard nach Verlust ihrer Reichsunmittelbarkeit über Jahrhunderte von den Bischöfen von Trier regiert.

##### Klöster und Orden

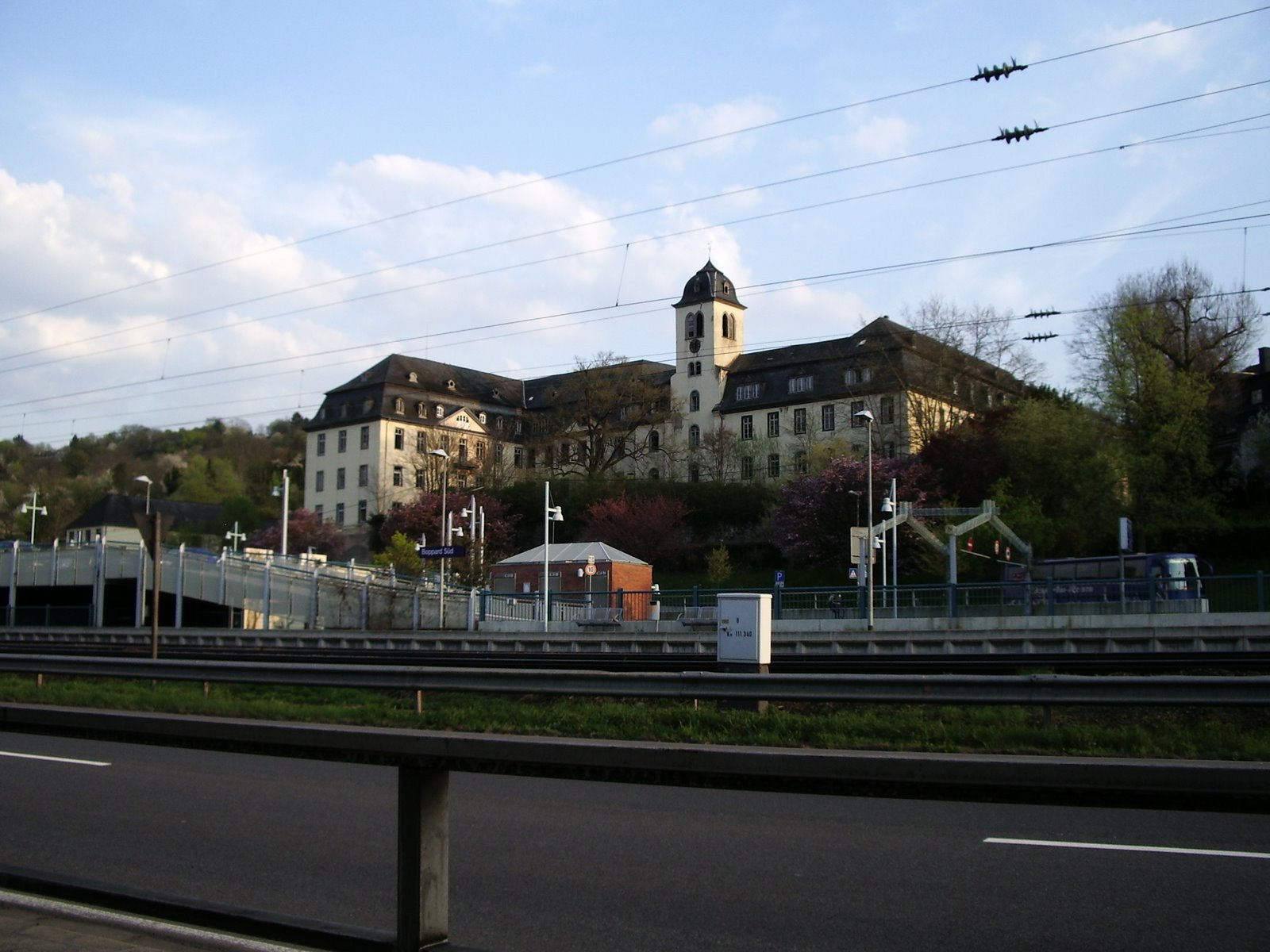
Kloster Marienberg

Heute besteht lediglich noch ein Konvent der Borromäerinnen in Boppard, welche im Krankenhaus sowie einem Altenheim tätig sind, sowie ein Konvent von indischen Herz-Jesu-Schwestern. In der Vergangenheit gab es dagegen zahlreiche Klöster und Ordensgemeinschaften (Benediktinerinnen, Karmeliten, Franziskaner, Augustinerinnen und Franziskanerinnen), von denen teilweise heute noch stattliche Bauwerke zeugen wie beispielsweise das stadtbildprägende Kloster Marienberg. Das Ende dieser ersten klösterlichen Blütezeit kam mit der Säkularisation zur Zeit Napoleons, als 1802 sämtliche noch in Boppard bestehenden Klöster aufgehoben wurden. Erst Mitte des 19. Jahrhunderts kehrte mit den Borromäerinnen ein Orden nach Boppard zurück, um 1855 die Leitung des Krankenhauses zu übernehmen. Bereits 1868 folgten die Ursulinen, welche sich zunächst im Knoodtschen Haus niederließen und eine Mädchenschule gründeten. Diese legten sie 1921 mit der drei Jahre zuvor von ihnen gegründeten Internatsschule im ehemaligen Kloster Marienberg zusammen. 1981 löste sich der Konvent aus personellen Gründen auf. Ab 1911 ließen sich auch die Franziskanerinnen erneut in Boppard nieder und unterhielten u. a. ein Altenheim in der Simmerner Straße, bis sich der Konvent 1988 aufgrund Nachwuchsmangel auflösen musste. Ihnen folgten 1929 die Lehrschwestern vom Hl. Kreuz, welche in Boppard eine Missionarsschule betrieben. Auch diese Niederlassung wurde 1997 mangels Nachwuchs aufgelöst. Daneben bestanden im 20. Jahrhundert noch Ordensgemeinschaften der Franziskanerbrüder vom Heiligen Kreuz sowie der Schwestern vom armen Kinde Jesu und der Herz-Jesu Missionare.

#### Evangelisch
Erst als Koblenz 1815 Hauptstadt der preußischen Rheinprovinz wurde, nahm die Zahl protestantischer Einwohner auch in Boppard stärker zu. In der Mitte des 19. Jahrhunderts entwickelte sich daher eine eigenständige Kirchengemeinde, welche ab 1852 mit der Christuskirche über ein eigenes Gotteshaus verfügte. 1936 wurde aufgrund der wachsenden Bevölkerungszahlen im Ortsbezirk Bad Salzig eine evangelische Kapelle errichtet. Im Jahr 1974 folgte dann die evangelische Kirche im Ortsbezirk Buchholz, welche allerdings als Besonderheit zur Evangelischen Kirchengemeinde Emmelshausen-Pfalzfeld gehört. Beide evangelischen Kirchengemeinden gehören dem Kirchenkreis Koblenz der Evangelischen Kirche im Rheinland an.
Daneben existiert noch die Freie Christliche Gemeinde Boppard.

### Judentum
Spätestens bis zur zweiten Hälfte des 12. Jahrhunderts hatte sich eine jüdische Gemeinde in Boppard gebildet. Die erste Synagoge wird allerdings erst im Jahr 1356 urkundlich erwähnt, als sie an den Trierer Erzbischof fällt. Dies gilt als Nachweis dafür, dass auch in Boppard eine jüdische Gemeinde nach den Verfolgungen der Pestzeit nicht mehr existierte.
Die sich in den folgenden Jahrhunderten wieder entwickelnde jüdische Gemeinde existierte dann bis zu den Judenverfolgungen im Dritten Reich. Heute zeugen noch die im Jahr 1867 eingeweihte ehemalige Synagoge sowie die beiden ehemaligen jüdischen Friedhöfe im heutigen Buchenau und im Ortsbezirk Holzfeld von der früheren jüdischen Gemeinde.

## Politik

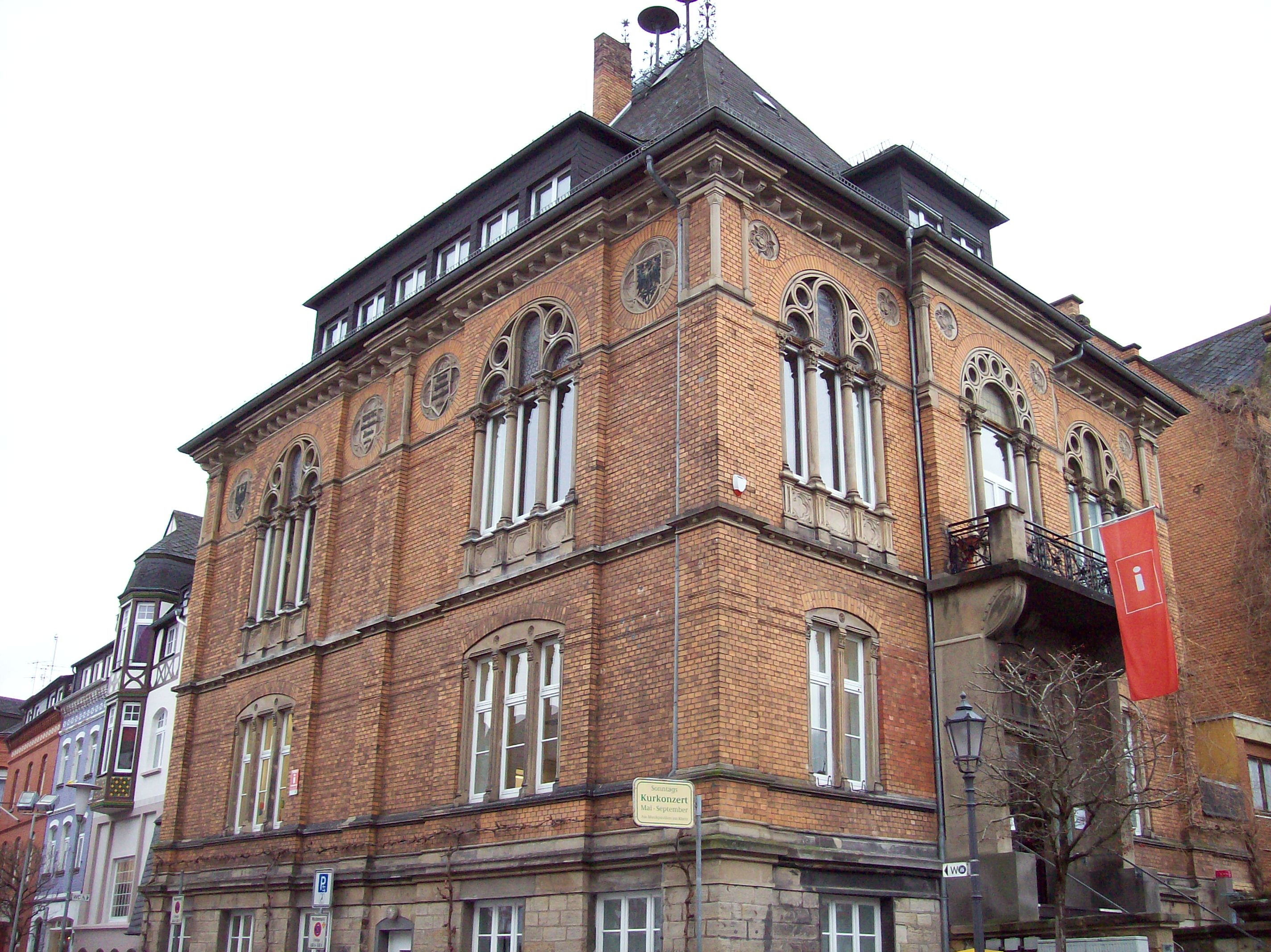
Das Alte Rathaus von Boppard

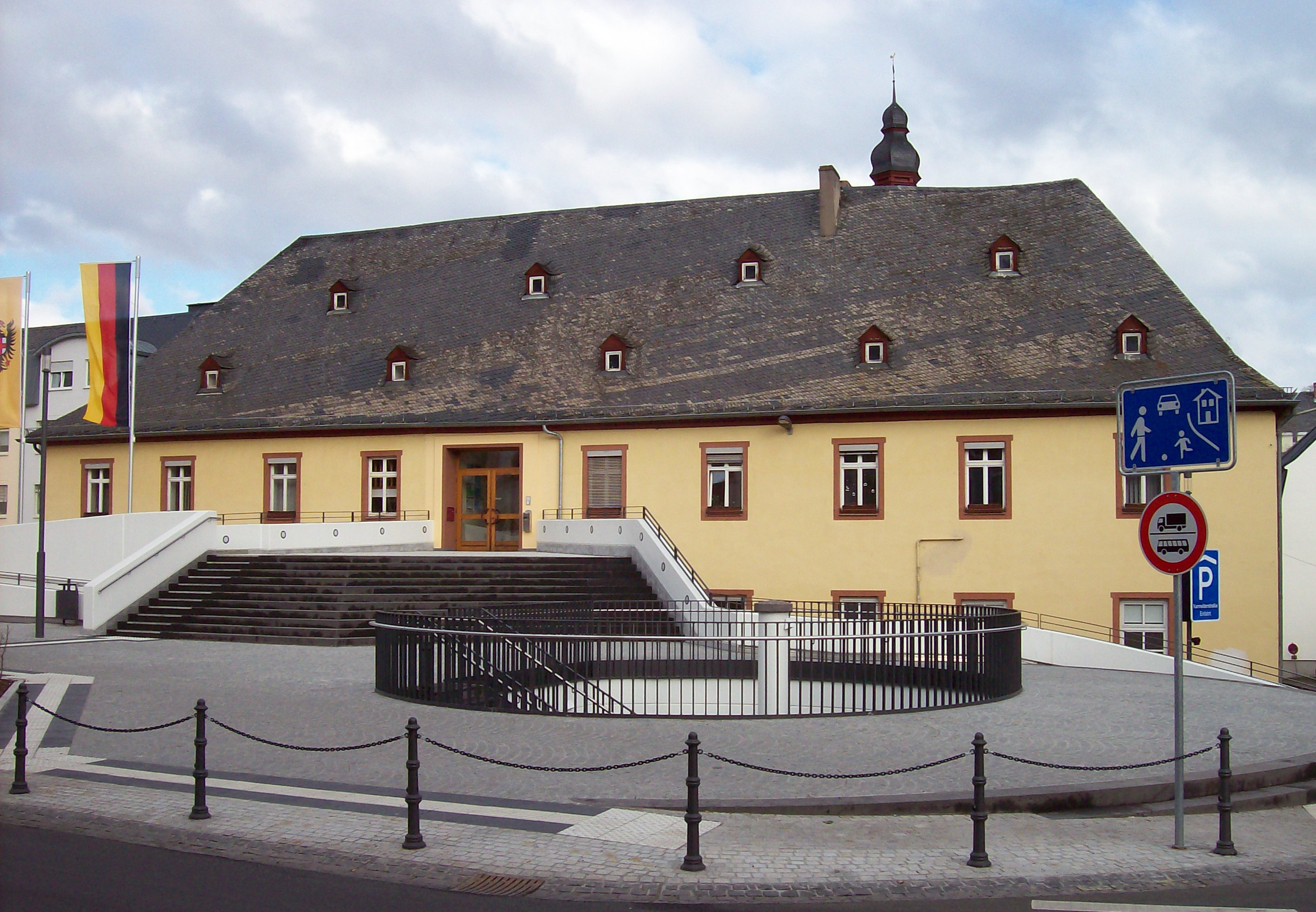
Ehemaliges Karmeliterkloster und heutige Stadtverwaltung

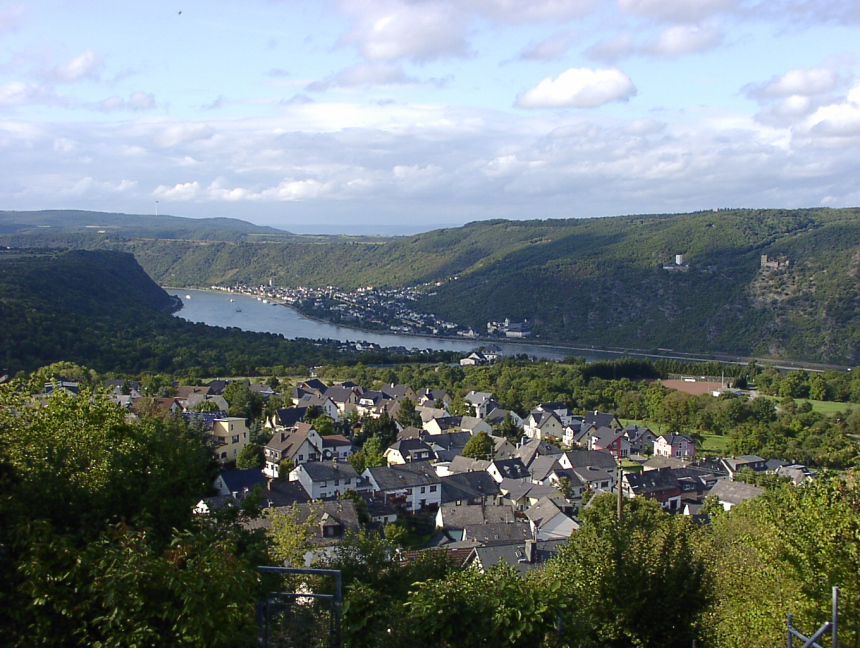
Ortsbezirk Weiler mit Sicht auf den Rhein

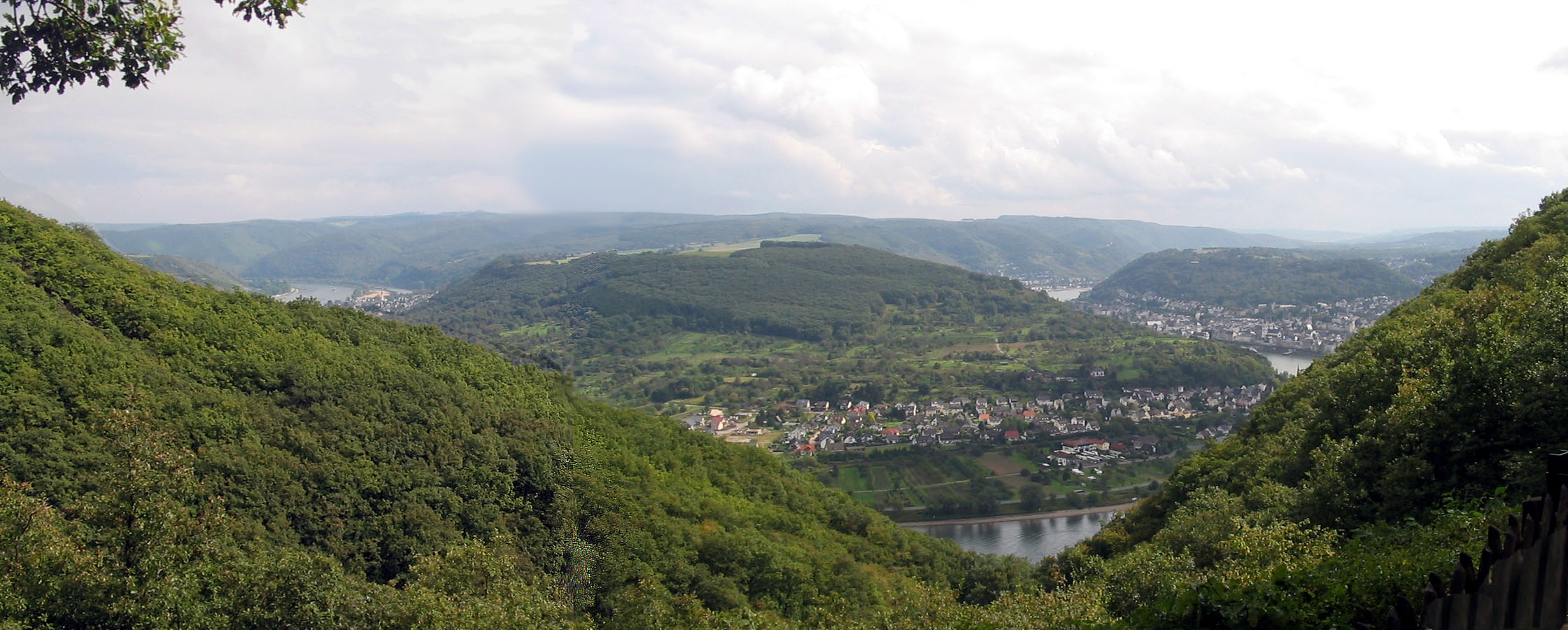
Der „Vierseenblick“ bei Boppard

Seit dem Jahr 1976 ist die Stadtverwaltung im ehemaligen Karmeliterkloster untergebracht, wo auch der amtierende Bürgermeister seinen Sitz hat. Aufgrund einer geplanten Sanierung des ehemaligen Klosters ist der vorübergehende Hauptsitz der Stadtverwaltung jedoch die Villa Grillo. Die Stadtratssitzungen werden immer noch im historischen Alten Rathaus am Marktplatz abgehalten.

### Stadtrat
Der Stadtrat in Boppard besteht aus 32 ehrenamtlichen Ratsmitgliedern, die zuletzt bei der Kommunalwahl am 9. Juni 2024 gewählt wurden, und dem (alle acht Jahre gewählten) hauptamtlichen Bürgermeister als Vorsitzendem.
Die Sitzverteilung im Stadtrat:
| Wahl | SPD | CDU | GRÜNE | FDP | LINKE | BfB | FWG | WGM | LB | Gesamt   |
| ---- | --- | --- | ----- | --- | ----- | --- | --- | --- | -- | -------- |
| 2024 | 7   | 10  | 3     | 1   | –     | 8   | 2   | 1   | –  | 32 Sitze |
| 2019 | 9   | 10  | 4     | 1   | 1     | 5   | 2   | –   | –  | 32 Sitze |
| 2014 | 11  | 11  | 2     | 1   | –     | 3   | 3   | –   | 1  | 32 Sitze |
| 2009 | 11  | 12  | 3     | 1   | –     | 3   | 2   | –   | –  | 32 Sitze |
| 2004 | 10  | 15  | 2     | 1   | –     | 2   | 2   | –   | –  | 32 Sitze |
| 1999 | 12  | 15  | 1     | 2   | –     | –   | 2   | –   | –  | 32 Sitze |

- BfB = Bürger für Boppard e. V.
- FWG = Freie Wählergruppe Boppard e. V.
- WGM = Wählergruppe Mayer
- LB= Liste Bengart

### Bürgermeister
Amtierender Bürgermeister der Stadt Boppard ist seit dem 14. Oktober 2021 Jörg Haseneier (CDU). Bei der Neuwahl am 14. März 2021 konnte sich keiner der drei Bewerber mit einer ausreichenden Mehrheit durchsetzen. Daher kam es am 28. März zu einer Stichwahl, bei der sich Jörg Haseneier (CDU) mit einem Stimmenanteil von 53,5 % gegen Niko Neuser (SPD) durchsetzen konnte.
Sein Vorgänger im Amt, Walter Bersch, übte dieses Amt bereits vom 1. August 1997 bis zum 31. Juli 2013 aus, nachdem er am 17. November 1996 in dieses Amt gewählt und am 10. April 2005 als Bürgermeister bestätigt wurde. Am 4. November 2012 wurde er erneut als Bürgermeister gewählt, nachdem das Verwaltungsgericht Koblenz im Juli 2013 die Wahl von 2012 aufgrund eines, als unzulässig bewerteten, Wahlaufrufs mehrerer Ortsvorsteher zugunsten Berschs für ungültig erklärt und damit eine Neuwahl notwendig gemacht hatte, verzichtete dieser sowohl auf eine (rechtlich möglich gewesene) Ernennung für die neue Amtsperiode als auch grundsätzlich auf eine Anfechtung des Gerichtsurteils. Er kündigte aber zugleich an, erneut kandidieren zu wollen. Am 31. Juli 2013, dem letzten Tag seiner Wahlperiode, übergab Bersch die Amtsgeschäfte an den damaligen Ersten Beigeordneten Heinz Bengart, der diese kommissarisch bis zum 15. Oktober 2013 weiterführte. In der an diesem Tag stattfindenden Stadtratssitzung wurde Bersch aufgrund der Wahl vom 22. September sowie der erforderlichen Stichwahl vom 6. Oktober 2013 erneut zum Bürgermeister der Stadt Boppard ernannt.
Frühere Bürgermeister nach dem Zweiten Weltkrieg waren:
- 1997–2021: Walter Bersch
- 1987–1997: Wolfgang Gipp
- 1965–1987: Günter Linnenweber
- 1949–1965: Alexander Stollenwerk
- 1947–1948: Jakob Clotten
- 1945–1947: Hans Christ
- 1945: Gerhard Radtke

### Ortsbezirke
Seit dem 31. Dezember 1975 besteht Boppard aus zehn Ortsbezirken. Diese wählen bei den Kommunalwahlen einen eigenen Ortsbeirat und einen Ortsvorsteher. Der Ortsbeirat von Boppard hat 15 Mitglieder, die von Bad Salzig und Buchholz haben jeweils 13 Mitglieder. Sieben Mitglieder haben die drei Ortsbezirke Oppenhausen, Udenhausen und Weiler und die vier Ortsbezirke Herschwiesen, Hirzenach, Holzfeld und Rheinbay werden jeweils durch 5 Mitglieder vertreten. Details zu den Ortsbeiräten finden sich auf den Seiten des jeweiligen Ortsbezirkes. Die Ortsteile der Ortsbezirke haben keine eigenen Vertretungen.
Die Ortsbeiräte werden an der Beratung und Beschlussfindung zu Fragen, die den Ortsbezirk betreffen, beteiligt. Selbstständig dürfen sie über die Teilnahme an Wettbewerben des Kreises und des Landes und über die Benennung von Straßen und Plätzen entscheiden. Außerdem können sie über Gelder, die im Haushaltsplan für den jeweiligen Ortsbezirk festgelegt wurden, verfügen. Die Ortsvorsteher nehmen ohne Stimmrecht an Stadtrats- und Ausschusssitzungen teil, die den jeweiligen Ortsbezirk betreffen.

### Vertreter im Land- und Bundestag
Boppard gehört bei Landtagswahlen zum Wahlkreis Rhein-Hunsrück (Wahlkreis 16). Direkt gewählter Abgeordneter ist seit 2021 Tobias Vogt, CDU.
Die Stadt gehört zum Bundestagswahlkreis Mosel/Rhein-Hunsrück (Wahlkreis 200), Wahlkreisabgeordneter ist seit 2021 Marlon Bröhr von der CDU. Über die Landesliste zog erneut Carina Konrad (FDP) in den Bundestag ein.

### Städtepartnerschaften
- Ōme in Japan, seit 1965
- Amboise in Frankreich, seit 1985
- Truro in England, seit 1991
- Keszthely in Ungarn seit 1997
- Nyabitekeri in Ruanda, seit 2008
- Arroio do Meio in Brasilien, seit 2013

### Wappen
| Wappen von Boppard | Blasonierung: „In Gold ein rot bezungter und rot bewehrter schwarzer Adler mit silbernen Krallen, belegt mit einem Herzschild, darin in Silber ein rotes Balkenkreuz.“ |
| Wappen von Boppard | Wappenbegründung: Da Boppard bereits im 13. Jahrhundert freie Reichsstadt war, führt es schon seit dieser Zeit den Reichsadler in seinem Wappen (das älteste Siegel der Stadt von 1216 sowie das große Stadtsiegel von 1236 zeigen jeweils den Reichsadler über der von einer Stadtmauer umgebenen St.-Severus-Kirche). Im 14. Jahrhundert dann erscheint der Adler allein, im 15. Jahrhundert mit dem Trierer Kreuz als Brustschild; Grund dafür ist die Verpfändung der Stadt an den Kurfürsten von Trier im Jahr 1312. Ab 1817 wurde wieder der einzelne Adler wie oben zu sehen eingeführt, 1911 dann zunächst wieder das Wappen mit Trierer Kreuz und 1962 wurde wieder das einfache bestätigt. Mit der Neubildung der Stadt Boppard verlor auch das alte Wappen seine Gültigkeit. Erst im Jahr 1985 konnte sich der Bopparder Stadtrat auf ein neues Wappen einigen. Das Problem bestand unter anderem darin, dass man ein Wappen wählen wollte, mit dem sich alle Ortsbezirke identifizieren können. Jedoch besaßen außer der ehemaligen Stadt Boppard und der Gemeinde Bad Salzig die anderen keine eigenen Wappen. So einigte man sich auf den schwarzen Reichsadler des alten Wappens, der auf der Brust ein Wappenschild mit dem Trierer Kreuz trägt. Der Reichsadler soll an die Zeit als freie Reichsstadt und das rote Kreuz auf silbernem Grund an die Zugehörigkeit zu Kurtrier erinnern. Außerdem wird in dem Trierer Kreuz eine Gemeinsamkeit der zehn Ortsbezirke gesehen, da bis auf Holzfeld (Kurpfalz) alle Ortsbezirke dem Kurfürstentum Trier angehört hatten. |

## Öffentliche Einrichtungen

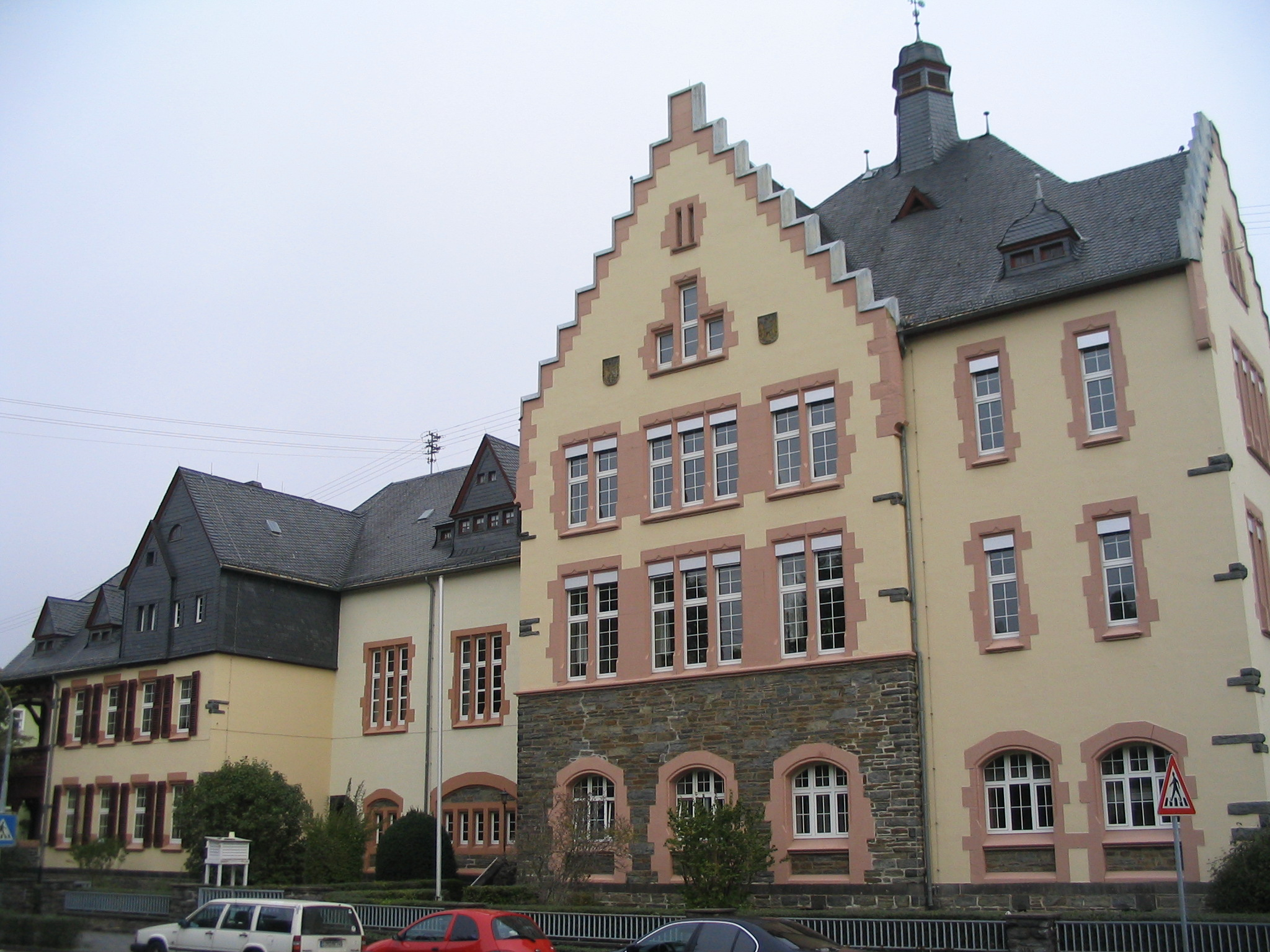
Altbau des Kant-Gymnasiums in Boppard

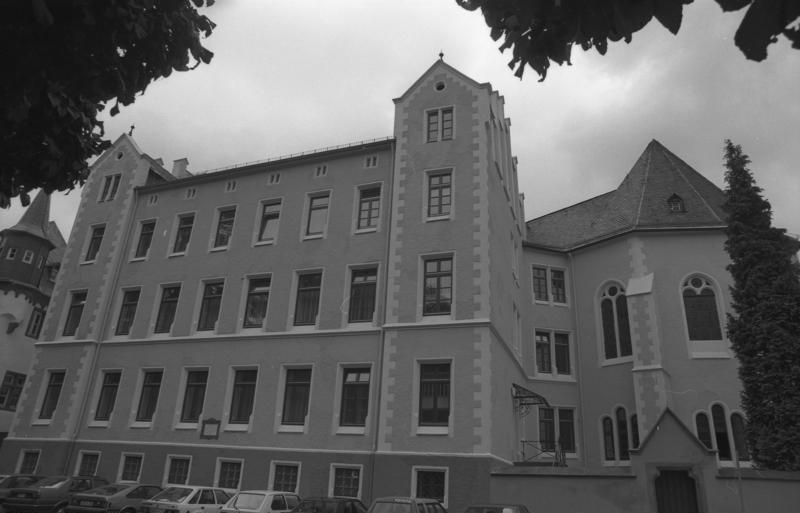
Seminargebäude der Bundesakademie für öffentliche Verwaltung (1987)

### Allgemeines
In der Kernstadt befinden sich eine Polizeiinspektion sowie eine DRK-Rettungswache mit Notarztwagenstandort.

### Behörden
Boppard ist Sitz des Forstamtes Boppard und es gibt Außenstellen der Agentur für Arbeit Bad Kreuznach, des Jobcenter Rhein-Hunsrück sowie der Kraftfahrzeug-Zulassungstelle des Rhein-Hunsrück-Kreises.

### Bildung
Boppard besitzt drei Grundschulen, die in den drei größten Stadtteilen untergebracht sind. Die weiterführenden Schulen befinden sich alle im Ortsbezirk Boppard. Dabei handelt es sich um die Fritz-Straßmann-Schule (Realschule plus), die Bischöfliche Realschule Marienberg, das Kant-Gymnasium und die berufsbildende Schule. Daneben besteht mit der Helene-Pagés-Schule noch eine Förderschule.
Andere Bildungseinrichtungen in Boppard sind die Bundesakademie für öffentliche Verwaltung im ehemaligen Franziskanerkloster, die Kommunal-Akademie Rheinland-Pfalz in der Villa Belgrano sowie das Ärzteseminar der Deutschen Gesellschaft für Manuelle Medizin. Bis 2016 bestand zudem noch das Pädagogische Landesinstitut Rheinland-Pfalz und von 1964 bis 1999 befand sich in Boppard eine Niederlassung des Goethe-Institut, an dem u. a. auch der heutige Papst Franziskus deutsch lernte. In den Jahren 1955 bis 1990 betrieb die Kurbetriebsgesellschaft Boppard zudem die Kneipp-Gesundheitsschule.
Im Karmelitergebäude befindet sich außerdem die Stadtbibliothek und in der Stadthalle am Marktplatz sind auch die Räumlichkeiten der Volkshochschule Boppard untergebracht.

### Feuerwehr

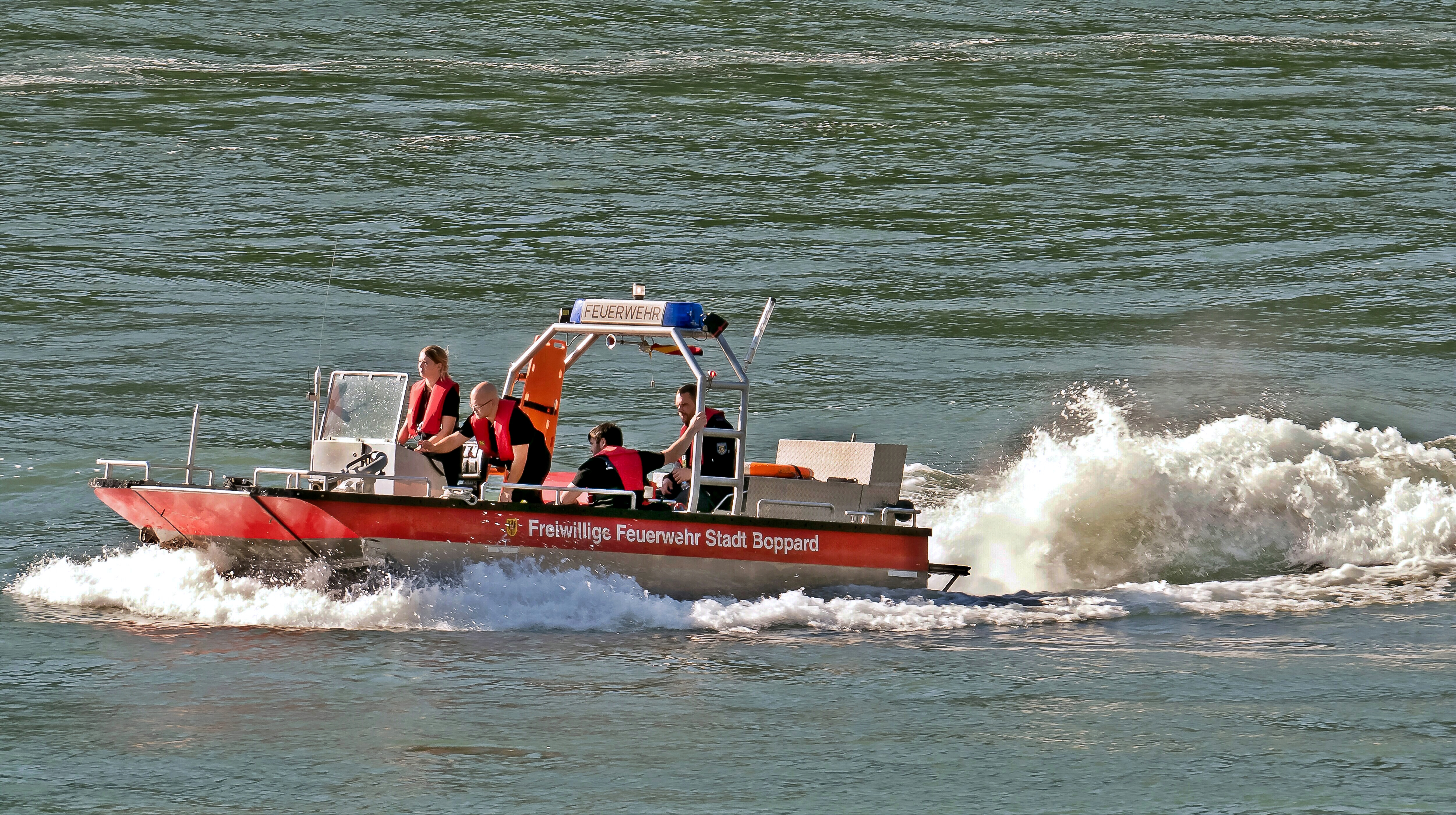
Mehrzweckboot der Feuerwehr

Die Freiwillige Feuerwehr der Stadt Boppard gliedert sich in drei Löschzüge in den größten Ortsbezirken (Bad Salzig, Boppard, Buchholz) sowie drei weiteren Löschgruppen in kleineren Ortsteilen (Hirzenach, Holzfeld, Weiler) auf. Insgesamt stehen im gesamten Stadtgebiet 18 Fahrzeuge und zwei Boote für Einsätze bereit.
Darüber hinaus existiert in Boppard noch eine der insgesamt sechs rheinland-pfälzischen Fachabteilungen Höhenrettung, welche sich aus Mitgliedern verschiedener Löschzüge zusammensetzt. Jeder Löschzug hat außerdem eine Jugendfeuerwehr. Hauptwache ist die Wache 1 im Ortsbezirk Boppard. Im Jahr ereignen sich im Stadtgebiet etwa 230 Einsätze, welche ausschließlich von ehrenamtlichen Helfern abgearbeitet werden.
Zu den Gefahrenschwerpunkten zählt die BAB 61, die B 327, die B 9, der zweitgrößte Stadtwald in Rheinland-Pfalz, ein Klettersteig, eine Seilbahn, das Industriegebiet Hellerwald, die linksrheinische Eisenbahnlinie und der Rhein.
Der Löschzug Boppard wurde am 22. Oktober 1875 gegründet und ist damit die älteste Feuerwehr im heutigen Rhein-Hunsrück-Kreis.

### Krankenhaus
Das Krankenhaus Hospital zum Heiligen Geist ist die älteste soziale Einrichtung der Stadt Boppard. Sie hat zwei Wurzeln, welche bis ins Mittelalter hineinreichen. Zum einen geht das Hospital auf eine Schenkung aus der Mitte des 13. Jahrhunderts der Bopparder Ritter- und Bürgergeschlechter zurück. Zum anderen gründeten Bopparder Schöffenfamilien 1349 die Gotteshaus- oder Schöffenbruderschaft mit dem Kleinen Hospital. Nach der Französischen Revolution wurden beide sozialen Einrichtungen in der Stiftung Hospital zum Heiligen Geist zusammengefasst. Im Jahr 1855 wurden die Barmherzigen Schwestern vom heiligen Karl Borromäus in das Hospital berufen. Nach dem Zweiten Weltkrieg wurde das Krankenhaus in mehreren Bauphasen umgebaut und erweitert.
Im Januar 1999 wurde der Schwerpunkt Psychosomatische Medizin eingerichtet. Vier Jahre später im Jahr 2003 schloss sich das Bopparder Krankenhaus mit dem Evangelischen Stift St. Martin Koblenz und dem Paulinenstift Nastätten zusammen und gründeten das Stiftungsklinikum Mittelrhein. Nach einer erneuten Fusion mit den Krankenhäusern Kemperhof in Koblenz sowie St. Elisabeth in Mayen im Jahr 2014 entstand das heutige Gemeinschaftsklinikum Mittelrhein. Heute verfügt das Krankenhaus über 152 Betten. Außerdem gehört der Wohnstift zum Heiligen Geist an der Villa Belgrano dem Hospital zum Heiligen Geist und verfügt über 102 vollstationäre Plätze für Senioren.

### Stadthalle
Im November 2008 wurde in Boppard die neue Stadthalle direkt am Marktplatz eröffnet. Diese Halle bietet wesentlich mehr Platz als die zuvor genutzten Räumlichkeiten im ehemaligen Hotel Römer, welches wegen Einsturzgefahr abgerissen werden musste. Die Halle wird sowohl für Kongresse und Bürgerversammlungen als auch für Theateraufführungen, Konzerte und weitere kulturelle Veranstaltungen genutzt. Auch werden die Karnevalssitzungen der KG Bälzer Knorrköpp und der KG Schwarz-Gold Baudobriga hier abgehalten. Neben dem großen Saal für bis zu 900 Personen befinden sich im selben Gebäude noch ein kleiner Saal für bis zu 100 Personen, Räumlichkeiten der Volkshochschule sowie ein Kino.

### Schwimmbad
Im Ortsteil Boppard-Buchenau befindet sich ein städtisches Hallen- und Freibad. Das Freibad wurde im Jahr 1962 und das Hallenbad im Jahr 1973 fertiggestellt. Wegen akuten Sanierungsbedarfs wurde das Freibad im Jahr 2009 nicht mehr geöffnet. Aus demselben Grund wurde auch das Hallenbad im Frühling 2010 geschlossen. Mit dem Investor monte mare hat die Stadt Boppard ein Konzept ausgehandelt, um ein neues Schwimmbad zu bauen. Dieser neue Komplex soll den Namen Römer-Therme Monte Mare tragen und mit Thermalwasser gespeist werden, das schon erfolgreich erbohrt wurde. Jedoch hat der Stadtrat Anfang Dezember 2009 den Baubeginn auf unbestimmte Zeit verschoben und die Pläne schließlich aufgegeben. Die Renovierung des Freibades wurde nach mehrjähriger Verzögerung fertiggestellt und das Bad wurde am 24. Juni 2022 eröffnet. Eine Sanierung des Hallenbades ist weiterhin unklar.

### Museum

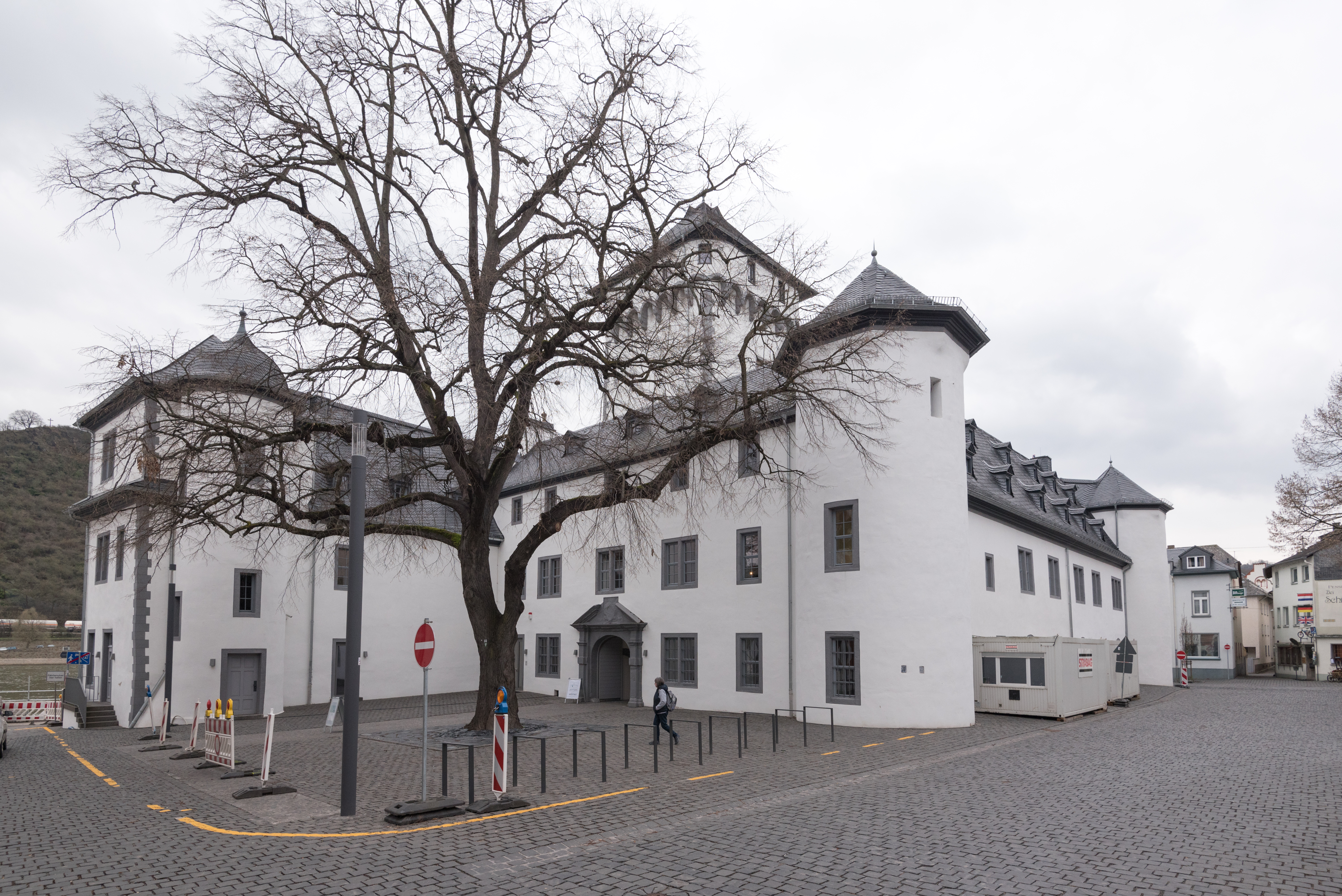
Die restaurierte Burg – Sitz des Museums

In der kurfürstlichen Burg wurde zu Anfang des 20. Jahrhunderts das städtische Museum untergebracht. Dort wurden Dauerausstellungen zur Stadtgeschichte, zu Michael Thonet und seinen Bugholzmöbeln, zum Komponisten Engelbert Humperdinck und anderen mit Boppard verbundenen Menschen etabliert.
Im November 2009 wurde das Museum vorübergehend geschlossen, da die kurfürstliche Burg mit einem geplanten Kostenvolumen von etwa neun Millionen Euro in einem Zeitraum von voraussichtlich vier Jahren restauriert werden sollte. Finanziert wurden diese Arbeiten zum Großteil aus dem Welterbeprogramm des Bundes.
Im Herbst 2015 konnten die sanierte Burg und das neu eingerichtete Museum wieder eröffnet werden.
Durch die seit 2010 in der alten Kurfürstlichen Burg für rund 13,5 Millionen Euro durchgeführten Arbeiten wurde eine von Grund auf sanierte Einrichtung geschaffen, die in hellen, modern gestalteten Räumen ihre Exponate präsentiert. Die Museumsanlage versteht sich auch weiterhin vornehmlich als Museum für Stadtgeschichte, bietet aber neben der Dauerausstellung auch wechselnde Ausstellungen zu unterschiedlichen Themen an. Ein großer Anteil der Ausstellungsfläche wurde dem wohl berühmtesten Sohn der Stadt, Michael Thonet, gewidmet.

## Wirtschaft und Infrastruktur

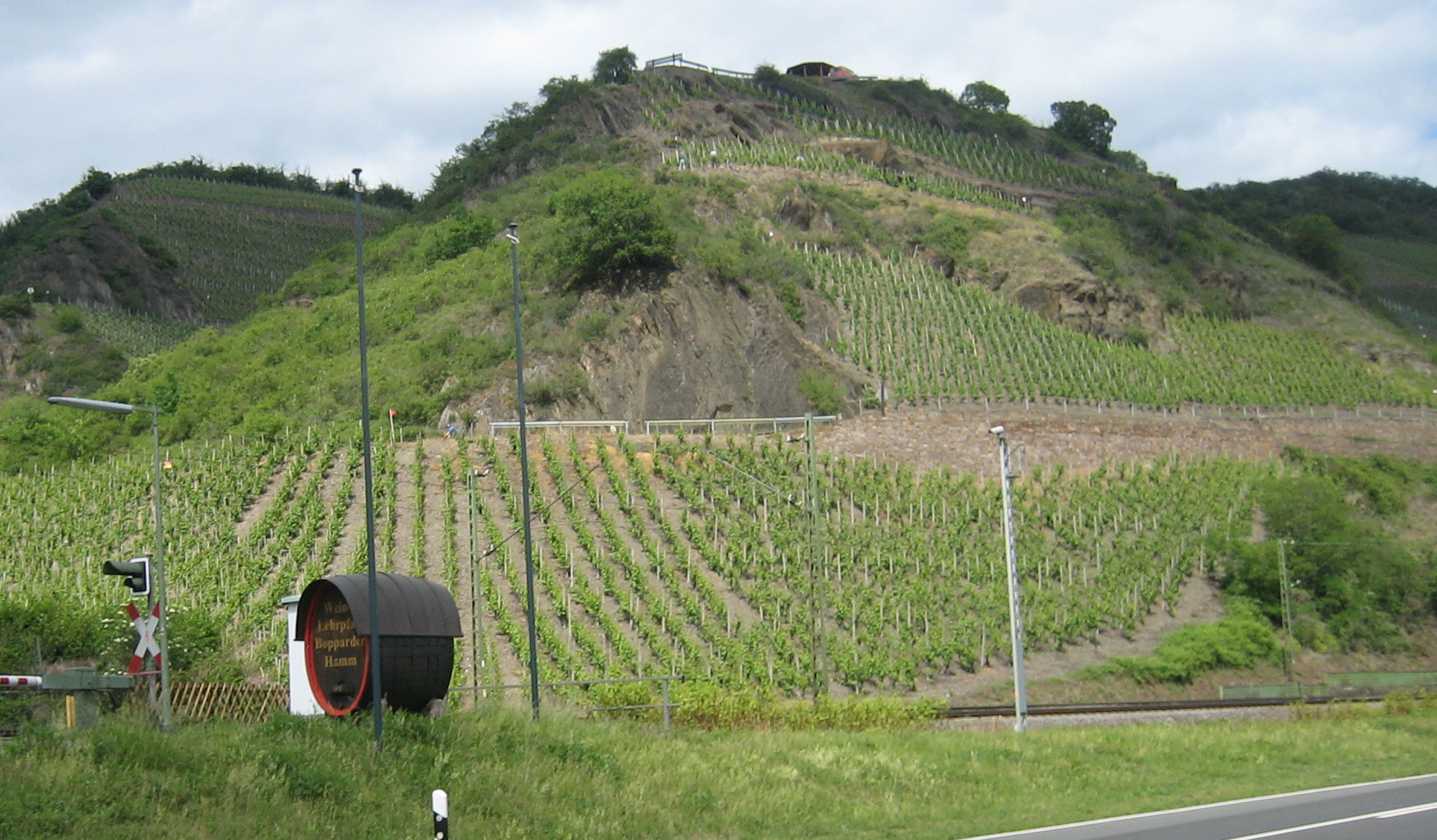
Weinlagen im Bopparder Hamm

In der Stadt Boppard gibt es rund 5800 sozialversicherungspflichtige Arbeitsplätze (Stand Februar 2018), der Dienstleistungssektor dominiert hierbei mit 63,9 % aller Beschäftigten, gefolgt vom produzierenden Gewerbe mit 35,2 %. Der Saldo zwischen Ein- und Auspendlern liegt bei rund −560, vor allem in die nahegelegene Großstadt Koblenz. Die Arbeitslosenquote lag im Mai 2018 für den Geschäftsstellenbereich Boppard bei 3,3 %.

### Weinbau
Boppard ist geprägt vom Weinbau, welcher in einer Urkunde aus dem Jahr 643 erstmals erwähnt wurde (zur Geschichte des Weinbaus). Mit 75 Hektar bestockter Rebfläche, welche im Wesentlichen in der Rheinschleife des Bopparder Hamm gelegen sind, ist Boppard die größte Weinbaugemeinde des Weinbaugebietes Mittelrhein. Im Bereich Loreley liegen die Einzellagen in flussabwärtser Reihenfolge die Bopparder Elfenley, die Bopparder Fässerlay, der Bopparder Mandelstein, die Bopparder Weingrube, die Bopparder Feuerlay, der Bopparder Ohlenberg und der Bopparder Engelstein. Kultiviert werden im Wesentlichen die Rebsorten Riesling, Müller-Thurgau und Spätburgunder. Gemeinsam mit zahlreichen Festen (Mittelrheinischer Weinfrühling, Kirmesse, Weinfest) und historischen Sehenswürdigkeiten (römische Kastellmauern aus dem 4. Jahrhundert, romanische Severus-Kirche, gotische Karmeliterkirche, Alte Burg aus dem 14. Jahrhundert) bildet der Weinbau die Grundlage für den Tourismus.

### Tourismus

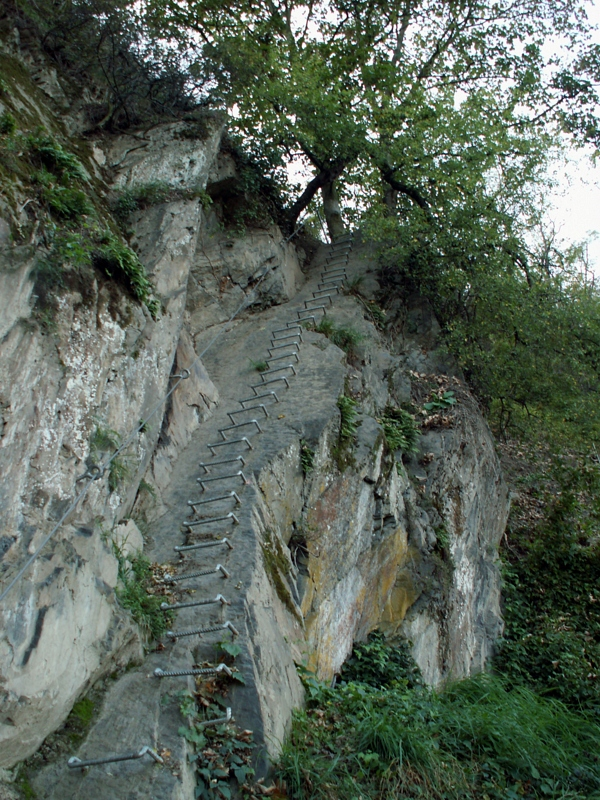
Abschnitt des Mittelrhein-Klettersteigs

Im Jahr 2016 gab es in Boppard über 355.000 Übernachtungen durch Touristen. Es wird geschätzt, dass zirka 1200 Menschen ihren Lebensunterhalt vom Tourismus bestritten. Im selben Jahr gab es zudem 88 Beherbergungsbetriebe mit insgesamt rund 2100 Betten. Damit ist der Tourismus ein wichtiges Standbein der Bopparder Wirtschaft.
Neben den Weingütern und der Lage im UNESCO-Welterbe Oberes Mittelrheintal ist das Fernwandern ein wichtiger Aspekt für den Tourismus. Durch Boppard führen der Rheinburgenweg und der Welterbesteig Oberes Mittelrheintal. Außerdem kann durch die Fähre der rechtsrheinische Fernwanderweg Rheinsteig erreicht werden und der über 400 km lange Saar-Hunsrück-Steig führt von Boppard bis nach Perl an der Mosel. In Boppard befinden sich die vom deutschen Wanderinstitut ausgezeichneten Rundwanderwege Mittelrhein-Klettersteig und Traumschleife Ehrbachklamm. Außerdem wurden in Boppard zwischen 2012 und 2013 die Rundwanderwege Hasenkammer, Elfenlay, Fünfseenblick und Rheingold angelegt. Da diese Wanderwege im Zuge der Verlängerung des Saar-Hunsrück-Steigs entstanden, werden sie als Traumschleifen bezeichnet.
Boppard liegt außerdem am Rheinradweg, der im Stadtgebiet meist entlang der Bundesstraße 9 führt, im Ortsbezirk Boppard selbst aber entlang der autoarmen Rheinallee.

### Industrie- und Gewerbegebiete

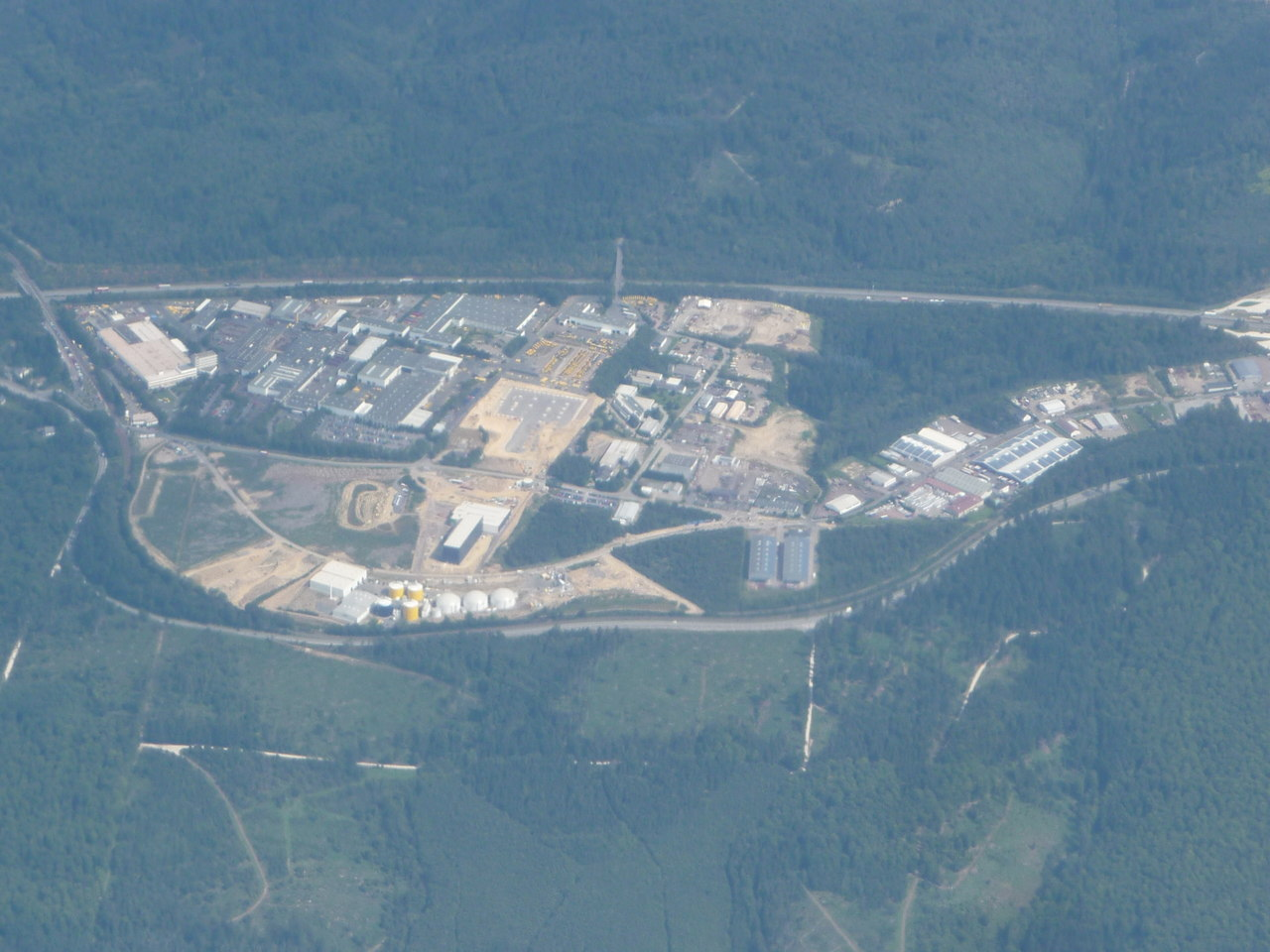
Gewerbe- und Industriegebiet Hellerwald

#### Gewerbe- und Industriegebiet Hellerwald I
Das Gewerbe- und Industriegebiet Hellerwald I liegt südlich des Ortsbezirks Buchholz und umfasst einen Bereich von 75 ha. Es gehört zum Ortsbezirk Boppard und nicht, wie die Lage vermuten lassen könnte, zum Ortsbezirk Buchholz. Ende der 1960er Jahre im Zuge des Baus der Bundesautobahn 61 ließ die Stadt Boppard das heutige Gelände erschließen. Das Maschinenbauunternehmen BOMAG war 1969 das erste Unternehmen, das sich im Gewerbe- und Industriegebiet Hellerwald ansiedelte. Es ist heute das größte Industrieunternehmen und gleichzeitig der mit Abstand größte Arbeitgeber in Boppard, Weltmarktführer auf dem Sektor der Bodenverdichtung und beschäftigt an seinem Hauptfirmensitz im Bopparder Hellerwald rund 1400 Mitarbeiter. Das Unternehmen zählt damit zu den 30 größten Arbeitgebern in Rheinland-Pfalz. Ebenfalls in dem Gebiet ansässig ist das Unternehmen Selfsan Consult GmbH. Es ist Preisträger des Innovationspreis des Landes Rheinland-Pfalz aus dem Jahr 2010 für die Entwicklung eines Sensors zur Früherkennung von Korrosion in Stahlbeton.

#### Gewerbepark Hellerwald II

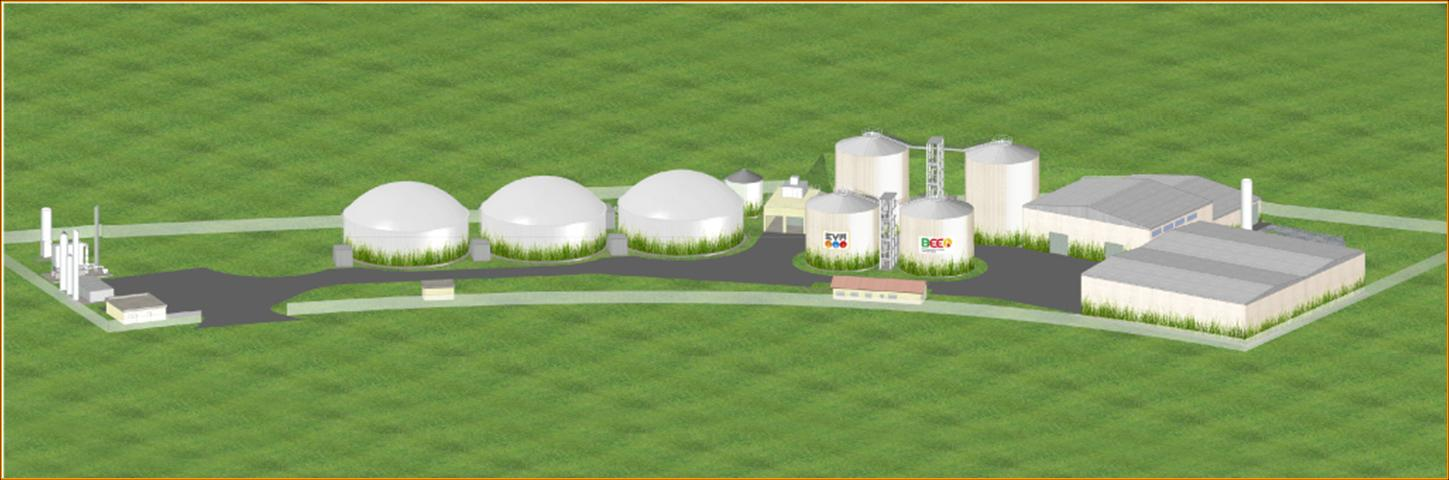
Modell der Bioerdgasanlage im Gewerbegebiet Hellerwald II

Da der Gewerbepark Hellerwald II die Gemarkungsgrenze der Stadt Boppard überschreitet, wurde der Zweckverband Hellerwald II gegründet. Die Mitglieder dieses Zweckverbands sind die Stadt Boppard, die Ortsgemeinde Kratzenburg und die Verbandsgemeinde Emmelshausen. Der Verbandsversammlung gehören der Bürgermeister und drei weitere Vertreter der Stadt Boppard, der Ortsbürgermeister und ein weiterer Vertreter der Ortsgemeinde Kratzenburg sowie der Bürgermeister und ein weiterer Vertreter der Verbandsgemeinde Emmelshausen an. Daher hat die Stadt Boppard in der Verbandsversammlung vier Stimmen und die anderen beiden Gemeinden haben jeweils 2 Stimmen.
Der Gewerbepark Hellerwald II grenzt unmittelbar an das Gewerbe- und Industriegebiet Hellerwald I und umfasst ein Gebiet von 25 ha. Im Jahr 2011 kündigte der rheinland-pfälzische Wirtschaftsminister Hendrik Hering an, die Erschließung des Gewerbegebiets zu fördern.
Im Mai 2011 erwarb das Unternehmen BOMAG 90.000 Quadratmeter dieses Gewerbegebiets, um seinen im Hellerwald I liegenden Produktionsbereich zu vergrößern. Außerdem wurde im Gewerbepark Hellerwald II von September 2011 bis November 2012 die größte rheinland-pfälzische Bioerdgasanlage errichtet. Bauherr ist die BEE Bioenergieerzeugung Koblenz, ein Tochterunternehmen der Energieversorgung Mittelrhein.

#### Sebapharma
Das Kosmetikunternehmen Sebapharma GmbH & Co. KG hat seinen Unternehmenssitz im Ortsbezirk Bad Salzig und nicht in einem der Gewerbegebiete. Es ist bekannt für seifenfreies Hautreinigungsmittel. Der Unternehmensgründer stellte solch seifenfreies und zudem hautschonendes Hautreinigungsmittel als erster her.

### Verkehr

#### Bahnverkehr

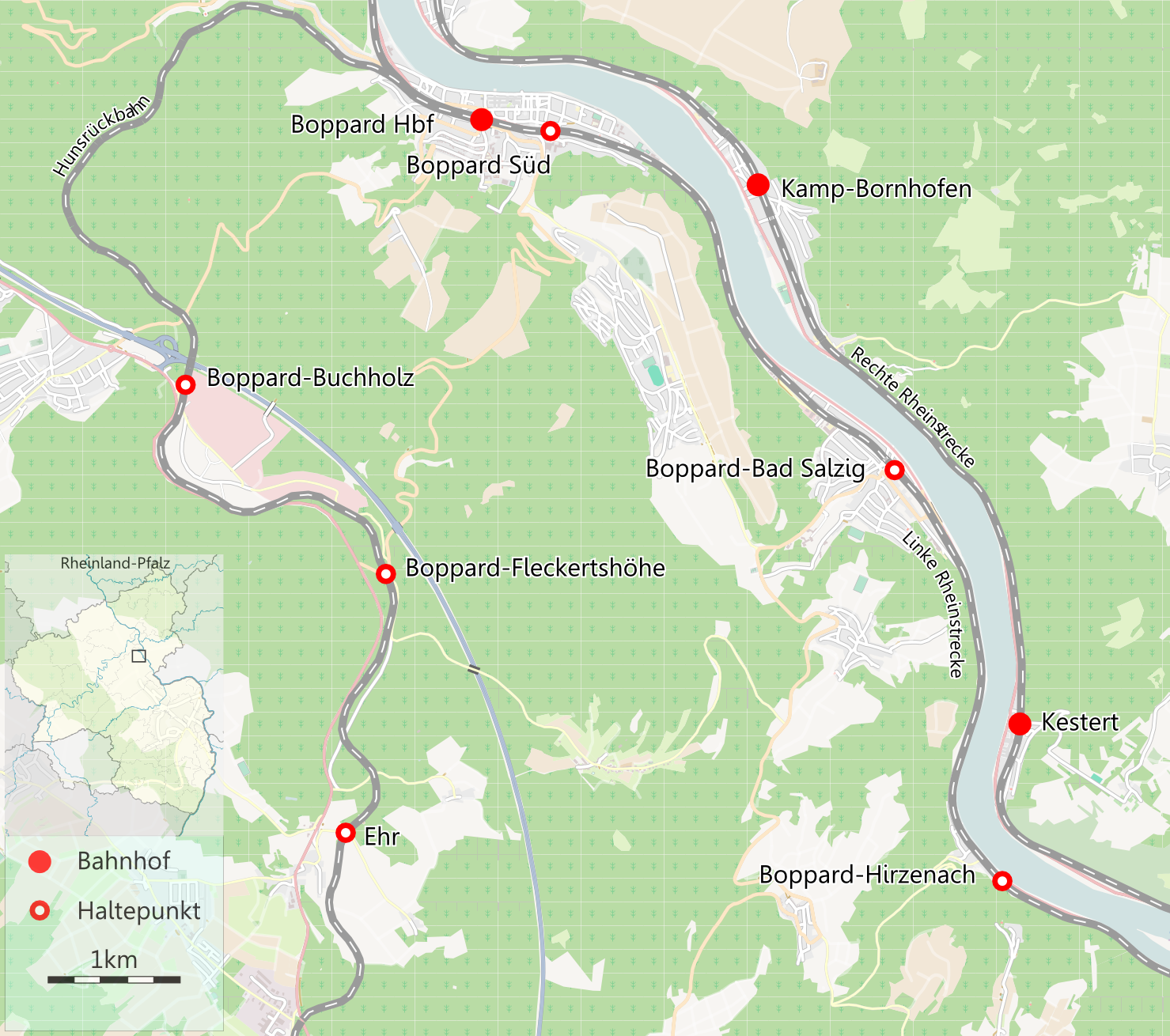
Bahnhaltepunkte in Boppard und Umgebung

Boppard liegt an der linken Rheinstrecke (Köln–Mainz), von der in Boppard Hauptbahnhof die Hunsrückbahn abzweigt, die aber nur noch bis Emmelshausen betrieben wird. An der Rheinstrecke liegen im Stadtgebiet noch die Haltepunkte Boppard Süd, Boppard-Bad Salzig und Boppard-Hirzenach, an der Hunsrückbahn Boppard-Buchholz und Boppard-Fleckertshöhe.

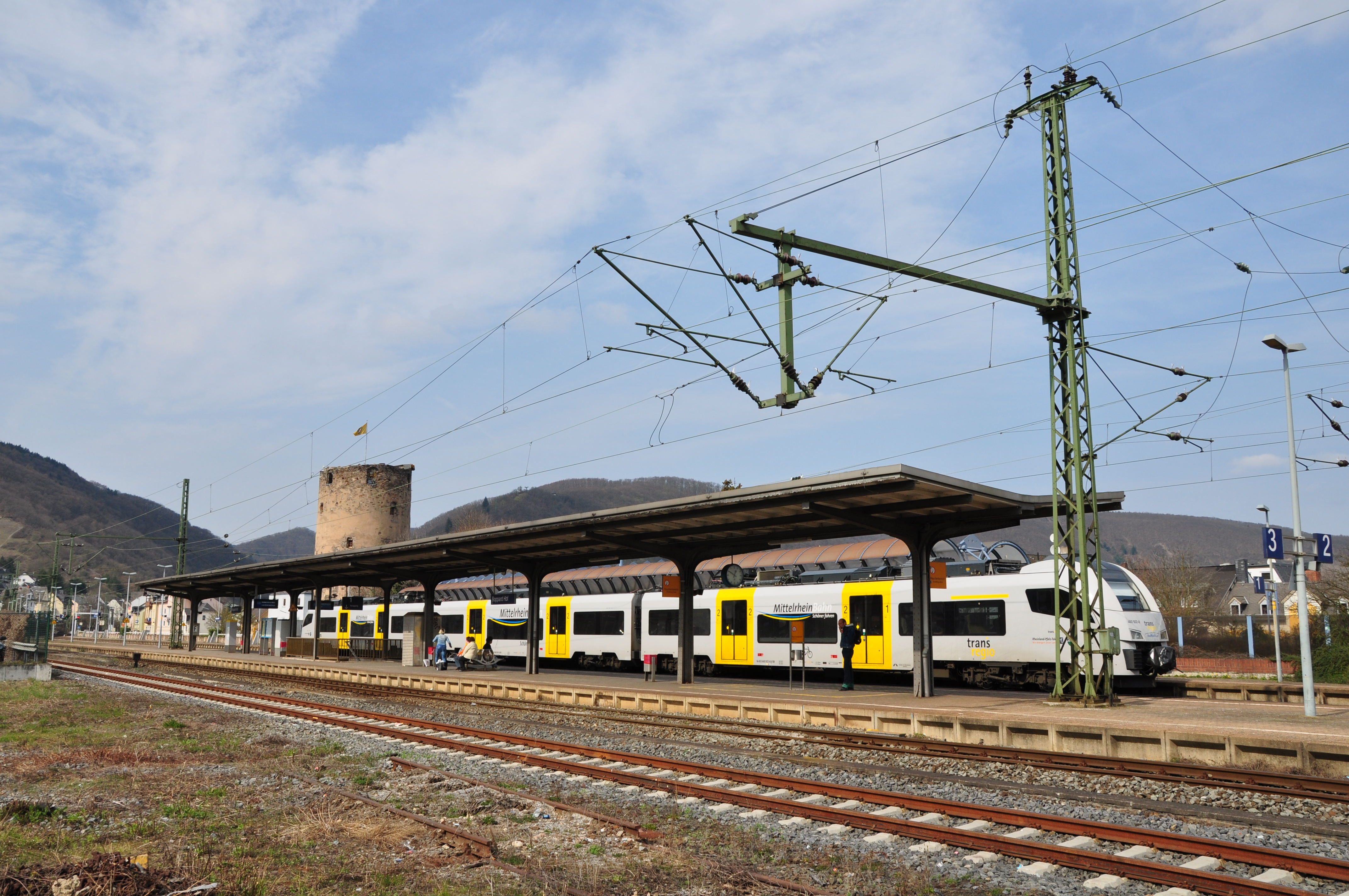
Boppard Hauptbahnhof

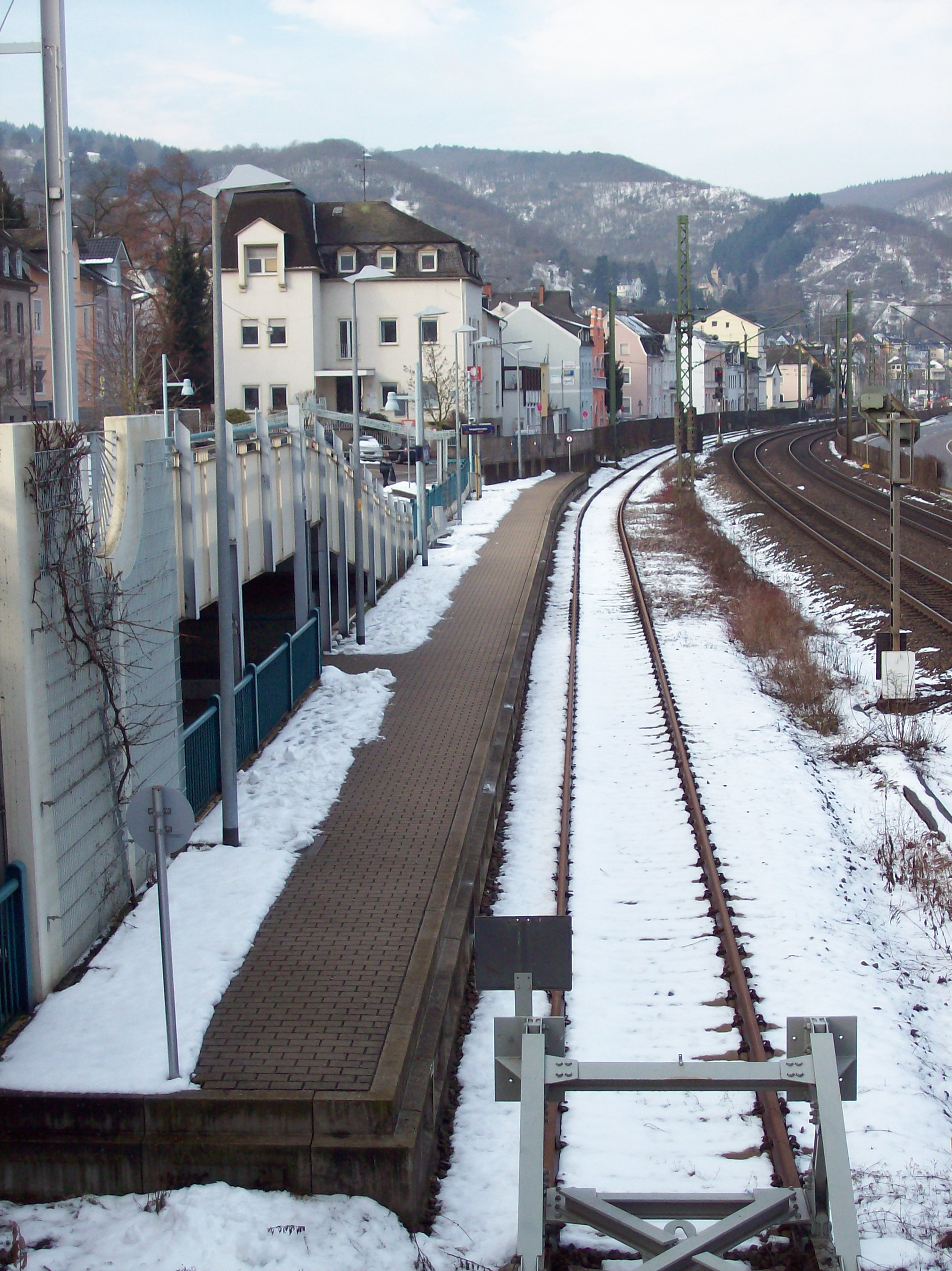
Haltepunkt Boppard-Süd

Im Hauptbahnhof hält an Intercitys täglich ein Zugpaar: einer nach Frankfurt (Main) und einer nach Hannover. Weiterhin verkehrt zweistündlich ein Regional-Express in der Relation Koblenz–Bingen–Mainz–Frankfurt (Main) bzw. in Gegenrichtung, der von DB Regio gefahren wird. Ein weiterer Regional-Express, der von Vlexx betrieben wird, pendelt zweistündlich zwischen Kaiserslautern und Koblenz. Der Nahverkehr zwischen Koblenz und Mainz bzw. in Gegenrichtung wird seit Dezember 2008 von TransRegio im Stundentakt bedient. Der Personenverkehr auf der Hunsrückbahn wird seit Dezember 2009 von Transdev (vormals Rhenus Veniro) betrieben.
Sowohl im Bahn- als auch im Busverkehr gehört das Stadtgebiet zum Tarifgebiet des Verkehrsverbundes Rhein-Mosel.

#### Busverkehr
Vom Hauptbahnhof bestehen folgende überörtliche Buslinien der Rhein-Mosel Verkehrsgesellschaft:
- 650 Koblenz – Stolzenfels – Rhens – Spay – Boppard
- 651 Boppard – St. Goar – Oberwesel

Im Ortsbezirk Buchholz besteht darüber hinaus Anschluss an folgende überörtlichen Linien der Zickenheiner GmbH:
- 620 Koblenz – Buchholz – Emmelshausen
- 621 Koblenz – Waldesch – Buchholz – Emmelshausen

Durch die Firma Zickenheiner werden auch folgende innerstädtischen Linien bedient:
- 611 Stadtverkehr Boppard (Hauptbahnhof-Buchenau-Bad Salzig-Weiler-Holzfeld)
- 613 Stadtverkehr Boppard (Buchholz-Herschwiesen-Oppenhausen)
- 614 Stadtverkehr Boppard (Hauptbahnhof-Buchholz-Oppenhausen/Nörtershausen/Halsenbach)
- 615 Stadtverkehr Boppard (Hauptbahnhof-Mühltal)

#### Straßenverkehr
Durch die Ortsbezirke Boppard, Bad Salzig und Hirzenach führt als wichtige direkte Fernstraßenverbindung die Bundesstraße 9. Im Ortsbezirk Buchholz besteht mit der Anschlussstelle Boppard außerdem ein Zugang zur Bundesautobahn 61, die für den Schwerlastverkehr und Gefahrguttransporte über die L 210 (Simmerner Straße) bzw. für Fahrzeuge bis 10,5 t und Reisebusse über die L 209 (Buchholzer Straße) von der Kernstadt erreichbar ist. Außerdem führt die Bundesstraße 327 unmittelbar an den Ortsbezirken Buchholz und Udenhausen vorbei. Aufgrund des Verlaufs der Bundesstraße über die Hochlagen des Hunsrücks wird sie auch als Hunsrückhöhenstraße bezeichnet.

#### Schiffsverkehr

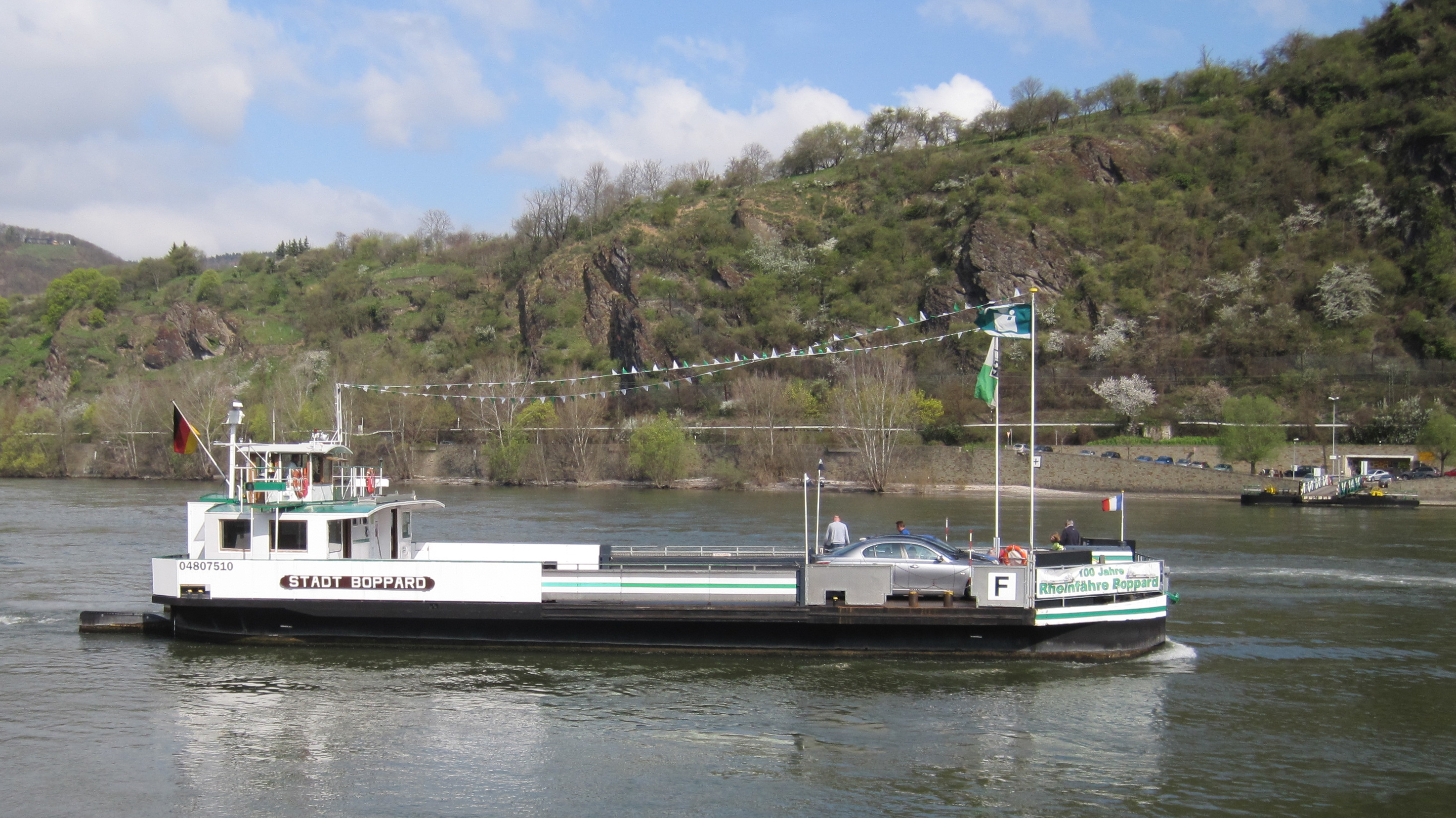
Rheinfähre Stadt Boppard

Boppard besitzt in den Rheinanlagen Anlegestellen für Ausflugsschiffe sowie Flusskreuzfahrtschiffe verschiedener Rheinschifffahrtslinien, u. a. der Köln-Düsseldorfer-Rheinschifffahrt sowie weiterer lokaler Linien. Im Ortsbezirk Bad Salzig befinden sich ebenfalls mehrere Anlegestellen.

#### Fährverkehr
Boppard ist Anleger für die 1892 erbaute Rheinfähre Stadt Boppard nach Filsen, die derzeit auf Fahrzeuge bis 8 t beschränkt ist. Der rechtsrheinische Anleger bei Filsen ist direkt an die Bundesstraße 42 angebunden.

### Medien
Als Tageszeitung erscheint die Rhein-Hunsrück-Zeitung, die von der Mittelrhein-Verlag GmbH mit Sitz in Koblenz herausgegeben wird.
Neben den Anzeigenblättern Boppard im Blick, Rhein-Hunsrück-Anzeiger und Wochenspiegel erscheint die 1954 gegründete, kostenpflichtige Wochenzeitung Rund um Boppard, welche neben dem redaktionellen Teil auch für ihre heimatkundlichen Beiträge bekannt ist.
Boppard gehört außerdem zum Sendegebiet des in Koblenz ansässigen privaten Regionalsenders TV Mittelrhein.

## Kultur und Sehenswürdigkeiten

### Kulturdenkmäler

#### Stadtmauer

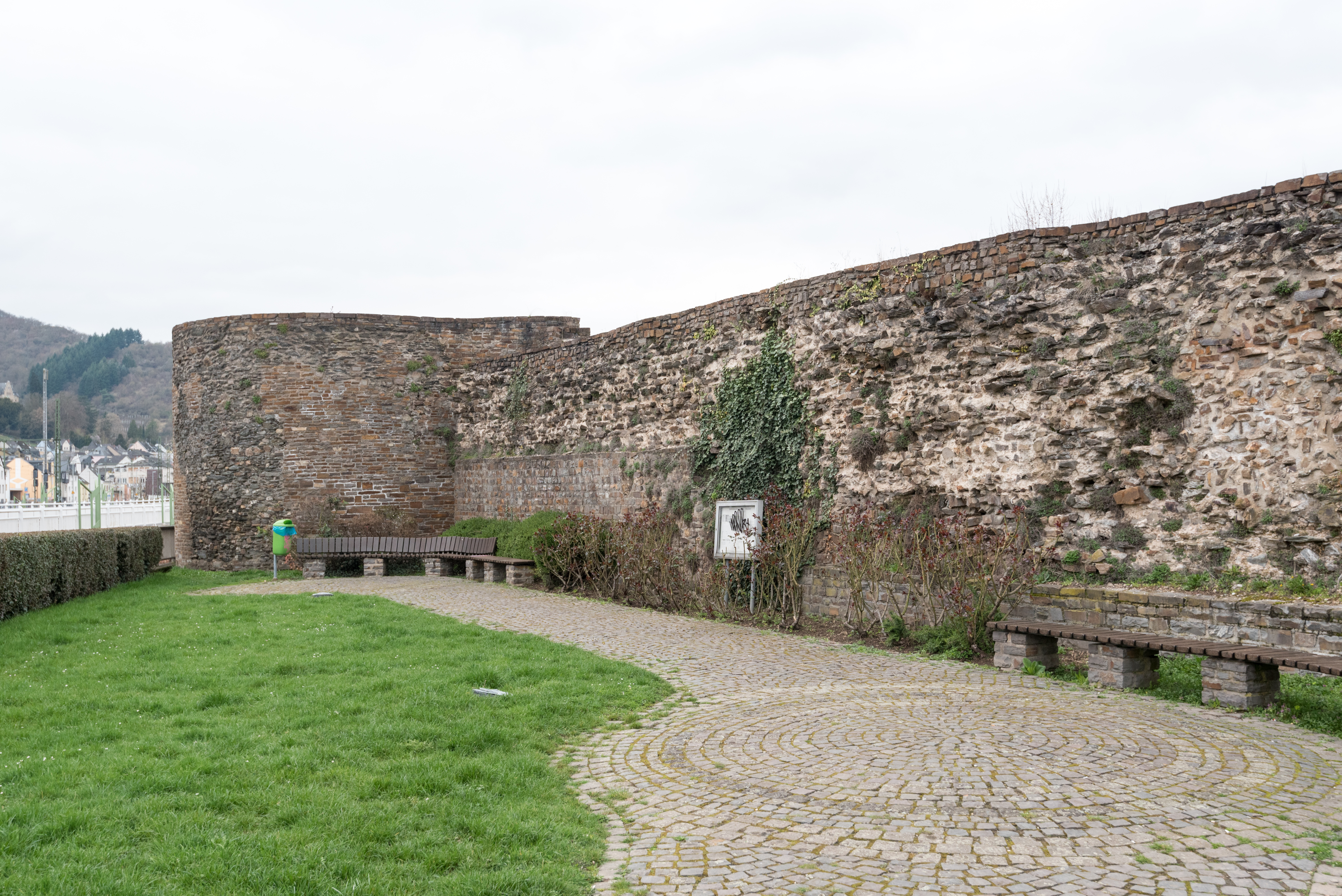
Südliche Kastellmauer

In der Nähe des Marktplatzes befindet sich der Römerpark mit Ruinen der römischen Kastellbefestigung aus dem 4. Jahrhundert n. Chr. Im Zuge der Kernstadtsanierung wurden im Jahr 2009 Teile der westlichen Römermauer freigelegt.
Die römischen Kastellmauern wurden bis in das Mittelalter hinein weiter genutzt. Nachdem bereits im 12. Jahrhundert die nördliche Kastellmauer niedergelegt und durch eine weiter zum Rhein hin gelegene Mauer ersetzt wurde, erweiterte man die Stadt im 14. Jahrhundert im Westen (Niederstadt) und Osten (Oberstadt) und umgab die neuen Stadtteile jeweils mit einer Stadtmauer mit Türmen. Der im Geschichtsteil erwähnte Säuerlingsturm gehörte zur westlichen Stadtbefestigung. Mit dem Bau der Eisenbahn wurden zum ersten Mal größere Teile der Stadtmauer zurückgebaut. Jedoch sind auch heute noch trotz vieler Verluste zahlreiche Reste der römischen sowie mittelalterlichen Stadtmauern zu sehen.

#### Burgen und Schlösser

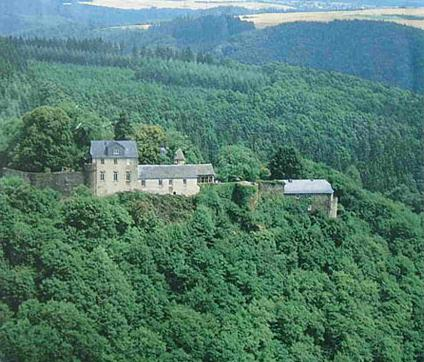
Schloss Schöneck bei Windhausen

- Kurfürstliche Burg: Am Rhein befindet sich die von dem Trierer Kurfürsten Balduin von Luxemburg erbaute Alte Burg. Heute beherbergt sie das Städtische Museum.
- Schloss Schöneck: Das Schloss steht in der Ehrbachklamm in der Nähe des Ortsteils Windhausen. Es wurde um 1200 von dem Reichsministerialen Konrad von Boppard erbaut.

#### Sakralbauten

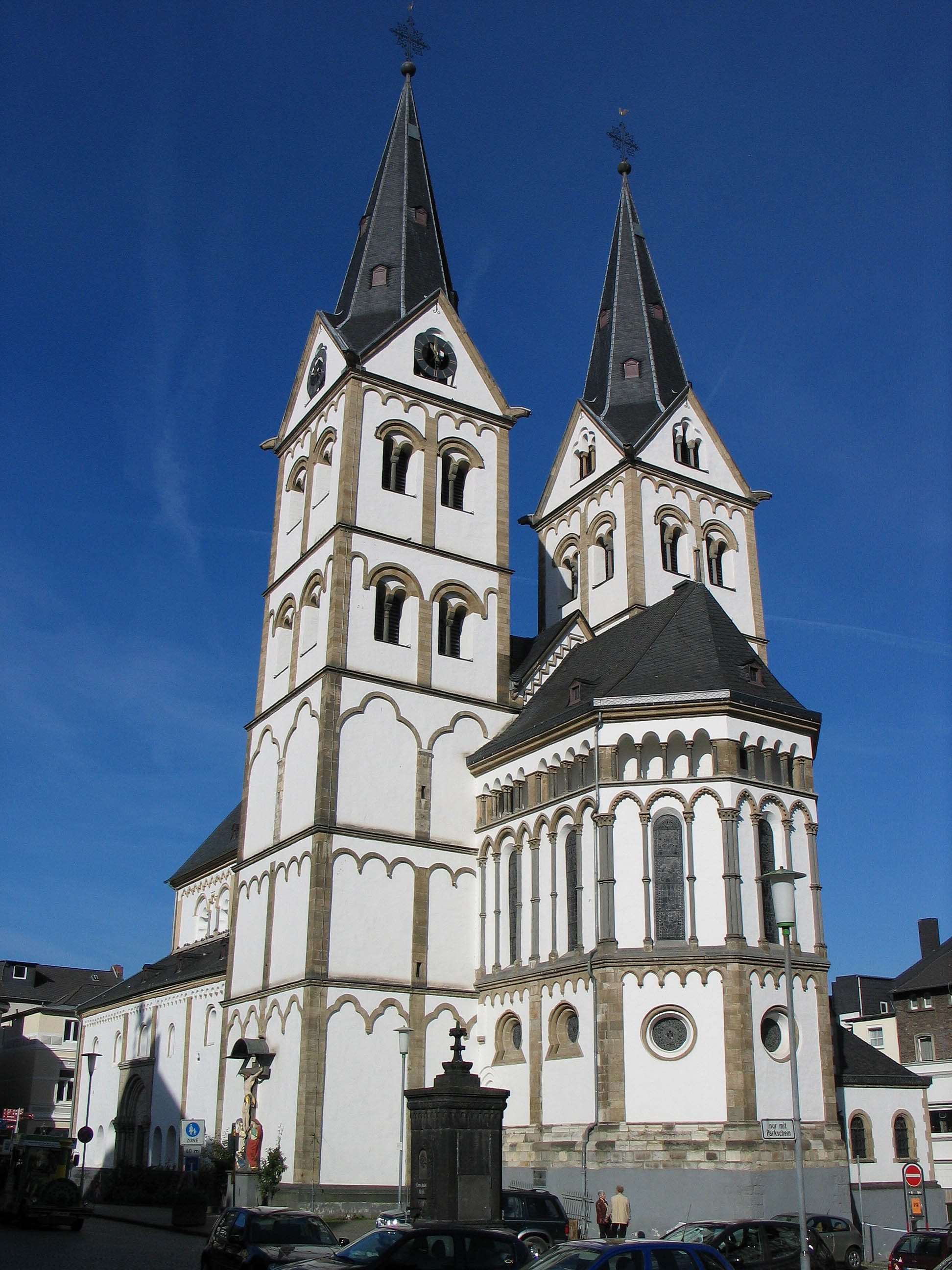
St.-Severus-Kirche

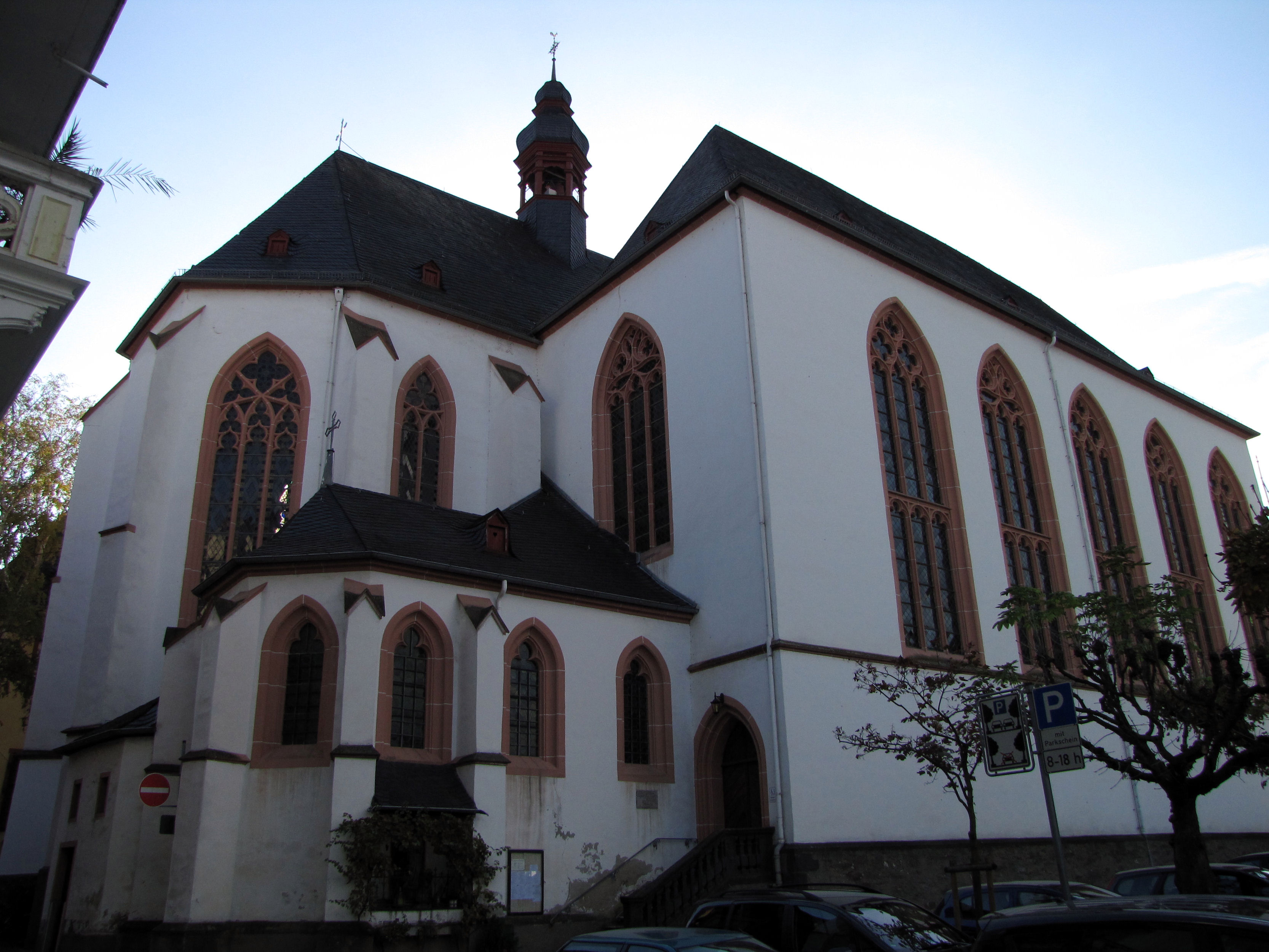
Karmeliterkirche

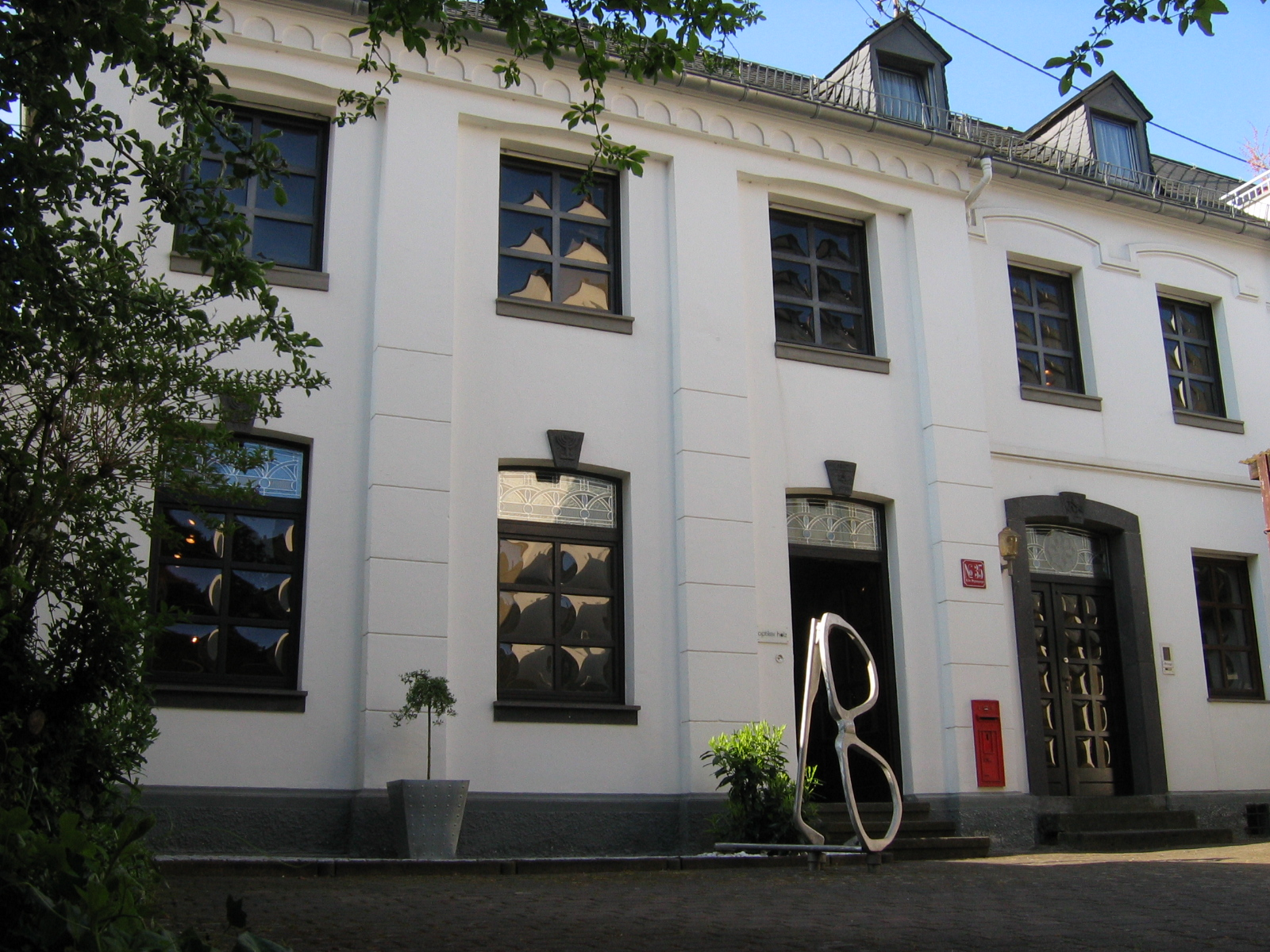
Ehemalige Synagoge

- St.-Severus-Kirche: Am Marktplatz befindet sich die auf Fundamenten eines römischen Militärbades errichtete spätromanische St.-Severus-Kirche (1236). Bei Ausgrabungen unter St. Severus wurden Reste einer frühchristlichen Kirche des 6. Jahrhunderts mit einer schlüssellochförmigen Kanzelanlage (Ambo) und einem Taufbecken gefunden. Vergleichbare Piszinen (Bäder) sind in Köln, England, Spanien, Italien und Südfrankreich zu finden.
- Christuskirche: evangelische Stadtkirche aus dem 19. Jh.
- Karmeliterkirche: Die Kirche wurde im 14. und 15. Jahrhundert als Klosterkirche des gleichnamigen Klosters (Gründung 1265) erbaut. Zu ihrer Innenausstattung gehören Grabdenkmälern, Chorgestühl und Totenschilde.
- Karmeliterkloster; heutiger Sitz der Stadtverwaltung
- Franziskanerkloster mit zugehöriger Kirche; heutiger Sitz der Bundesakademie für öffentliche Verwaltung
- Augustinerinnenkloster Jakobsberg; heute ein Golfhotel
- Franziskanerinnenkloster St. Martin; heute Sitz der Stiftung Bethesda-St. Martin
- Kloster Marienberg: Das Kloster wurde bereits um 1120 gegründet. Nach einem Brand erbaute man das gesamte Kloster von Grund auf neu (1738). Das größte Kulturdenkmal des Rhein-Hunsrück-Kreises befindet sich zurzeit in einem sehr schlechten Zustand.
- ehemaliges bischöfliches Alumnat in der Rheinallee
- Ehemalige Synagoge: Die Alte Synagoge in Boppard ist eine ehemalige Synagoge (1867–1938).
- St.-Aegidius-Kirche: Die Pfarrkirche Sankt Aegidius befindet sich im Ortsbezirk Bad Salzig und wurde im Jahr 1904 geweiht. An ihrem Ort stand schon im 13. Jahrhundert eine Kapelle, die nach dem heiligen Aegidius benannt war.
- Stationenweg / Kreuzweg zum Kreuzberg: Zwischen 1849 und 1859 werden auf Initiative von Johann Baptist Berger die traditionellen 14 Stationen des Leidensweges Jesu Christi hinauf zum Kreuzberg errichtet. Es entstehen 7 Andachtskapellchen und 7 Stelen aus Sandstein. Um 1930 wird die 1. Station umgewidmet zur Sankt Antonius-Kapelle. Stattdessen entsteht eine neue 1. Station weiter bergwärts, wodurch sich die Wegstrecke des Stationenweges verkürzt. Vandalismus, Kriegseinflüsse und Witterung machen immer wieder Sanierungsmaßnahmen notwendig. Mitte der 1960er Jahre wird die 3. Station niedergelegt. Die anderen Andachtsmale sind in so schlechtem Zustand, dass ein Abriss ernsthaft diskutiert wird. Diverse Teilsanierungen retten die noch vorhandenen 6 Kapellchen und 7 Stelen über die nächsten Jahrzehnte. In den Jahren 2007–2012 nimmt sich der Verkehrs- und Verschönerungsverein Boppard der Objekte an und führt eine Grundsanierung durch. Die 13 Stationen befinden sich nun in einem ästhetisch ansprechenden Zustand. Endpunkt des Kreuzweges ist die bereits zwischen 1709 und 1724 errichtete Kreuzbergkapelle mit einem Kreuz aus dem 15. Jahrhundert.[80]

#### Profane Bauwerke

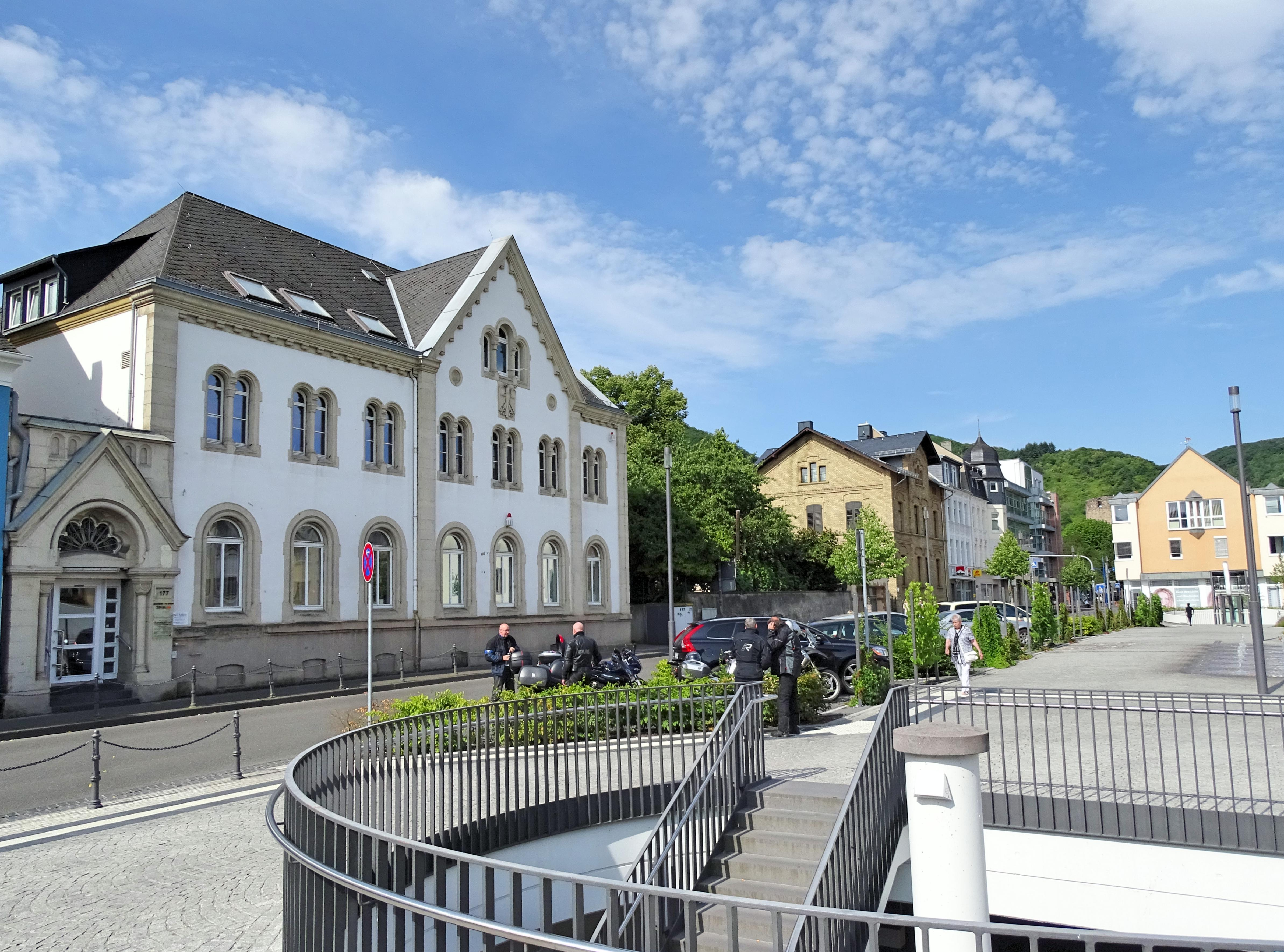
Ehemaliges Kaiserliches Postamt

- Adelshöfe: Im Mittelalter lebten zahlreiche Adelsfamilien in der Stadt. Einige der Wohnhäuser bzw. Wirtschaftshöfe sind erhalten geblieben: Ritter-Schwalbach-Haus (15. Jahrhundert), Eltzer Hof (1566 und 1738), Templerhaus (im Kern aus dem 13. Jahrhundert), der Wasserfasshof, der Hof zum Rebstock und Reste des Hofes der Boos von Waldeck.
- Haus Sabelsberg: Die Villa am Stadtrand von Boppard wurde zu Beginn des 20. Jahrhunderts gebaut. Längere Zeit diente sie als Konvent für die in Boppard lebenden Borromäerinnen.
- Villa Belgrano: Die Villa wurde Ende des 19. Jahrhunderts ursprünglich als Sommerhaus für den in Argentinien lebenden Franz Mallmann erbaut.
- Fachwerkhäuser: In der Bopparder Altstadt finden sich mehrere restaurierte Fachwerkhäuser aus dem 16. bis 18. Jahrhundert.
- Altes Rathaus am Marktplatz
- ehemaliges Kaiserliches Postamt; gegenüber der heutigen Stadtverwaltung

#### Hunsrückbahn
Diese Eisenbahnstrecke von Boppard nach Emmelshausen gehört zu den steilsten Deutschlands. Nur noch die Rübelandbahn und die Rennsteigbahn sind steilere Bahnstrecken, welche heute noch betrieben werden. Die Hunsrückbahn gilt als eine der landschaftlich schönsten Strecken von Rheinland-Pfalz. Der Zug fährt auf dieser Strecke über zwei Viadukte und bis Buchholz durch fünf Tunnel. Dieser Streckenabschnitt zwischen Boppard und Buchholz steht seit 1987 unter Denkmalschutz.

#### Weitere Kulturdenkmäler

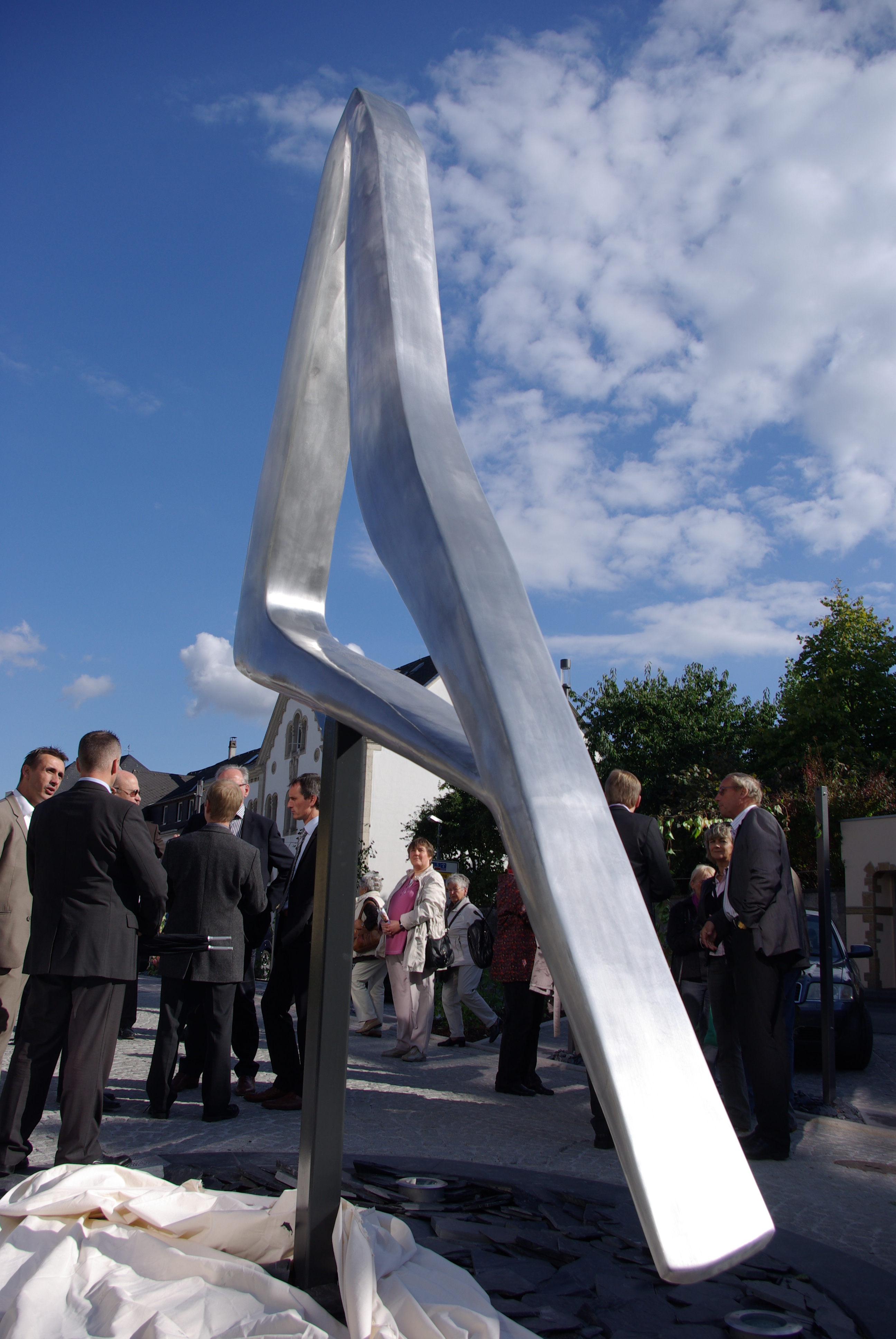
Skulptur Der Läufer des Bopparder Künstlers Aloys Rump

Auf dem Unteren Marktplatz steht heute der Alte Marktbrunnen, dieser wurde zunächst 1855 auf dem Oberen Marktplatz vor dem Rathaus errichtet. Als 1968 eine Sanierung des Marktplatzes erfolgte und dieser gleichzeitig autofreundlicher gestaltet werden sollte, war der Brunnen den Baumaßnahmen im Weg. Die Bopparder Schützengesellschaft rettete ihn allerdings vor einer endgültigen Zerstörung und baute ihn auf dem Schützengelände im Schlaningtal wieder auf. Erst 1990 kam es zu einem Umdenken und der historische Brunnen wurde an seinem heutigen Platz aufgestellt. Den Oberen Marktplatz ziert heute eine moderne Brunnenanlage, welche an die Bugholz-Möbel des Michael Thonet erinnern soll.
2012 wurde vor dem Haupteingang des Krankenhauses (Dr. Heinz Maurer Platz) eine Aluminium-Skulptur des Künstlers Aloys Rump installiert. Die Figur stellt die stilisierten Beine eines Laufenden dar. Thema der Darstellung sind Bewegung, Dynamik und Monumentalität. Die ca. 4 m hohe Großplastik symbolisiert Lebenslust, Freiheit und Weltoffenheit.

### Parks und Grünanlagen
Neben den teilweise parkähnlich angelegten Rheinanlagen ist der Marienberger Park mit rund 20.000 m² die bedeutendste Parkanlage in Boppard. Ebenfalls zu den sogenannten Welterbegärten zählen außerdem die Partnerschaftsgärten der Stiftung Bethesda sowie der barocke Propsteigarten in Hirzenach. Alle vier Grünanlagen sind für eine Einbindung in die Bundesgartenschau 2031 am Mittelrhein vorgesehen.

### Landschaft

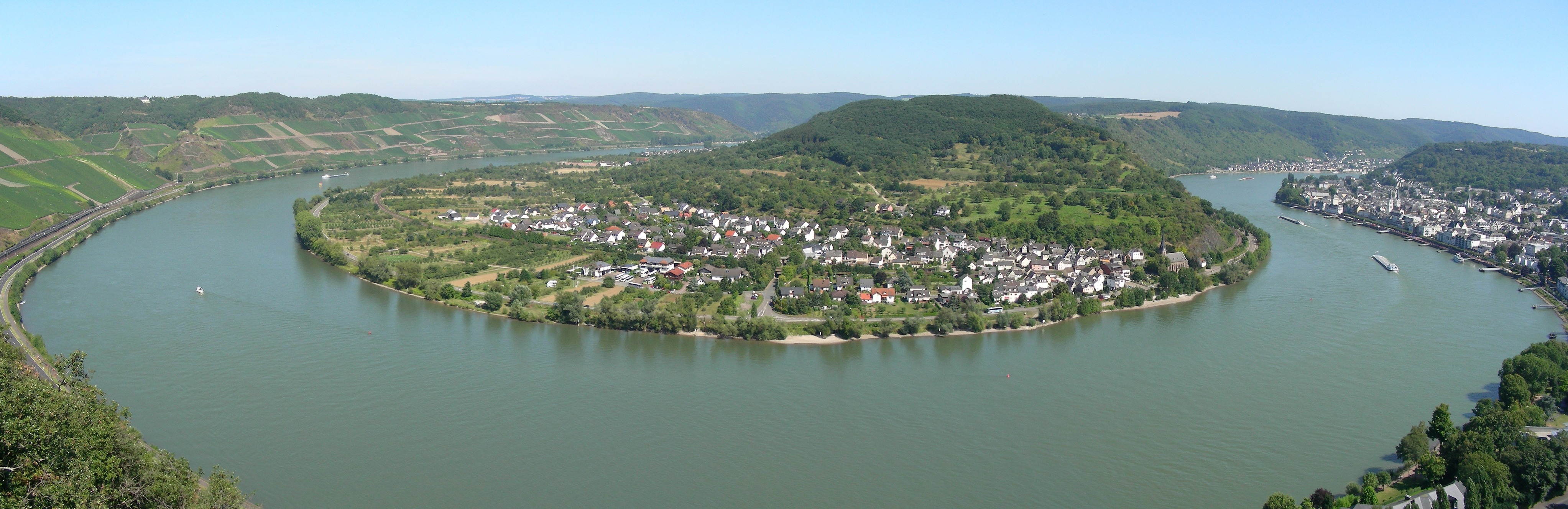
Die Rheinschleife von Gedeonseck

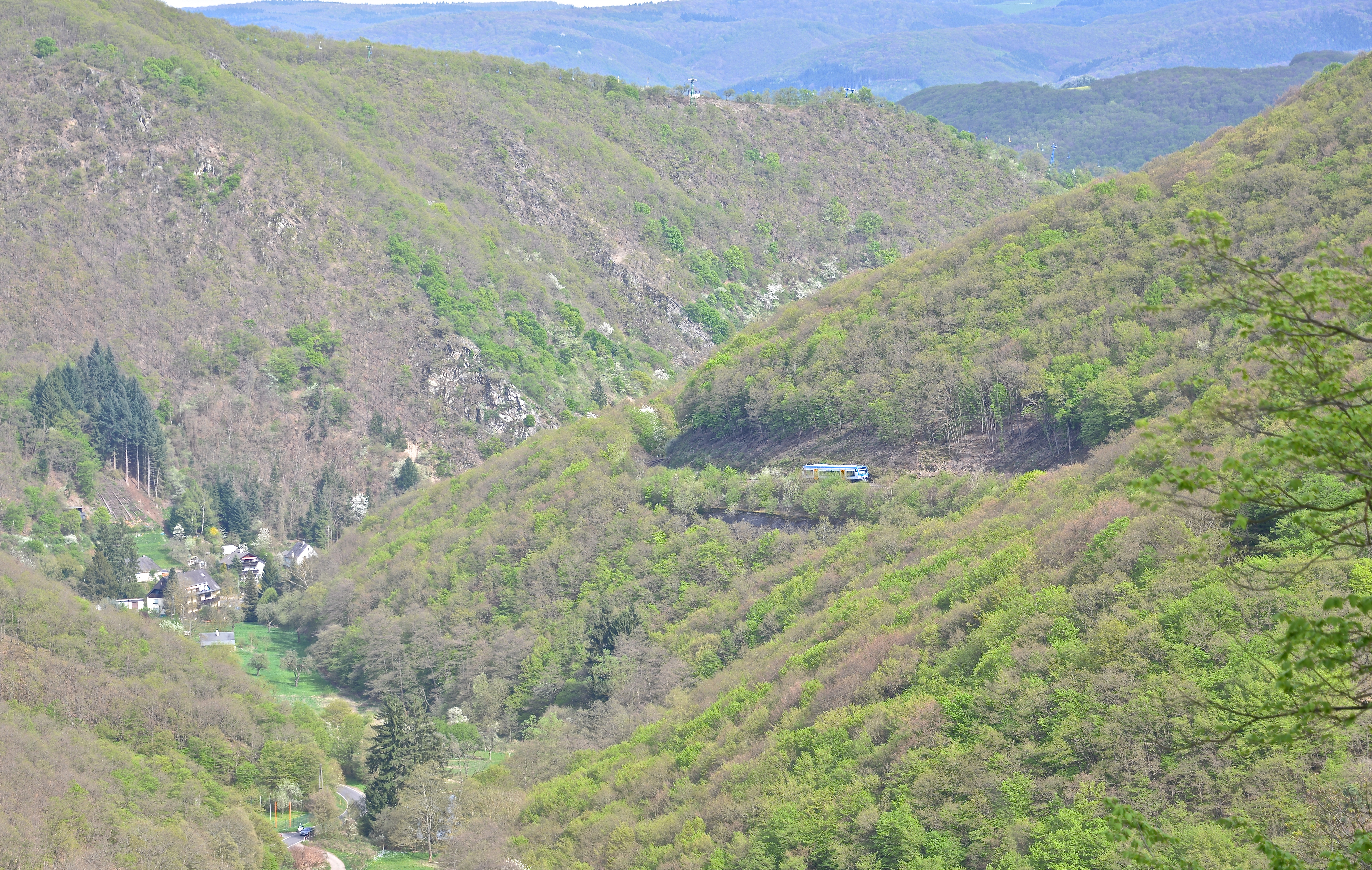
Das Mühltal

Von verschiedenen Aussichtspunkten oberhalb von Boppard bietet sich ein Blick auf die Stadt sowie das Mittelrheintal, zu den bekanntesten zählt hierbei die auch per Auto erreichbare Cäcilienhöhe an der L210. Die Sesselbahn Boppard führt in die unmittelbare Umgebung von zwei bekannten Aussichtspunkten über die Rheinschleife Bopparder Hamm, das Gedeonseck sowie den Vierseenblick. Letzterer hat seinen Namen daher, dass das Rheintal von diesem Punkt aus betrachtet so aussieht, als bestünde es aus vier Seen. Tatsächlich kommt diese Aussicht dadurch zustande, dass der eine Schleife fließende Rhein an bestimmten Stellen durch die umgebende Landschaft verdeckt wird. Vom nahe gelegenen Gedeonseck hat man dagegen einen Ausblick über die gesamte Rheinschleife und auch Richtung Stadt. Beide Aussichtspunkte verfügen über gastronomische Angebote. 2006 wurde im Bereich Gedeonseck/Vierseenblick der Mittelrhein-Klettersteig eröffnet. In einen Rundkurs werden elf Kletterpassagen überwunden.
Zwischen Bad Salzig und der Fleckertshöhe befindet sich der 2014 eingeweihte und 27,4 m hohe Aussichtsturm Fünfseenblick mit Blick auf das Rheintal sowie die umgebenden Mittelgebirge.
Auf der rechten Rheinseite sind die Feindlichen Brüder (die Burgen Liebenstein und Burg Sterrenberg) und das Kloster Bornhofen beliebte Ausflugsziele.

### Sport
In Boppard existieren rund 40 Sportvereine, zu den größten zählen der TV Bad Salzig mit rund 1150 Mitgliedern sowie die TG Boppard mit rund 1050 Mitgliedern. Vor Schließung der Schwimmbäder zählte auch die DLRG Boppard mit ehemals mehr als 1000 Mitgliedern in der Vergangenheit zu den größten Sportvereinen der Stadt sowie des gesamten DLRG-Bezirkes.
Die größte Sportanlage im Stadtgebiet ist das BOMAG-Stadion im Bopparder Ortsteil Buchenau, hier stehen ein Naturrasenplatz mit Stehplatztribüne und ein Kunstrasenplatz (jeweils mit Flutlichtanlage), eine 6-bahnige Laufbahn, ein Basketballspielfeld sowie weitere Leichtathletikeinrichtungen zur Verfügung. Weitere Naturrasenplätze existieren in den Ortsbezirken Oppenhausen, Buchholz, Udenhausen, Bad Salzig und Weiler.
Zu den weiteren Sportanlagen in der Stadt zählen eine 18-Loch-Golfanlage, ein offizieller Mountainbikepark im Stadtwald sowie eine Steganlage des Ruderclubs Germania Boppard.

### Dialekt
Es wird „Bubberder Platt“ gesprochen. Die Ortsbezirke verfügen über eigene Dialekte. Diese gehören noch gerade zur Gruppe der Moselfränkischen Dialekte, die eng mit dem Luxemburgischen verwandt sind. Verwandtschaften mit dem Ripuarischen und Hessischen sind ebenfalls hörbar. Außerdem lassen sich im „Bubberder Platt“ auch vereinzelt jiddische Einflüsse feststellen, da in Boppard bis zur NS-Zeit eine recht große jüdische Gemeinde lebte. Südlich von Boppard verläuft die Bopparder Linie, die Sprachgrenze zwischen Korf (nördlich) und Korb (südlich).

### Regelmäßige Veranstaltungen
- In der Karnevalszeit finden in Boppard mehrere Umzüge statt. Der größte ist der Abendumzug der KG Schwarz-Gold Baudobriga, der am Karnevalssonntag um 18:11 Uhr durch die Innenstadt verläuft.[89]
- Mittelrheinischer Weinfrühling (Weinfest entlang der Weinbergswege im Bopparder Hamm, seit 1996 jeweils am letzten Sonntag im April)[90]
- Bopparder Mai (zahlreiche Veranstaltungen und kleine Feste Mitte Mai)
- Traditionelle Nachbarschaftskirmese im Mai und Juni: Die Nachbarschaften waren früher feste Institutionen in Boppard. Offiziell wurden diese 1663 erstmals genannt, jedoch geht die heutige Geschichtsforschung davon aus, dass die Nachbarschaften spätestens im 13. Jahrhundert entstanden. Die Nachbarschaften waren nicht nur zentral fürs tägliche Leben und für die Verwaltung von Boppard, sie feierten jeweils auch einmal im Jahr zusammen ein Fest. Diese Tradition wird heute gepflegt, jedoch haben sich die Nachbarschaften teilweise neu geordnet. Zu den größeren Nachbarschaftskirmesse gehören die Bälzer Kirmes und die Orgelbornkirmes der Märkter Nachbarschaft.

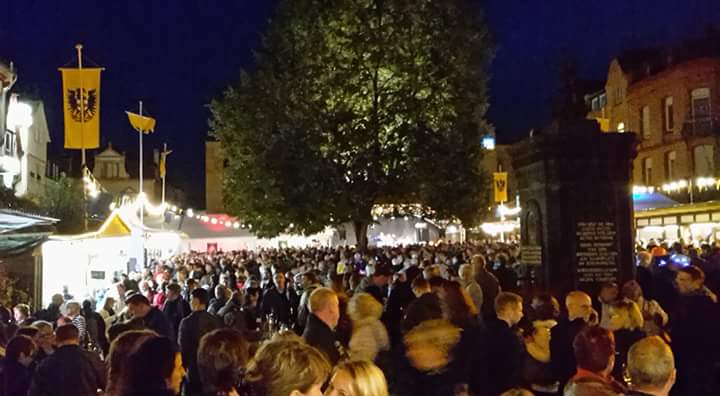
Weinfest 2015 auf dem Marktplatz in Boppard

- Schützenfest mit Festumzug an Fronleichnam
- Mittelrhein-Marathon von Oberwesel bis Koblenz im Juni (2005 bis 2015)
- Tal Total (bis 2019)
- Rheinuferfest (bis 2012)
- Zwiwwelsmat (Zwiebelmarkt, zweiter Mittwoch und Donnerstag im September)
- Das Weinfest auf dem Bopparder Marktplatz findet am letzten Wochenende im September und am ersten Wochenende im Oktober statt. Auf Initiative des Winzers Leopold Grillo (1881–1927) fand das erste öffentliche Weinfest in Boppard im Jahr 1926 statt.[91] Im Rahmen des Weinfestes findet auch die jährliche „Große Weinprobe“ der Stadt Boppard statt, in deren Rahmen auch die Ehrenwinzer der Stadt ernannt werden, wie z. B. der ehemalige Ministerpräsident Kurt Beck im Jahr 1999. Im Jahr 2014 ist das Weinfest bei einer Abstimmung durch den Reader’s Digest Verlag zum „Weinfest des Jahres“ gekürt worden.
- Bopparder Weihnachtsmarkt  erstes bis zweites Adventswochenende (1. und 2. Advent)

## Personen

### Träger des großen Stadtsiegels von 1236

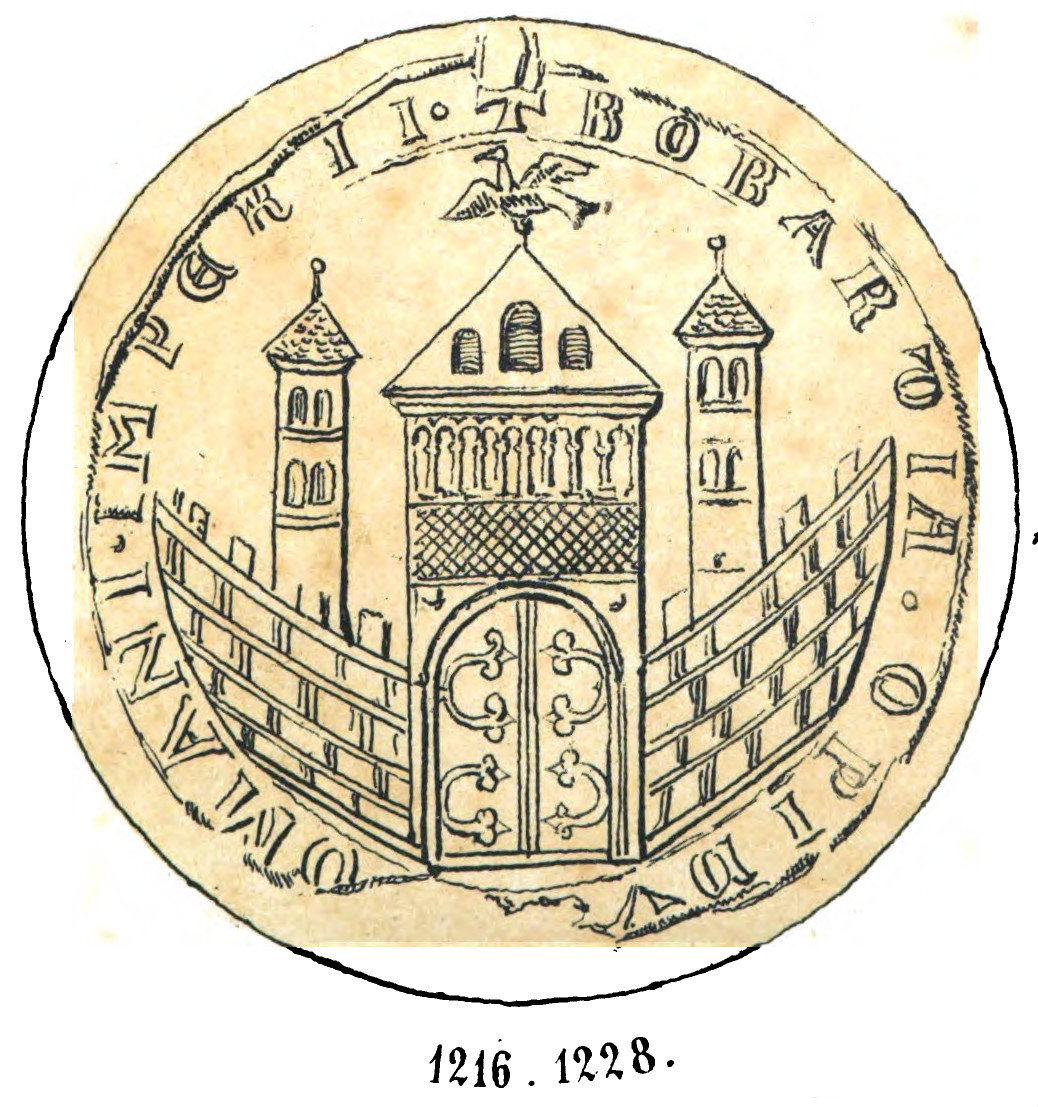
Nachdruck des Stadtsiegels von 1216

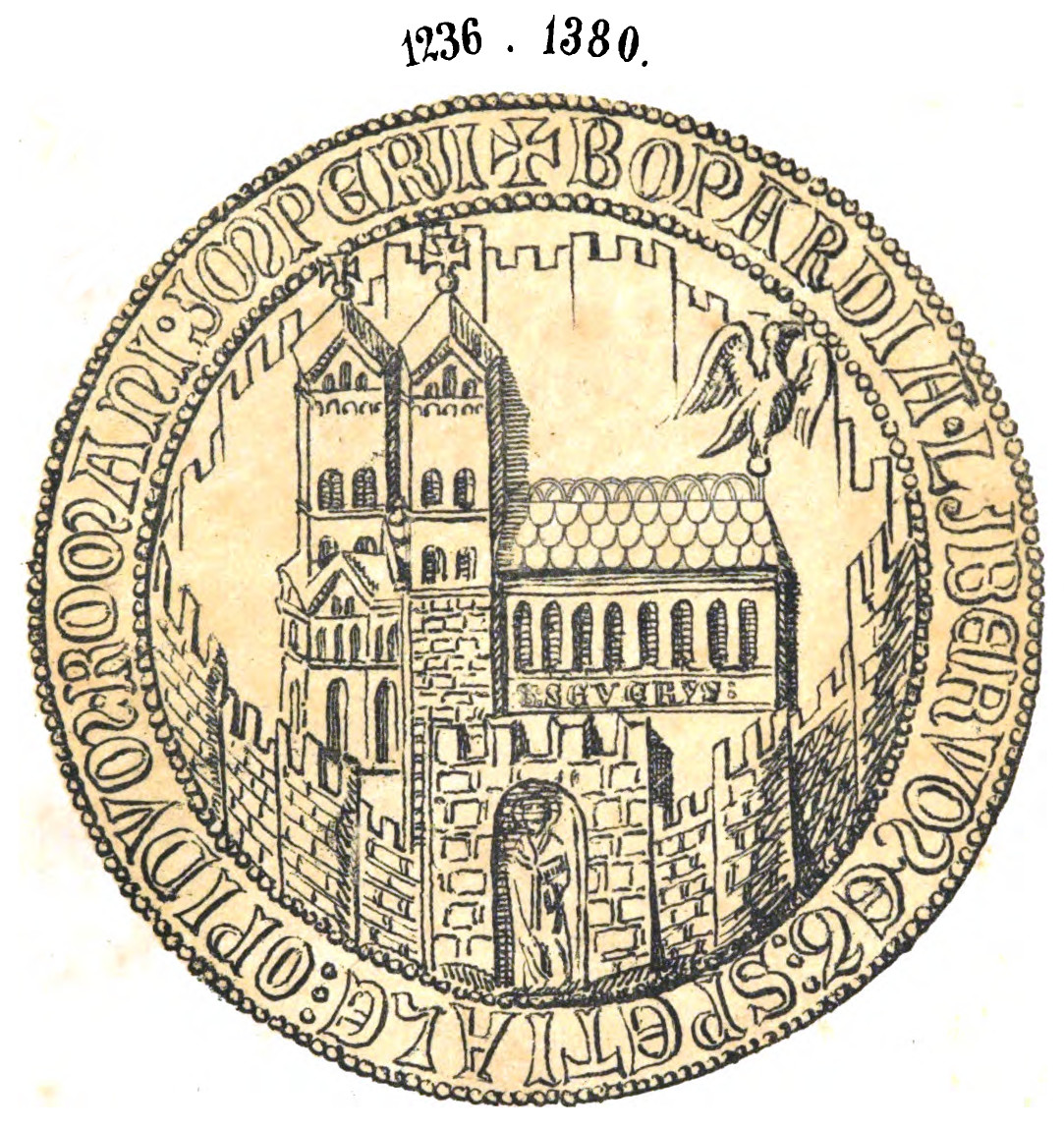
Nachdruck des Stadtsiegels von 1236

Am 24. Juli 1958 verabschiedete der Bopparder Stadtrat eine Ortssatzung „betreffend Ehrung verdienter Persönlichkeiten“. In dieser wird geregelt, dass Personen, die sich in besonderer Weise um die Stadt Boppard verdient gemacht haben, eine Ehrung erhalten. Diese Ehrung ist eine Nachbildung des großen Stadtsiegels von 1236 zusammen mit einer Besitzurkunde. In der Ortssatzung wurde außerdem festgehalten, dass jährlich nur zwei Personen ausgezeichnet werden dürfen und dass dies mit einer 3/4-Mehrheit im Stadtrat beschlossen werden muss.
Das große Stadtsiegel von 1236 ist eine Erweiterung des Stadtsiegels von 1216. Auf ihm ist die Sankt-Severus-Kirche umgeben von einer gewaltigen Stadtmauer dargestellt. Im Stadttor im unteren Teil des Siegels steht der Kirchenpatron und Bischof Severus von Ravenna mit Stab und Mitra. Auf dem Dachknauf über dem Westende des Langhauses der Sankt-Severus-Kirche fliegt der Reichsadler mit ausgebreiteten Schwingen. Die Umschrift des Siegels lautet: BOPPARDIA LIBERVM ET SPETIALE OPIDVM ROMANI IMPERII. Übersetzt heißt dies: Boppard, freie und besondere Stadt des römischen Reiches.
Der originale Siegelstempel befindet sich mittlerweile im British Museum in London und gehört möglicherweise neben dem gotischen Siegel der Stadt Köln zu den besterhaltenen Siegelstempeln des Mittelalters.
Mit einer Nachbildung des Siegels wurden bis zum Jahr 2001 die folgenden Personen ausgezeichnet:
- Jean Nick am 2. Januar 1959
- Fritz Stammer am 2. Januar 1959
- Franz Büchner am 26. März 1960
- Fritz Straßmann am 26. März 1960
- Georg Goebel am 10. November 1962
- Alexander Stollenwerk am 30. Juli 1965
- Rudolf Koelges am 4. Dezember 1970
- Paul Piwowarsky am 27. November 1971
- Josef Dany am 27. November 1971
- Editha Schell am 24. November 1973
- Lorenz Wolf am 10. Juni 1978.
- Karl Scherer am 9. Januar 1982
- Hermann Holz am 29. Juli 1987
- Ferdinand Pauly am 29. Juli 1987
- Heinz Maurer am 29. November 1991
- Ferdinand Benner am 26. März 2000
- Franz Schell am 17. September 2000
- Karl-Heinz Schwamborn am 25. November 2001[96]
- Lea Ackermann am 9. Dezember 2001[97]

### Söhne und Töchter der Stadt
Diese Liste umfasst Personen, die in Boppard geboren sind und einen Artikel bei Wikipedia haben. Dass Personen hier genannt werden, heißt jedoch nicht, dass diese prägend für die Geschichte von Boppard waren oder sind.
- Dietrich Bayer von Boppard (≈1330–1384), Bischof von Worms und anschließend Bischof von Metz
- Nikolaus Lauxen (1722–1791), Architekt des Spätbarocks
- Hildegard von Moskopp (1737–1790), Meisterin im Prämonstratenserinnenkloster Maria Engelport
- Peter Joseph von Eichhoff (1790–1866), österreichischer Hofkammerpräsident und Gutsbesitzer
- Ernst Heinrich Wilhelm Fier (1792–1884), Reichstagsabgeordneter (Zentrum)
- Josef Mallmann (1795–1857), Kaufmann, Landwirt, Steuereinnehmer und Politiker
- Michael Thonet (1796–1871), Tischlermeister, Industrieller und gilt weltweit als Pionier des Möbeldesigns
- Michael Bach (1808–1878), Lehrer, Botaniker und Insektenkundler
- Franz Peter Knoodt (1811–1889), Philosoph und Theologe, altkatholischer Generalvikar
- Severin Roesen (1816–1872), Stillleben-Maler
- Anton Goebel (1824–1898), Klassischer Philologe und Gymnasialdirektor
- Josef von Mallmann (1827–1886), deutsch-österreichischer Textilindustrieller und Überseekaufmann
- Emil von Mallmann (1831–1903), Kaufmann und Politiker
- Franz Brentano (1838–1917), Philosoph, Psychologe und Begründer der Aktpsychologie
- Ludwig Heusner (1844–1916), Orthopäde und Chirurg
- Heinrich von Siebold (1852–1908), jüngerer Sohn Philipp Franz von Siebolds, nannte sich selbst Henry von Siebold, arbeitete zunächst an der österreichisch-ungarischen Botschaft in Tokio, später für die japanische Regierung. Sammelte wie sein Bruder Alexander von Siebold japanisches Kulturgut und gab 1896 zusammen mit ihm Nippon. Archiv von Japan, das Werk seines Vaters zu dessen 100. Geburtstag neu heraus.
- Friedrich Albert Spiecker (1854–1936), Unternehmer
- Johannes Spiecker (1856–1920), evangelischer Missionar
- Gustav Kampmann (1859–1917), Maler und Graphiker
- Hermann Otto Ippen (1873–1956), Reeder
- Joseph Brüggemann (1879–1946), Schulleiter, NS-Opfer
- Adolf Hohenstein (1881–1937), Polizeipräsident von Kassel
- Hermann Pies (1888–1983), Studienrat und Kaspar-Hauser-Forscher
- Franz Büchner (1895–1991), Pathologe
- Josef Will (1895–1976), im Ortsteil Oppenhausen geborener Politiker, Mitglied des Landtags von Rheinland-Pfalz
- Jakob Breitbach (1896–1949), Politiker (FDP), Abgeordneter des Landtags von Rheinland-Pfalz
- Joachim Caesar (1901–1974), Agrarwissenschaftler, Politiker (NSDAP), Leiter der landwirtschaftlichen Betriebe im KZ Auschwitz
- Johannes Büchner (1902–1973), Pädagoge und Schriftsteller
- Fritz Straßmann (1902–1980), Chemiker und einer der Entdecker der Kernspaltung
- Heinrich Kahlefeld (1903–1980), Theologe und katholischer Priester sowie Verfasser theologischer Schriften und liturgischer Gesänge
- Rudolf Steinwand (1906–1982), Politiker (KPD, SED), Minister für Berg- und Hüttenwesen der DDR
- Robert Claussen (1909–1941), Politiker (NSDAP)
- Georg Goebel (1909–1987), Chorleiter und Komponist
- Maria Terwiel (1910–1943), Widerstandskämpferin im Dritten Reich; sie gehörte zum Kreis der Roten Kapelle
- Helmut Hahn (1921–2008), Geograph und Hochschullehrer
- Heinz Maurer (1921–2016), Unternehmer, Erfinder von Sebamed
- Werner Wirth (1922–2007), geboren in Rheinbay, Jurist und Polizeipräsident von Leverkusen
- Carlheinz Moesta (1928–2024), Journalist und Politiker (SPD), Abgeordneter des Landtags von Rheinland-Pfalz
- Andreas Vogel (* 1929), Geophysiker und Hochschullehrer
- Jürgen Piwowarsky (1933–2019), Präsident des Verfassungsgerichtshofs Rheinland-Pfalz
- Hermann Josef Sieben (* 1934), katholischer Theologe
- Hermann Bollinger (1937–2015), Schmied, Schlossermeister und Politiker (CDU), Abgeordneter im Landtag von Mecklenburg-Vorpommern
- Gunter Berger (1943–2015), Schauspieler
- Willi Nickenig (* 1944), Winzer und Politiker (CDU), Abgeordneter im Landtag von Rheinland-Pfalz
- Martin Kämpchen (* 1948), Autor, Übersetzer und Journalist
- Norbert Neuser (* 1949), Politiker (SPD), Abgeordneter im Europaparlament
- Aloys Rump (* 1949), Bildender Künstler
- Hermann Schnorbach (1949–2021), Pädagoge, Autor
- Otto Volk (* 1950), Historiker
- Rudolf Nickenig (* 1953), Generalsekretär des Deutschen Weinbauverbandes
- Thomas Schröder (* 1954), Jurist und Politiker (Bündnis 90/Die Grünen), Abgeordneter im Landtag von Niedersachsen
- Walter Bersch (* 1954), Politiker (SPD), Mitglied des Bundestages und Bürgermeister von Boppard
- Martin Wahl (* 1955), Biologe und Hochschullehrer
- Henri Bach (1956–2024), Koch, mit zwei Sternen im Guide Michelin ausgezeichnet
- Hermann-Josef Lamberti (* 1956), Finanzmanager
- Franz Wilhelm Kaiser (* 1957), Kunstwissenschaftler
- Paul Rheinbay (* 1959), Theologe und Hochschullehrer
- Ursula Damm (* 1960), Bildhauerin, Mixed-Media-Künstlerin und Hochschullehrerin
- Georg Moesta (* 1963), Rechtsanwalt und Mitglied des Verfassungsgerichtshofs Rheinland-Pfalz
- Bernd Mallmann (* 1966), Lehrer, Schachpädagoge und Autor
- Daniel Acht (* 1968), Filmregisseur, Filmproduzent und Drehbuchautor
- Naika Foroutan (* 1971), Sozialwissenschaftlerin
- Matthias Giesen (* 1973), Organist, Musiktheoretiker und Dirigent
- Daniel Tosh (* 1975), US-amerikanischer Comedian
- Markus Podehl (* 1978), Architekt und Publizist
- Michael Falkenmayer (* 1982), Fußballspieler
- André Weis (* 1989), Fußballspieler
- Ria Schröder (* 1992), Politikerin (FDP), Mitglied des Bundestages, Bundesvorsitzende der Jungen Liberalen
- Julian-Béla Joswig (* 1993), Politiker (Bündnis 90/Die Grünen)
- Joshua Mackeben (* 1994), American-Football-Spieler

### Persönlichkeiten, die vor Ort gewirkt haben

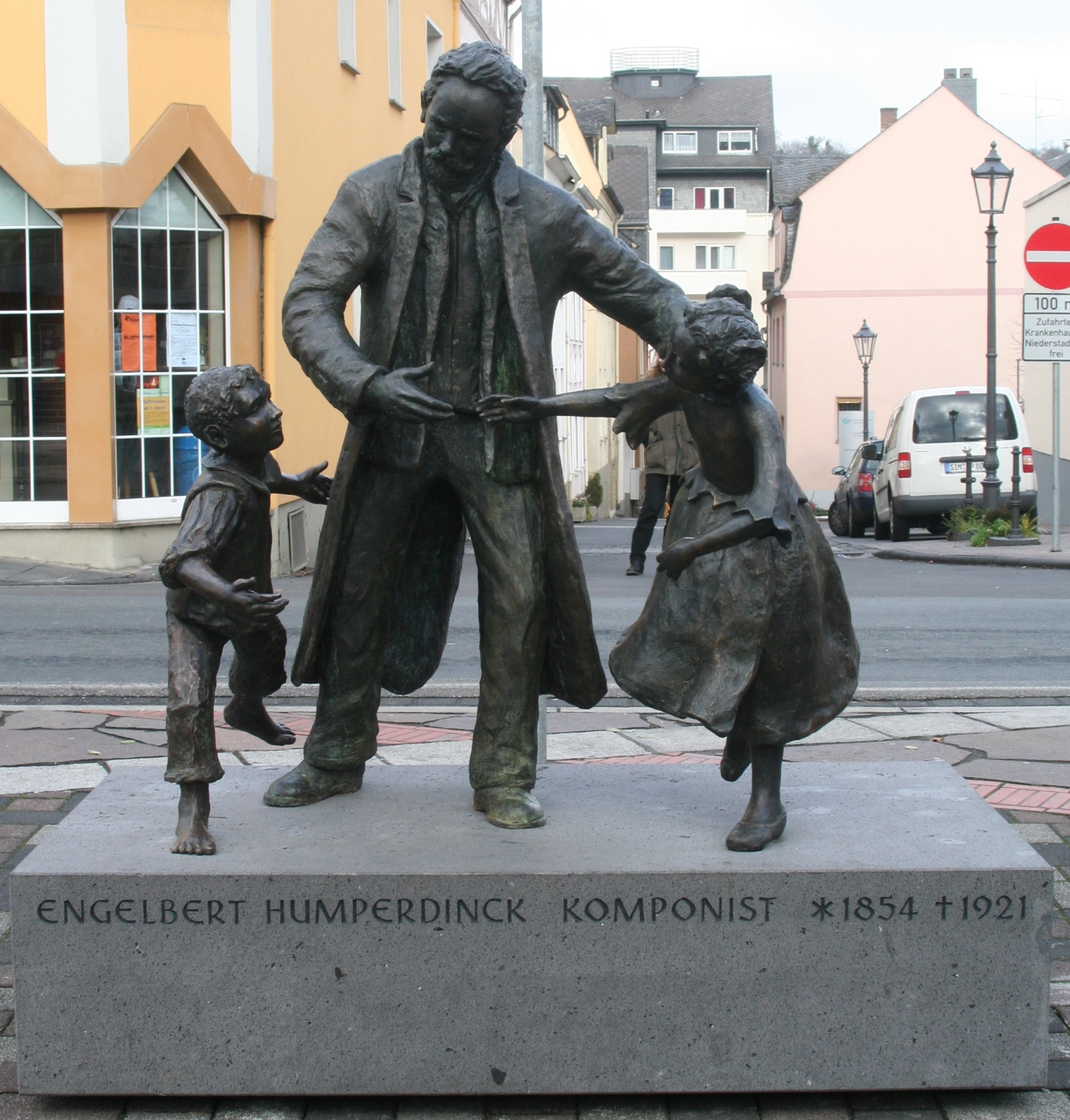
Humperdinckdenkmal auf dem Bopparder Bürgermeister-Syree-Platz

- Ottokar I. Přemysl (1155–1230), König von Böhmen aus der Dynastie der Přemysliden, er wurde 1198 in Boppard zum König gekrönt.
- Christoph Eschenfelder (1470–1547), Zollvorsteher und Amtmann in Boppard, machte die Stadt zur Anlaufstelle für Renaissance-Humanisten
- Philipp Franz von Siebold (1796–1866), Arzt und Japanforscher, wohnte einige Jahre im Kloster St. Martin und arbeitete hier an seinem großen Werk Nippon. Archiv von Japan.
- Luise Hensel (1798–1876) war Lehrerin im Mädchenpensionat Marienberg.
- Johann Baptist Berger (1806–1888) war Pastor der Bopparder Pfarrgemeinde St. Severus und Dichter.
- Peter Piel (1835–1904) war tätig als Komponist, Kirchenmusiker, Musiktheoretiker und Lehrer am Königlichen Schullehrerseminar in Boppard.
- Engelbert Humperdinck (1854–1921), Komponist (Märchenoper Hänsel und Gretel), lebte und arbeitete einige Jahre in Boppard und erhielt deswegen von den Bopparder Bürgern ein Denkmal zur Erinnerung.
- Helene Pagés (1863–1944) war 1885–1913 sowohl Lehrerin in Boppard als auch Schriftstellerin und Herausgeberin.
- Boris Michailowitsch Skossyrew (1900–1989), ein russischer Adliger und Diplomat sowie als Boris I. kurze Zeit König von Andorra, lebte ab 1956 bis zu seinem Tod in Boppard.
- Hans Kruzwicki (1885–1971) war als Gymnasialzeichenlehrer u. bildender Künstler (Maler) tätig.
- Stefan Utsch (1896–1978), Schriftsteller, wurde 2012 mit einem Denkmal in Boppard geehrt.[98]
- Christian W. Schenk (* 1951), deutsch-rumänischer Lyriker, Essayist, Übersetzer und Verleger, lebt in Boppard-Buchholz.
- Martin Ebbertz (* 1962), Schriftsteller und Drehbuchautor, lebt in Boppard.
- Bernhard Wessel (1936–2022), ehemaliger Torwart von Borussia Dortmund, lebt in Boppard.

### Ehrenwinzer der Stadt Boppard
Im Rahmen der großen Weinprobe der Stadt anlässlich des jährlichen Weinfestes wird seit 1981 in unregelmäßigen Abständen einer überregionalen Persönlichkeit aus Politik, Wirtschaft oder Sport die Ehrenwinzerschaft verliehen. Genannt wird jeweils die Tätigkeit zum Zeitpunkt der Verleihung.
- 1981 Bernhard Vogel – Ministerpräsident des Landes Rheinland-Pfalz
- 1982 Rudi Altig – Radsportprofi
- 1985 Michel Debré – Bürgermeister der Partnerstadt Amboise
- 1992 Rudolf Scharping – Ministerpräsident des Landes Rheinland-Pfalz
- 1995 Werner Treichel – ehemaliger Verkehrsdirektor der Stadt Boppard
- 1996 Rainer Brüderle – Minister für Verkehr, Landwirtschaft, Weinbau und Forsten des Landes Rheinland-Pfalz
- 1998 Kunisada Kume – Japanischer Botschafter in Boppard
- 1999 Kurt Beck – Ministerpräsident des Landes Rheinland-Pfalz
- 2000 Hans-Artur Bauckhage – stellv. Ministerpräsident des Landes Rheinland-Pfalz und Minister für Weinbau, Wirtschaft, Verkehr und Landwirtschaft
- 2001 Joachim Hofmann-Göttig – Staatssekretär, Regierungsbeauftragter für das Anerkennungsverfahren UNESCO-Welterbe Mittelrhein
- 2002 Bertram Fleck – Landrat des Rhein-Hunsrück-Kreis
- 2004 Christoph Böhr – Mitglied des Landtages Rheinland-Pfalz, Vorsitzender der CDU-Fraktion im Landtag
- 2005 Günter Verheugen – Kommissar und Vizepräsident der Europäischen Kommission
- 2006 Joachim Mertes – Präsident des rheinland-pfälzischen Landtages
- 2007 Hendrik Hering – Minister für Weinbau, Wirtschaft, Verkehr und Landwirtschaft
- 2008 Norbert Schmitz – Vorstandsvorsitzender der Köln-Düsseldorfer Rheinschiffahrt AG
- 2009 Christian Baldauf – Vorsitzender des CDU-Landesverbandes Rheinland-Pfalz und der CDU-Fraktion im Landtag Rheinland-Pfalz[100]
- 2010 Clément Fayat – Gründer und Inhaber der Fayat-Gruppe
- 2012 Ulrike Höfken – Ministerin für Umwelt, Landwirtschaft, Ernährung, Weinbau und Forsten des Landes Rheinland-Pfalz
- 2013 Weinkollegium Königliches Kelterhaus zu St. Remigius in Boppard[101]
- 2014 Toshio Takeuchi – Bürgermeister der Partnerstadt Ome[102]
- 2017 Manuel Andrack – Autor[103]
- 2018 Roger Lewentz – Minister des Innern, für Sport und Infrastruktur[104]
- 2019 Julia Klöckner – Bundesministerin für Ernährung, Landwirtschaft und Verbraucherschutz[105]
- 2020 Malu Dreyer – Ministerpräsidentin des Landes Rheinland-Pfalz[106]
- 2021 Verkehrs- und Verschönerungsverein Boppard e. V.[107]